# Biserica de lemn din Lăpugiu de Jos

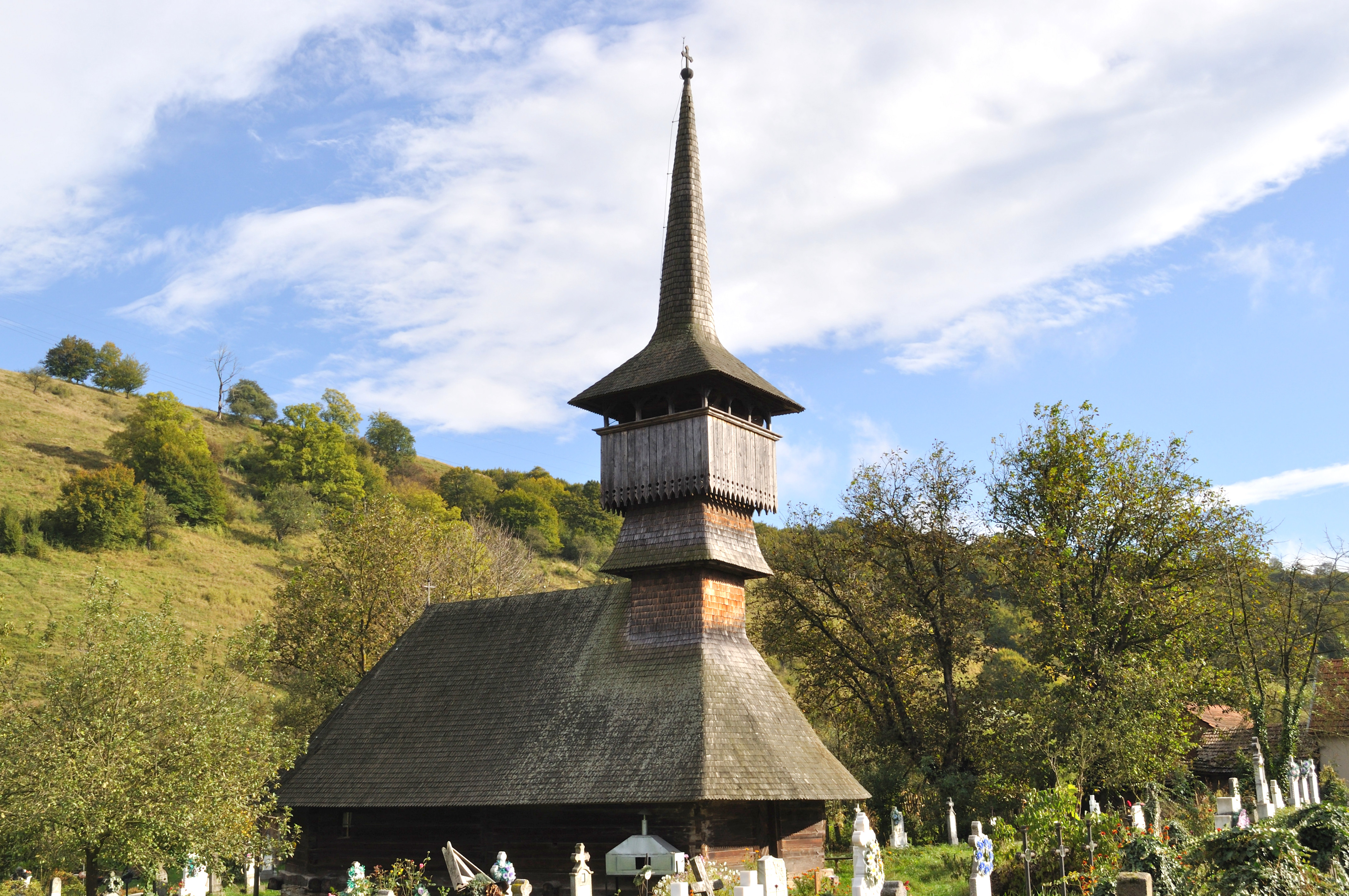
Biserica de lemn „Adormirea Maicii Domnului” din Lăpugiu de Jos, județul Hunedoara, foto: septembrie 2010.

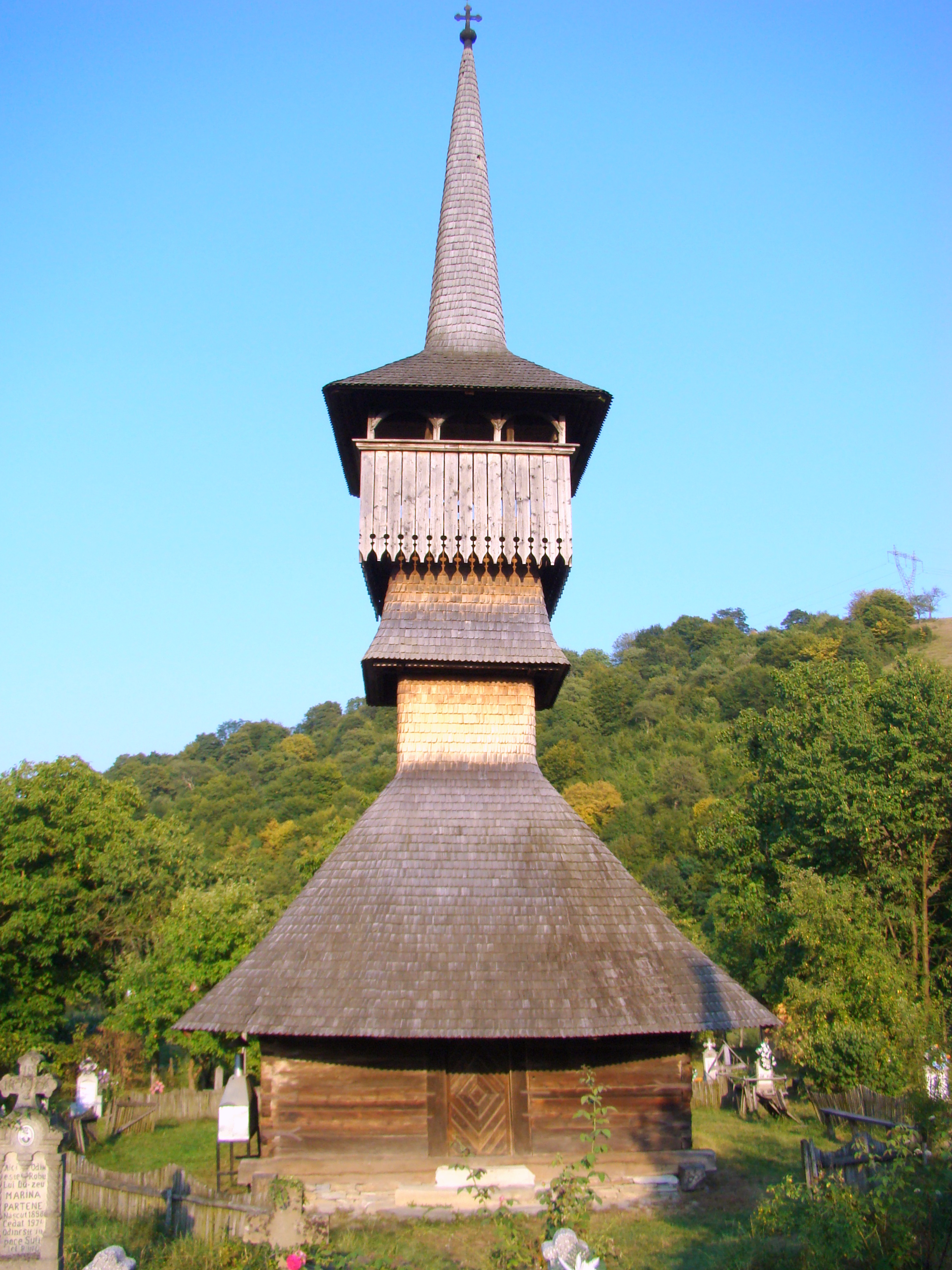
Biserica de lemn „Adormirea Maicii Domnului” din Lăpugiu de Jos, județul Hunedoara, foto: august 2009.

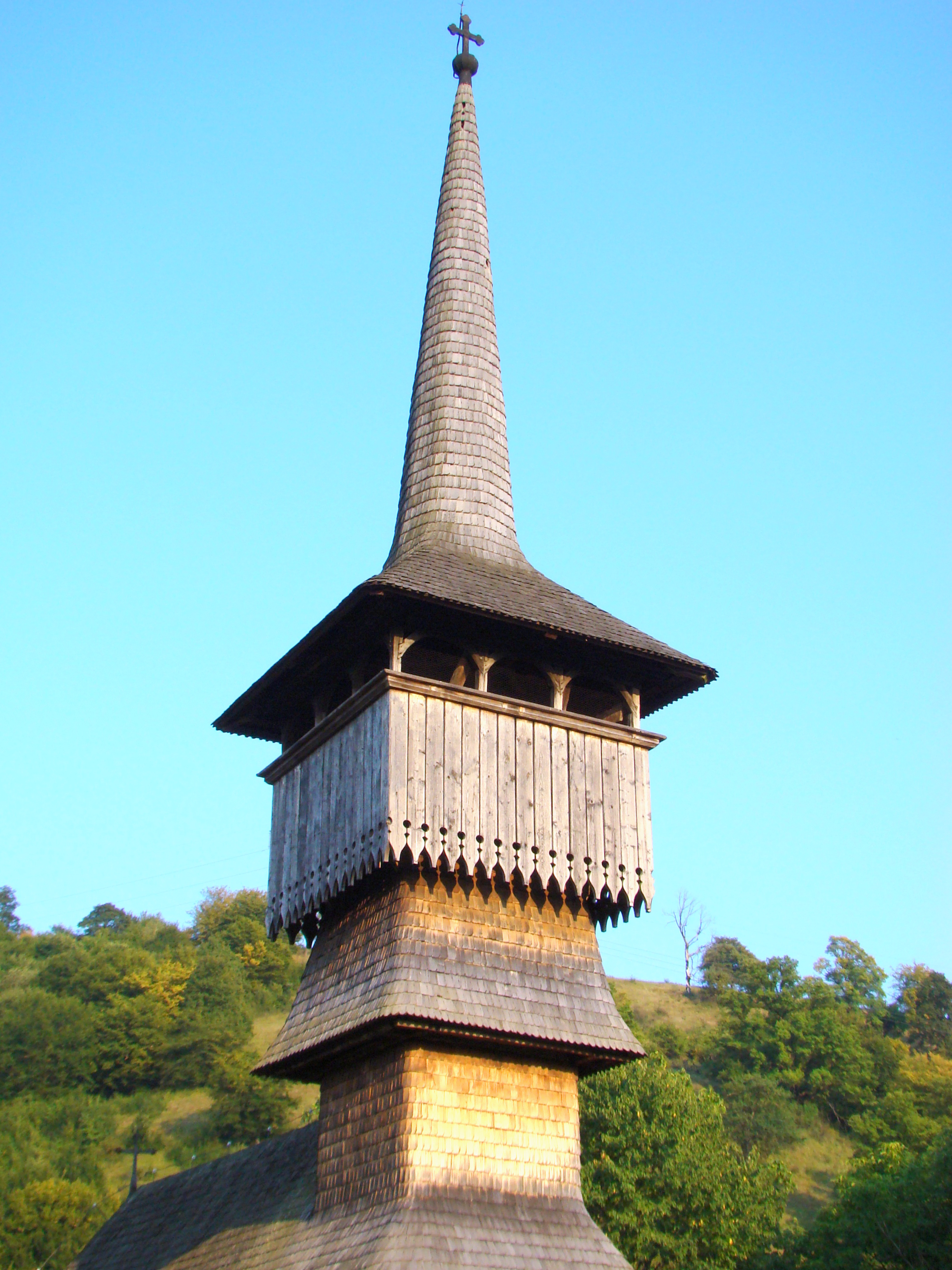
Turnul-clopotniță

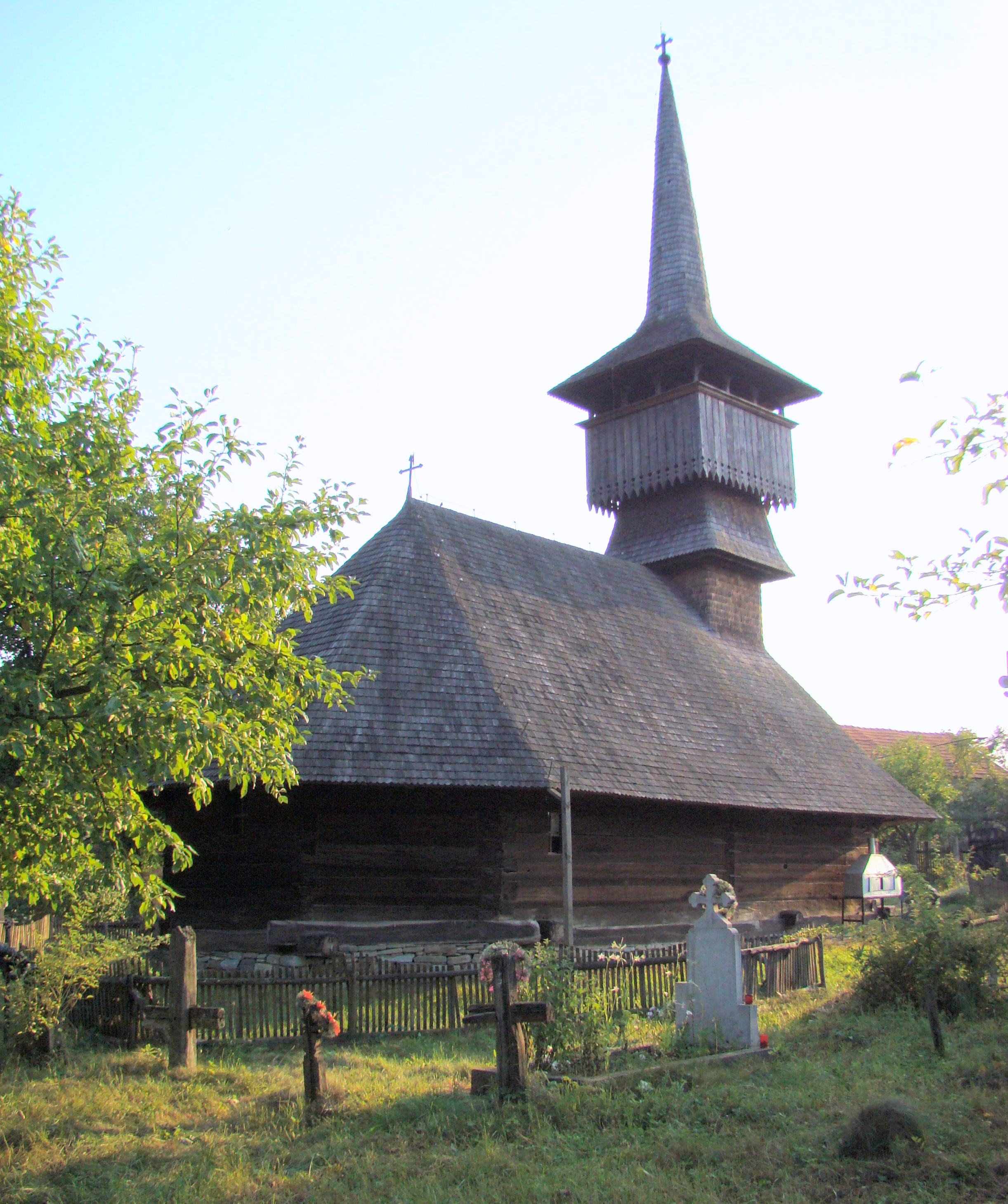
Biserica (nord-est)

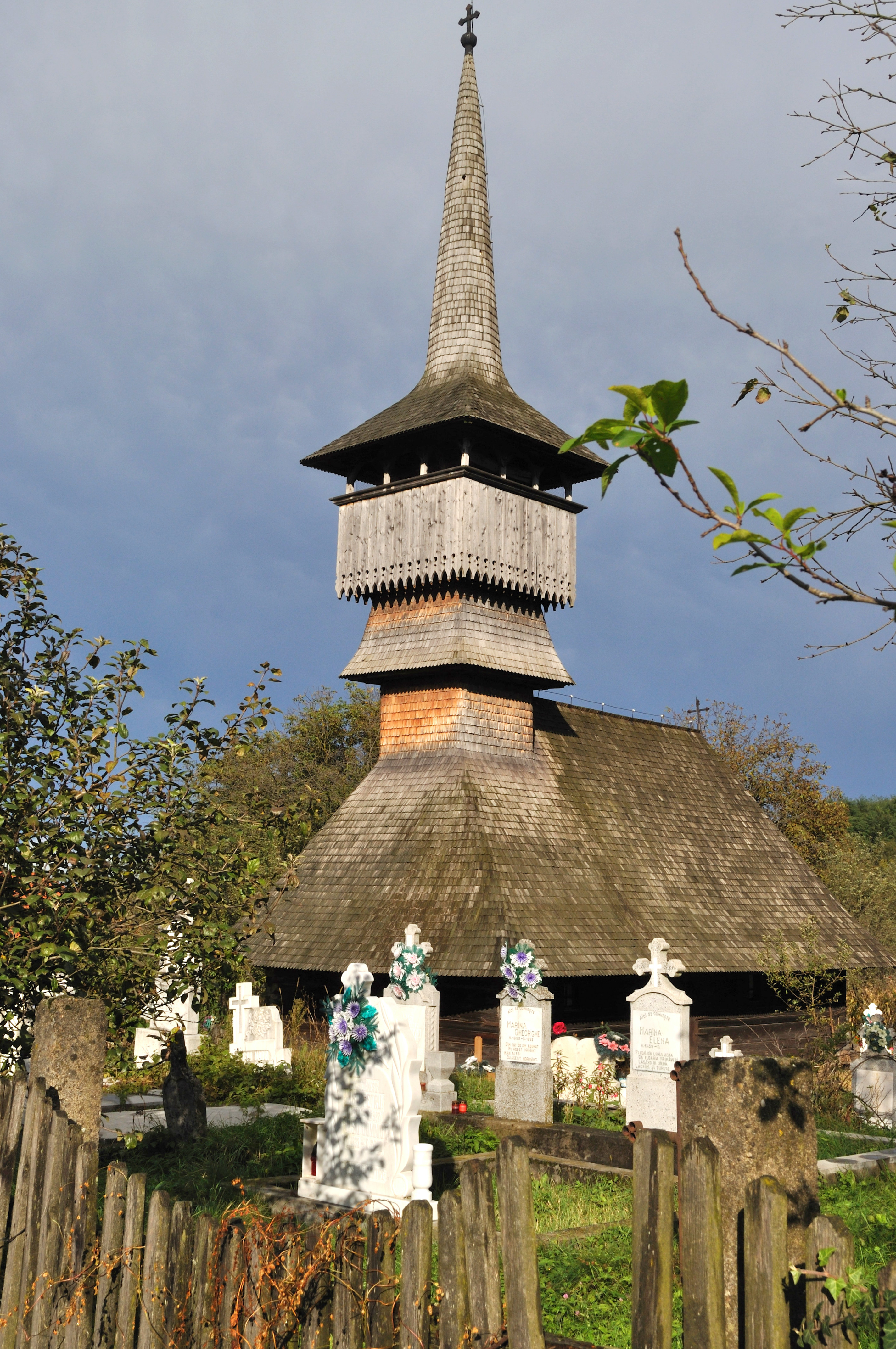
Biserica (sud-vest)

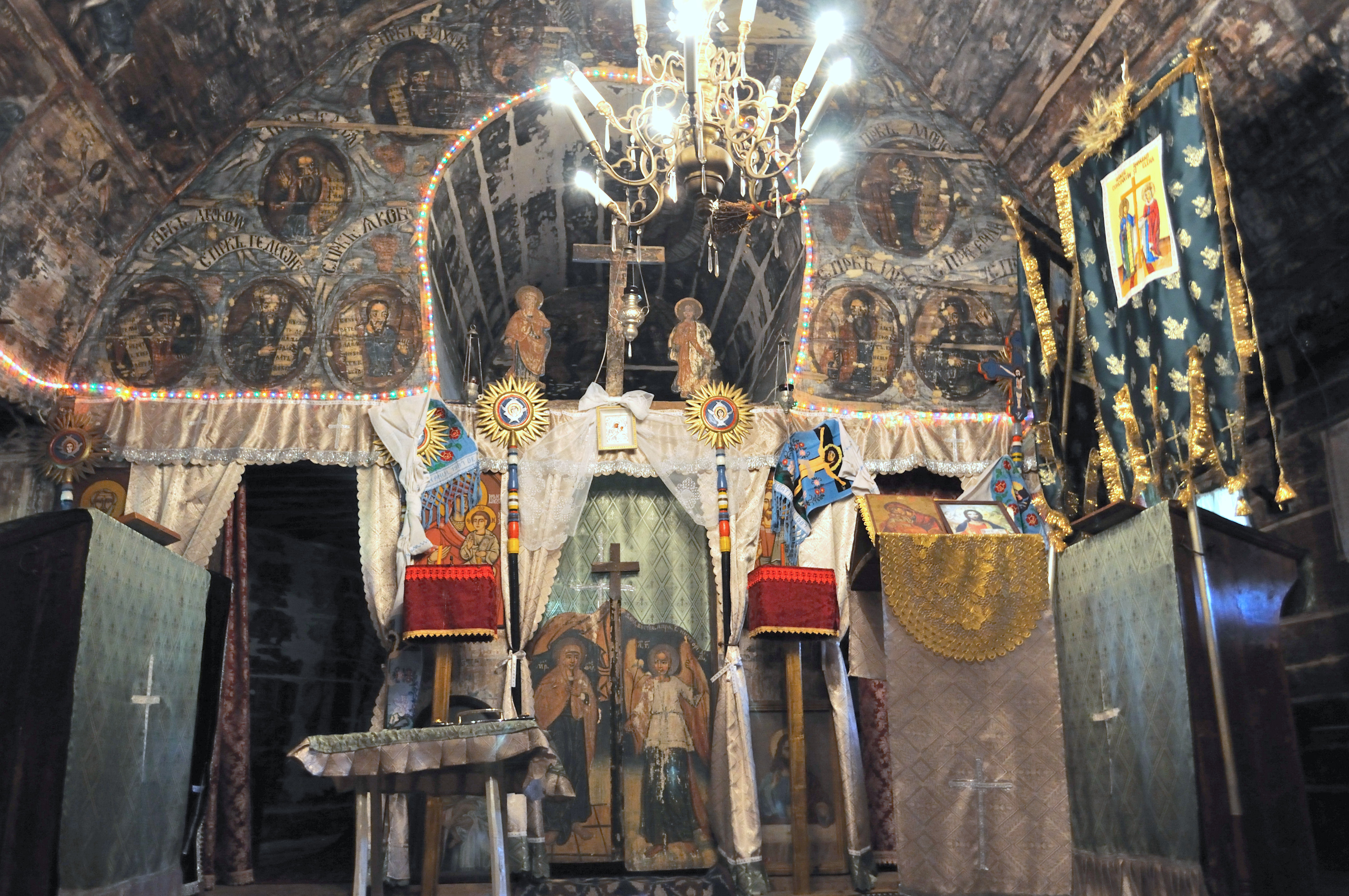
Interiorul navei

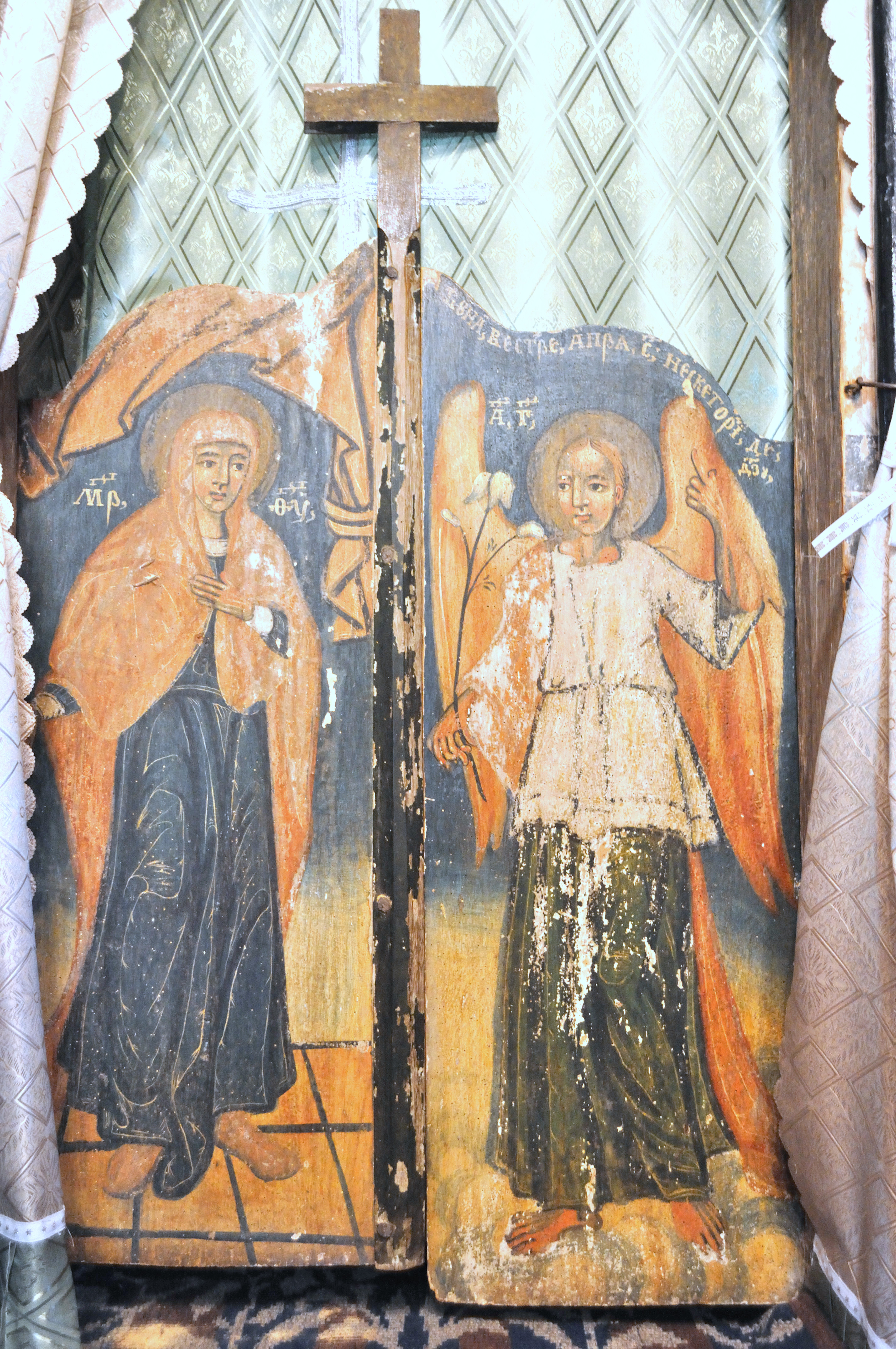
Ușile împărătești

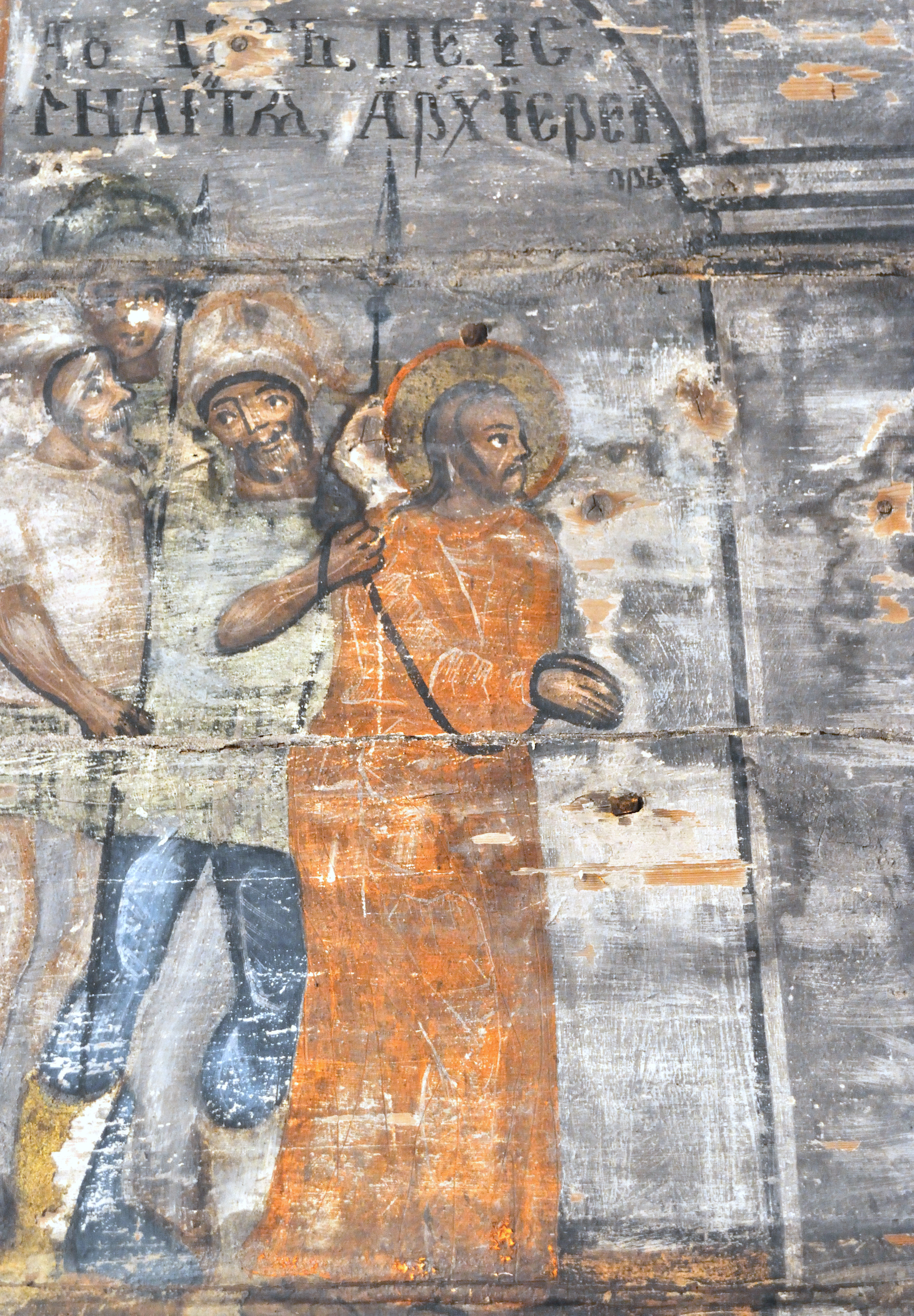
„Când au adus pe Iisus înaintea arhiereilor”

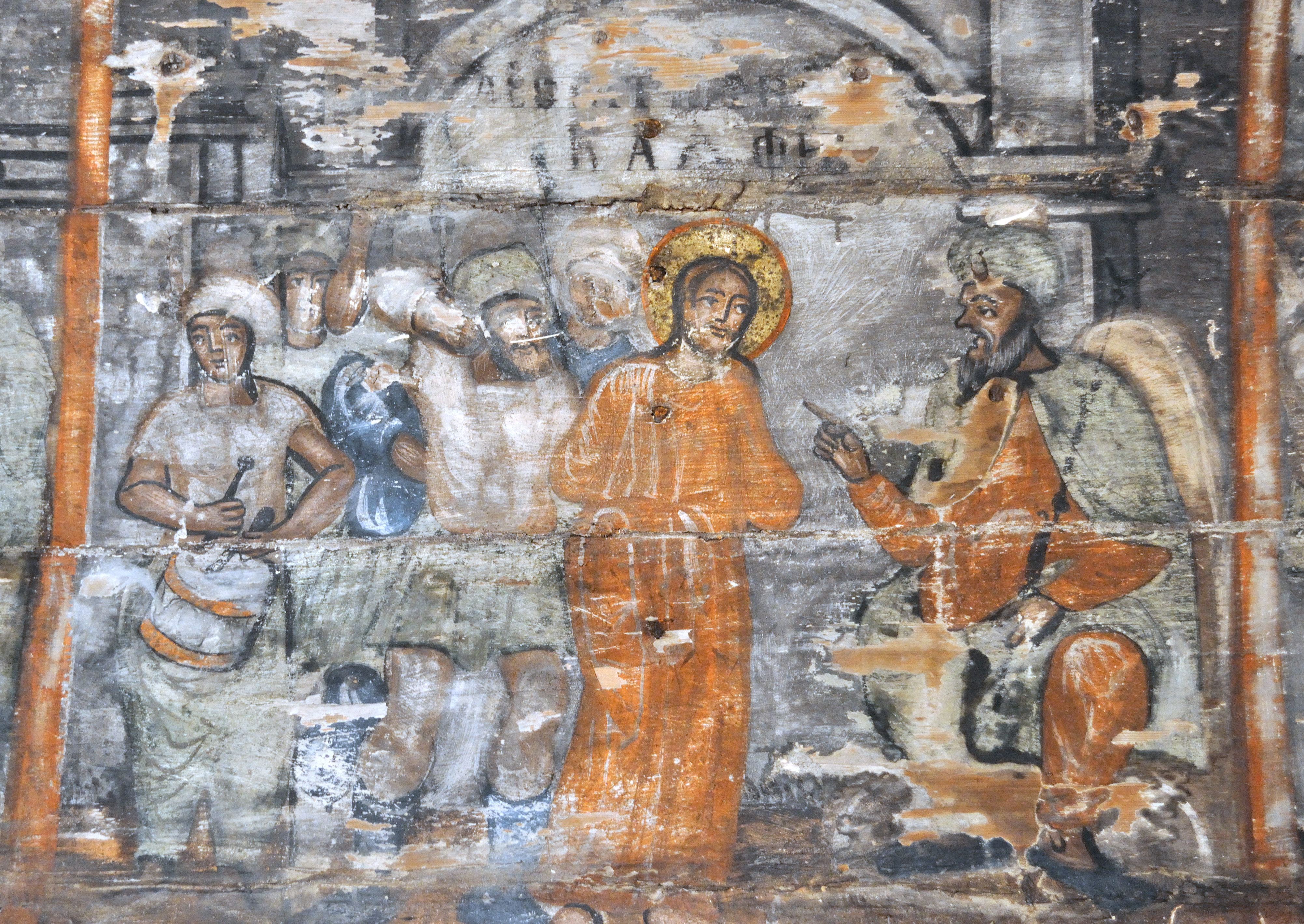
„Când au adus pe Iisus înaintea arhiereilor”

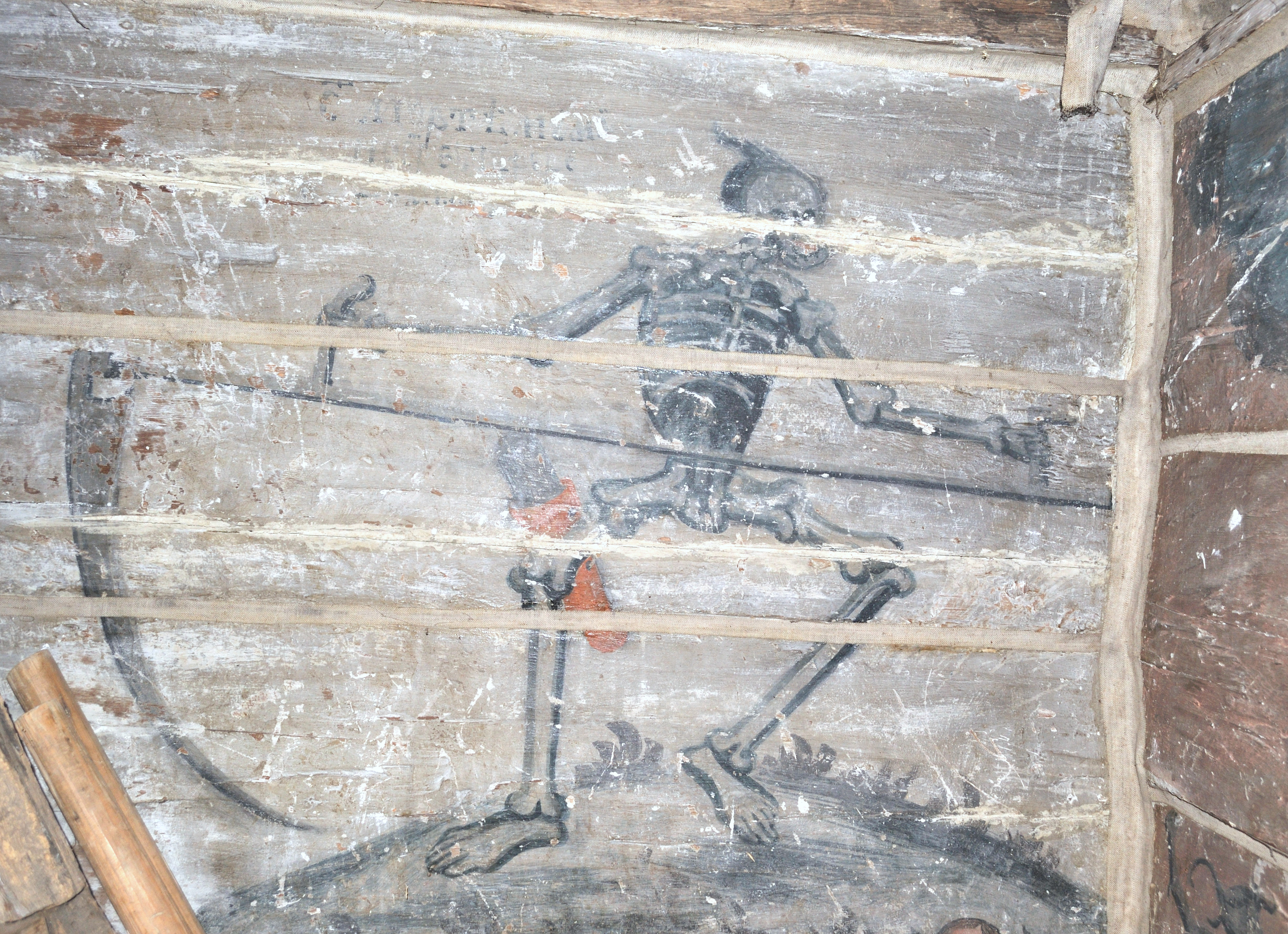
Moartea personificată cu coasa în mâini în pronaosul bisericii

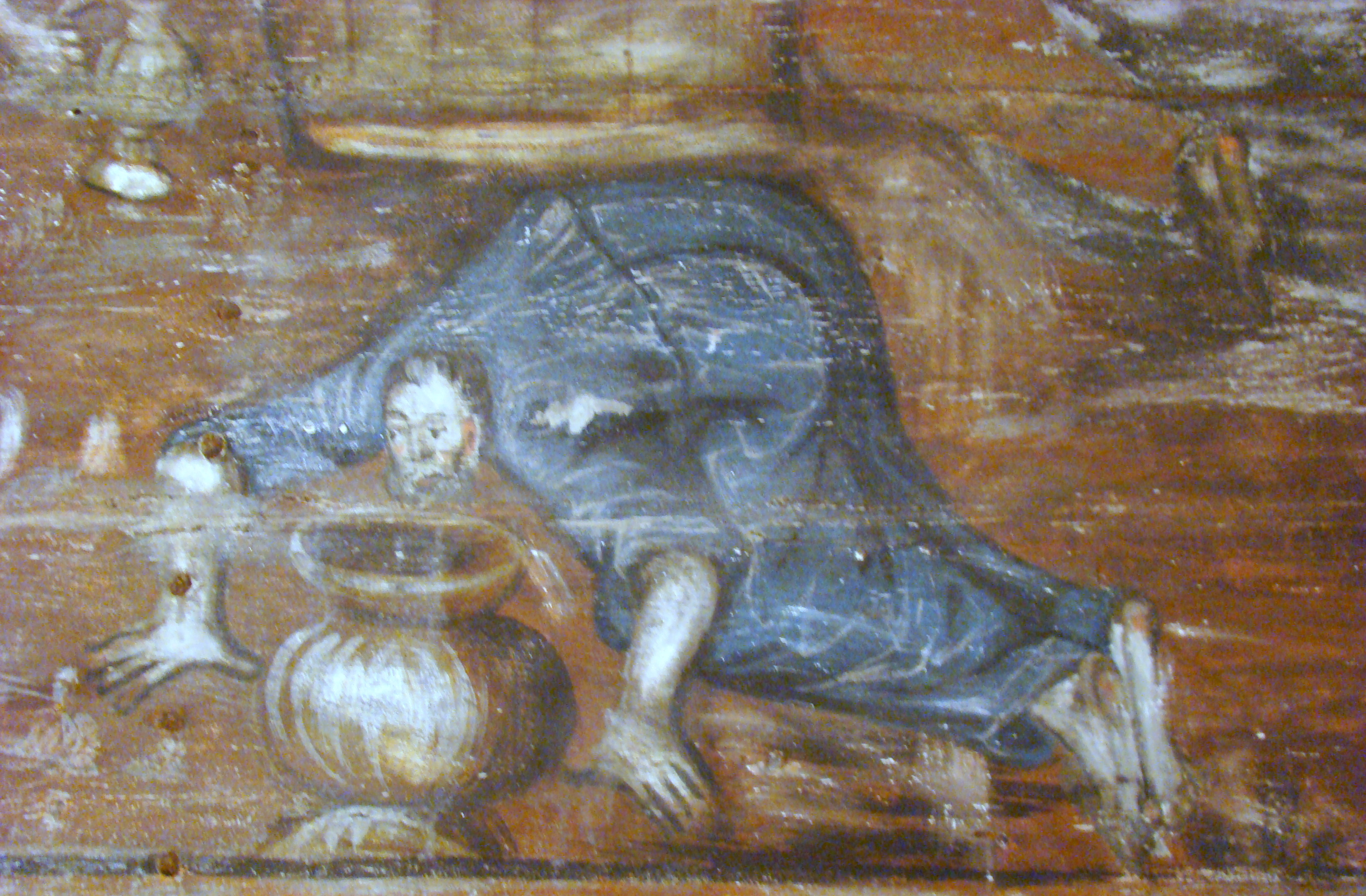

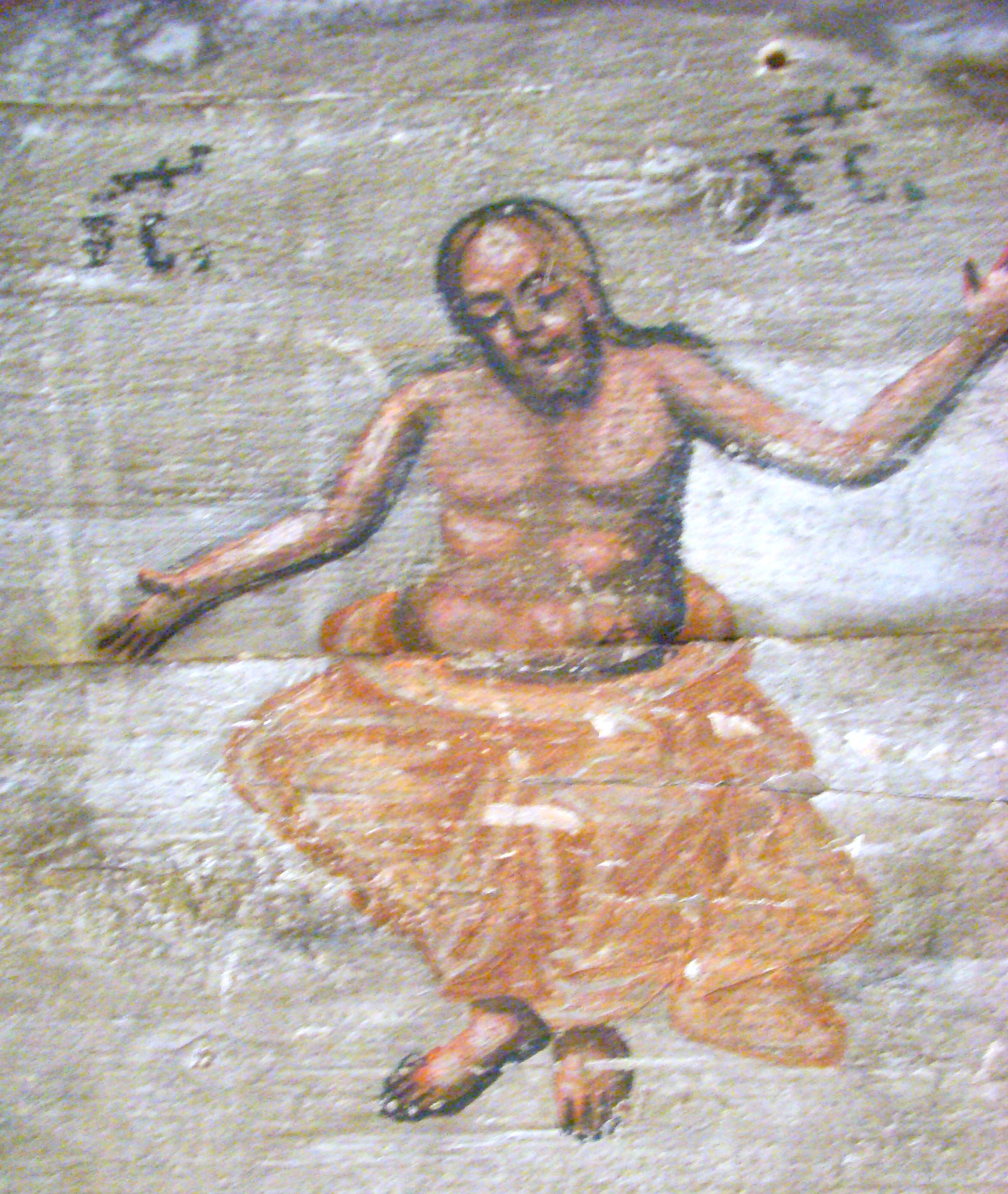

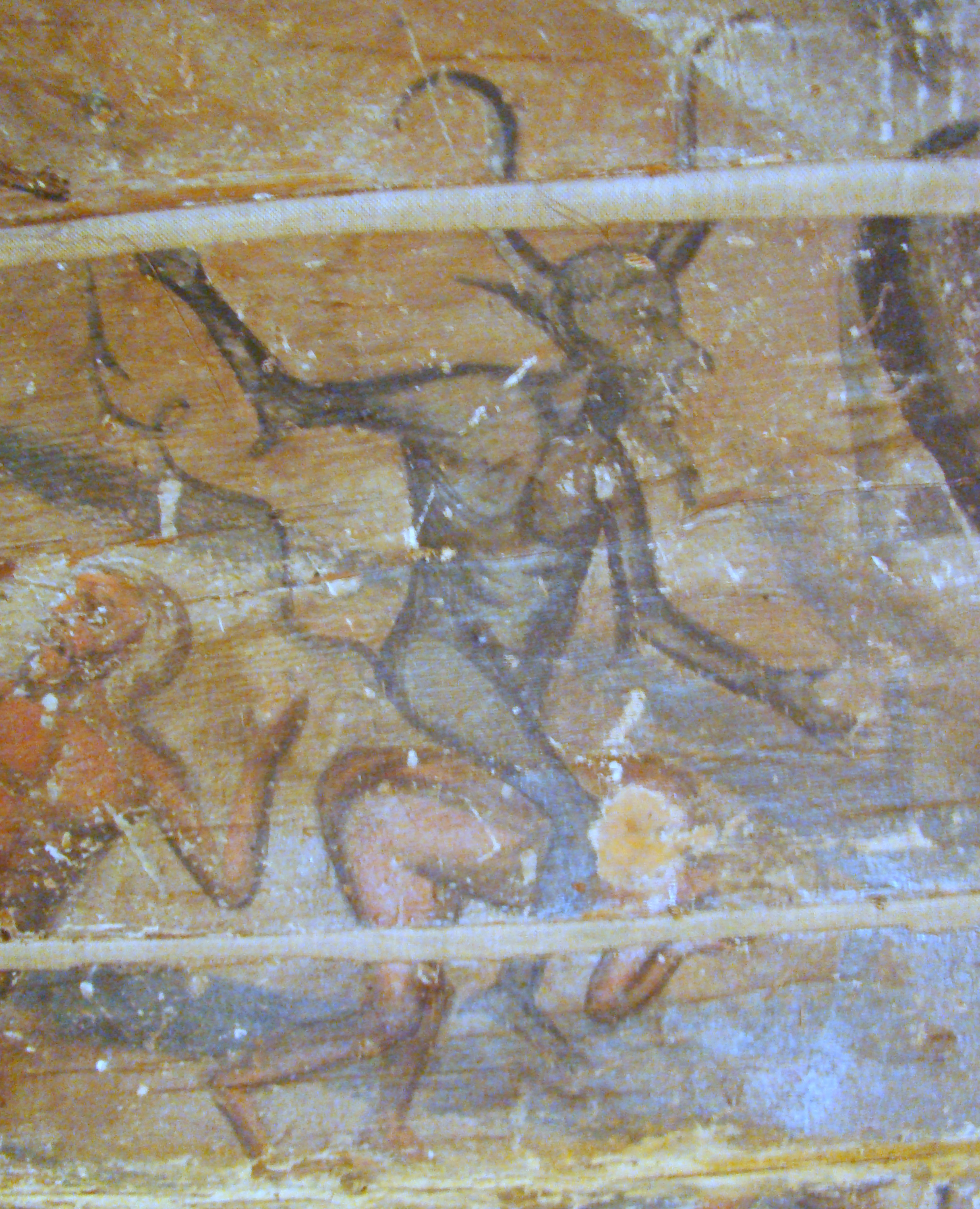

Biserica de lemn din Lăpugiu de Jos, comuna Lăpugiu de Jos, județul Hunedoara a fost ridicată în anul 1765. Are hramul „Adormirea Maicii Domnului” și figurează pe noua listă a monumentelor istorice, cod LMI HD-II-m-A-03356.

## Istoric
Biserica de lemn, monument istoric, se numără printre puținele exemplare hunedorene semnalate în bibliografia de specialitate. Drept moment al existenței sale se poate lua anul 1765, aflat pe clopotul cel mic, vreme căreia îi corespunde și grafia pisaniei de pictură, ea înlocuind, în acel deceniu al VII-lea, bătrâna ctitorie, semnalată de conscripțiile anterioare. Iconografia prezentă în biserică reprezintă scene din ciclul hristologic, așternute pe registrul de la nașterea bolții, separate prin benzi colorate. Pe latura de sud: "S-au rugat Hristos în grădina cu hiclenie", "Pilat și-au spalat mâinile de sânge nevinovat", "Au adus pre Isus înaintea arhiereilor". Pe latura de nord: "Punerea cununii de spini", "Ducând Crucea la Golgota, lui Hristos", "Învierea lui Hristos". Aparent fără legătură, dar de fapt doveditoare a relațiior dintre comunitățile sătești, vom alătura prezenței aceluiași zugrav la Poieni și Lăpugiu, o alta prezență, din aceeași vreme și anume pe aceea a lăpugienilor la morile din Crivina, prezențe grefate pe un fundal comun istoric, politic, economic, social.

## Imagini din interior

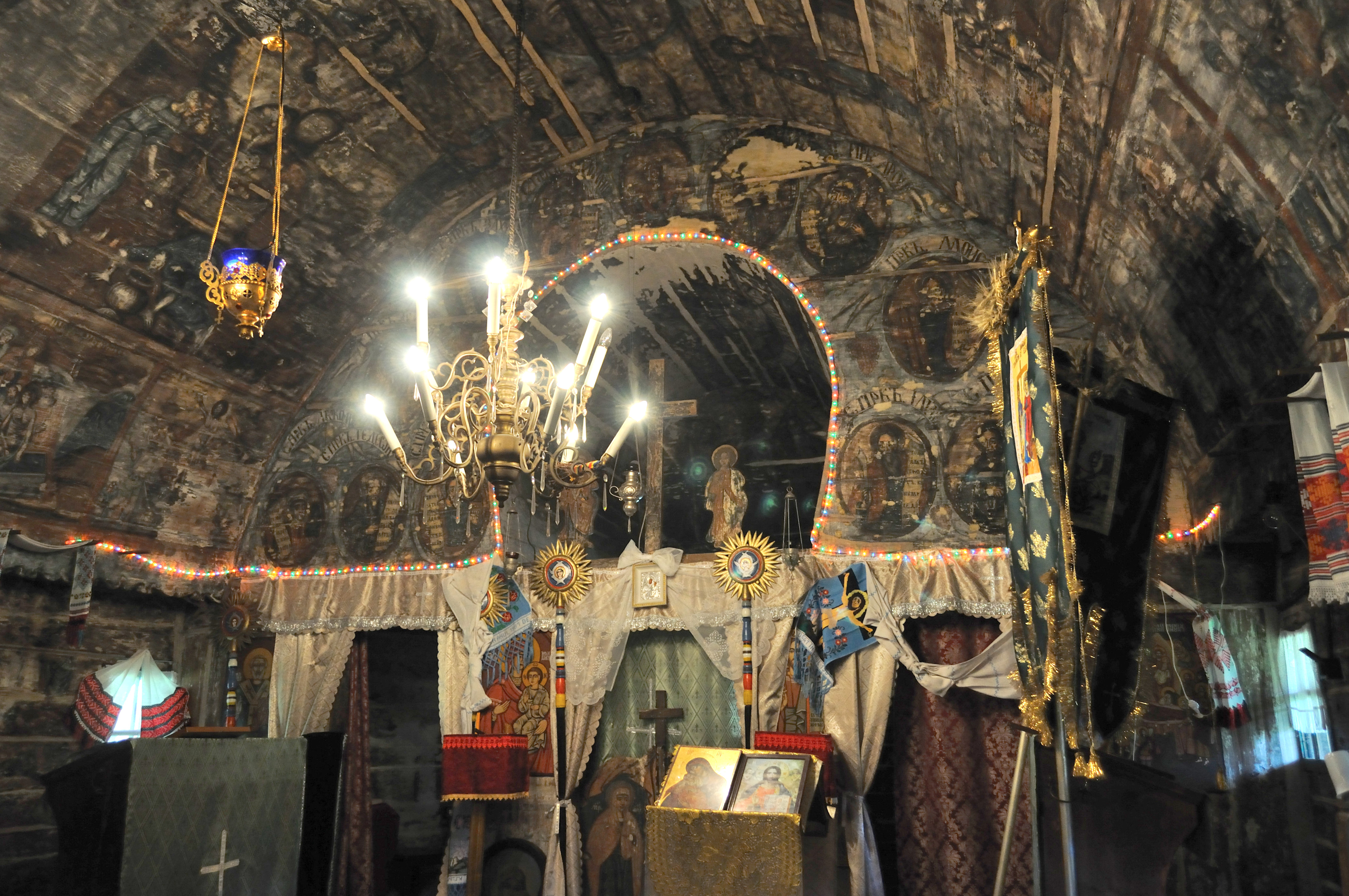
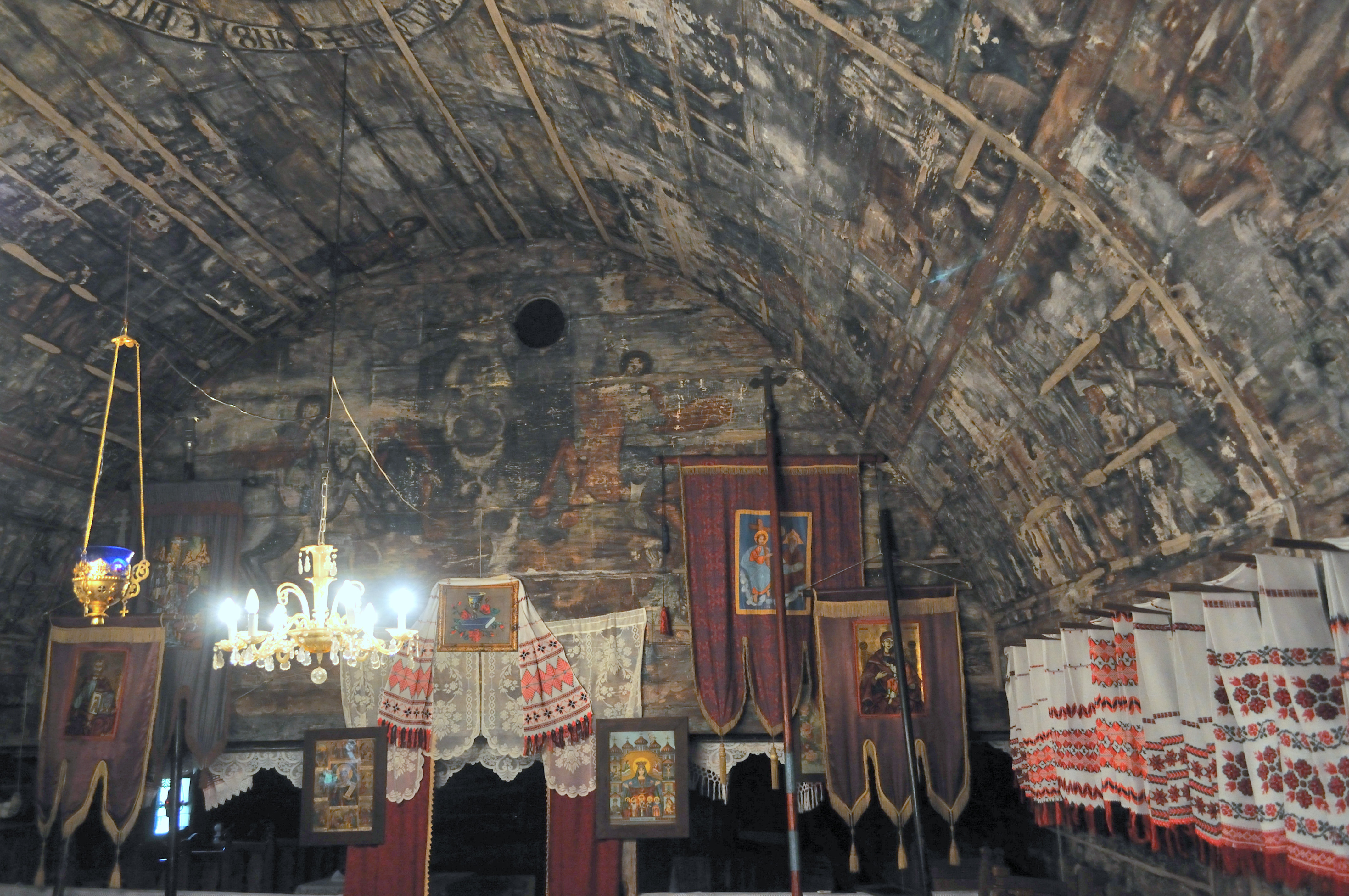
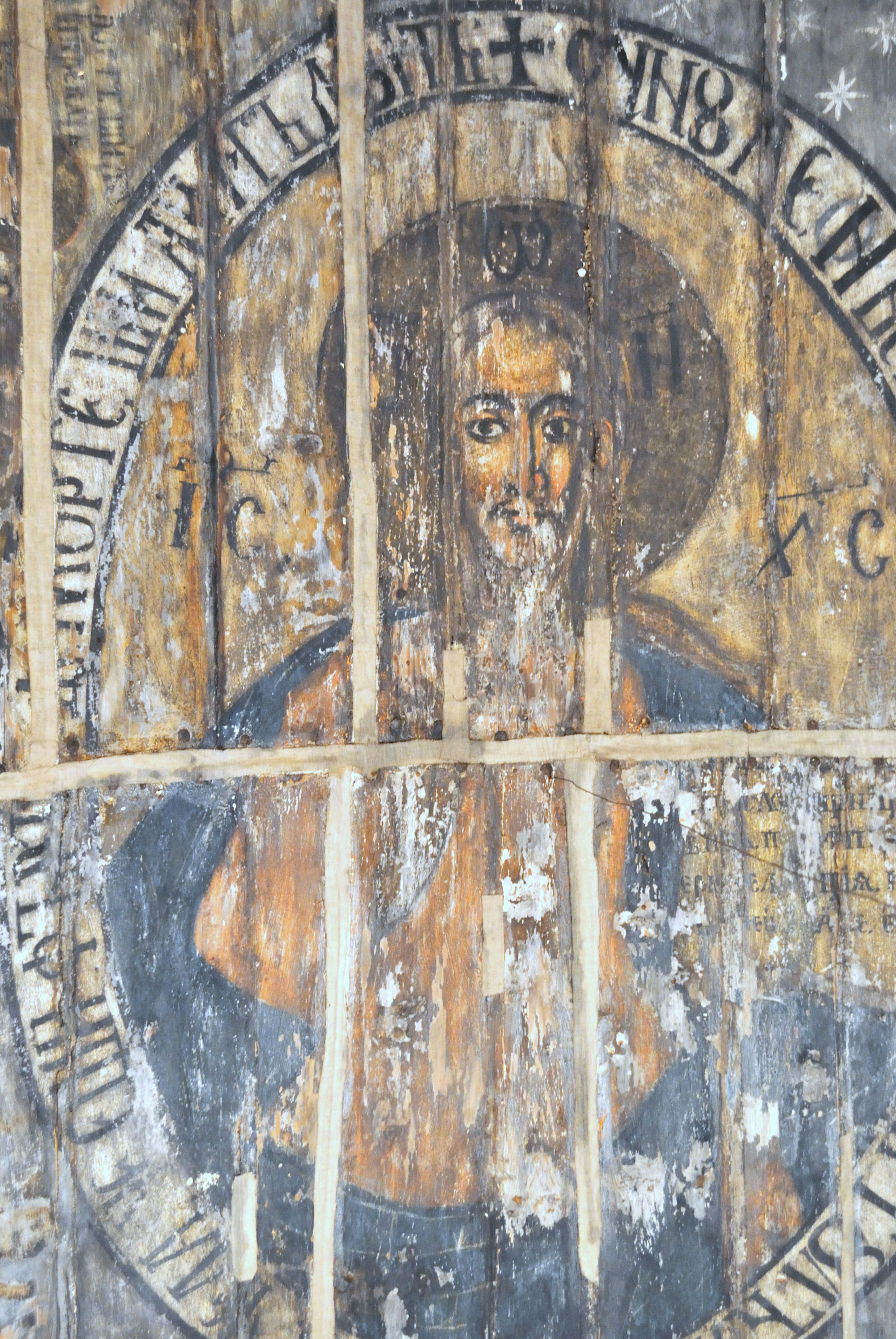
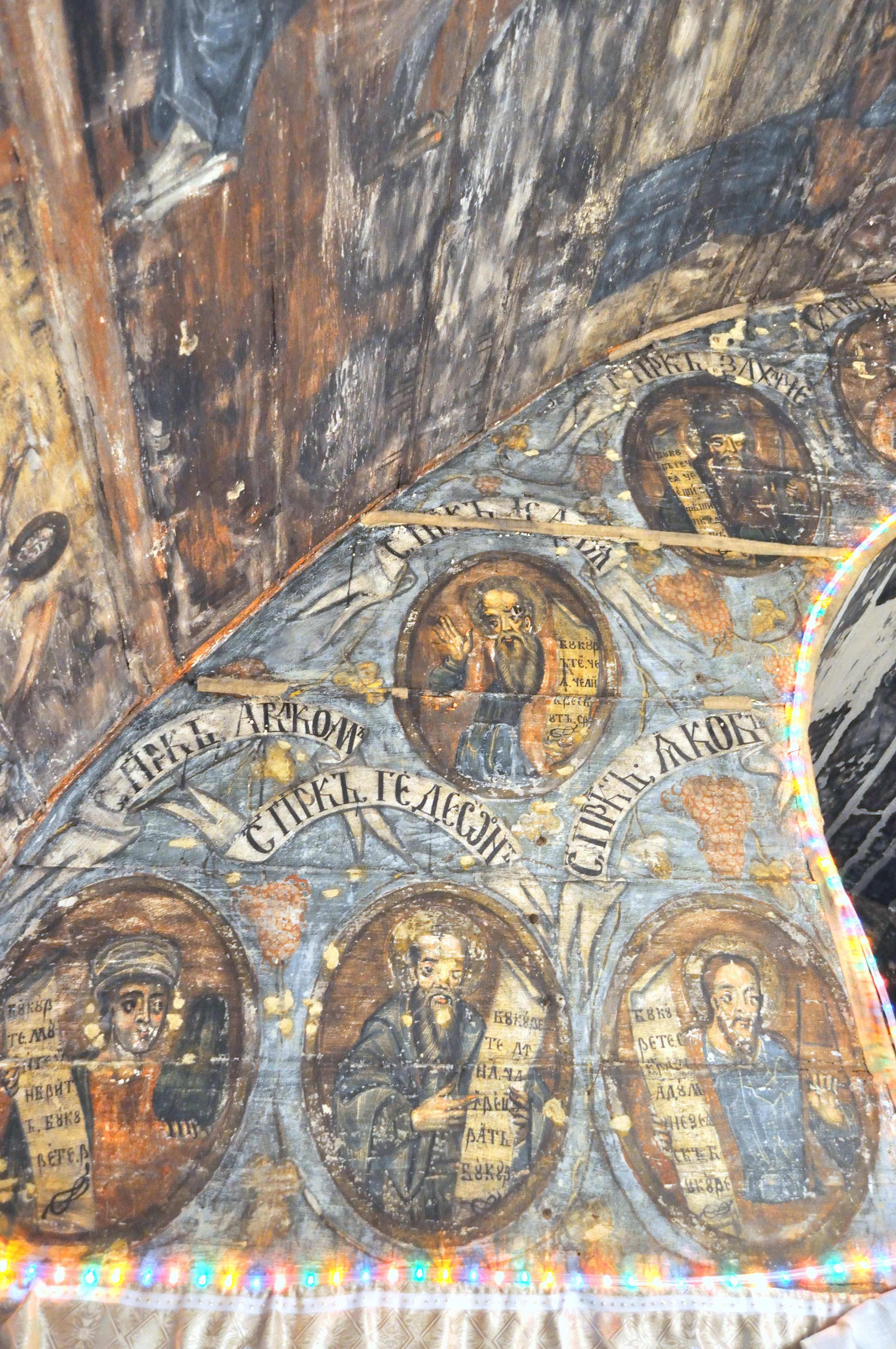
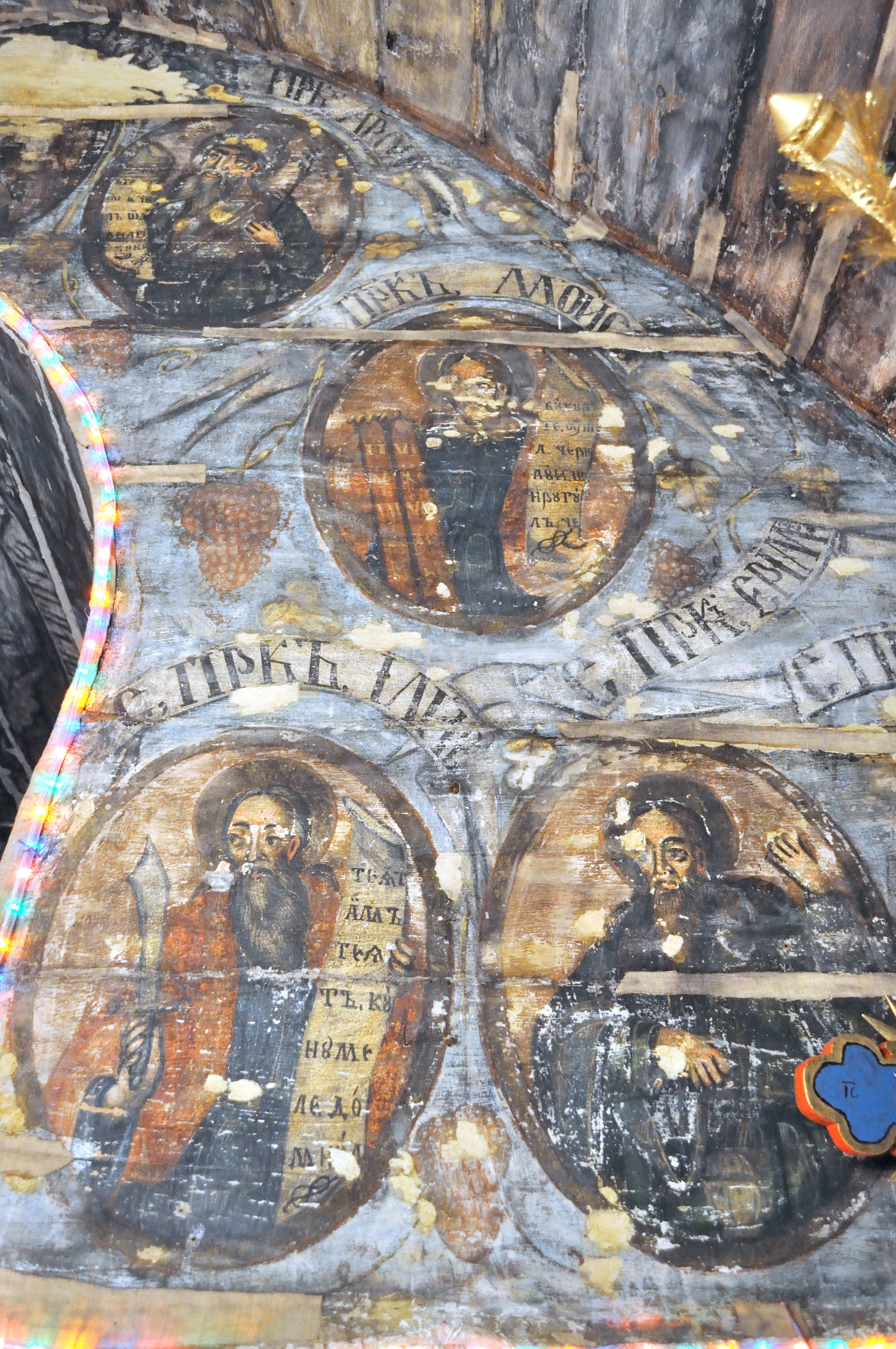
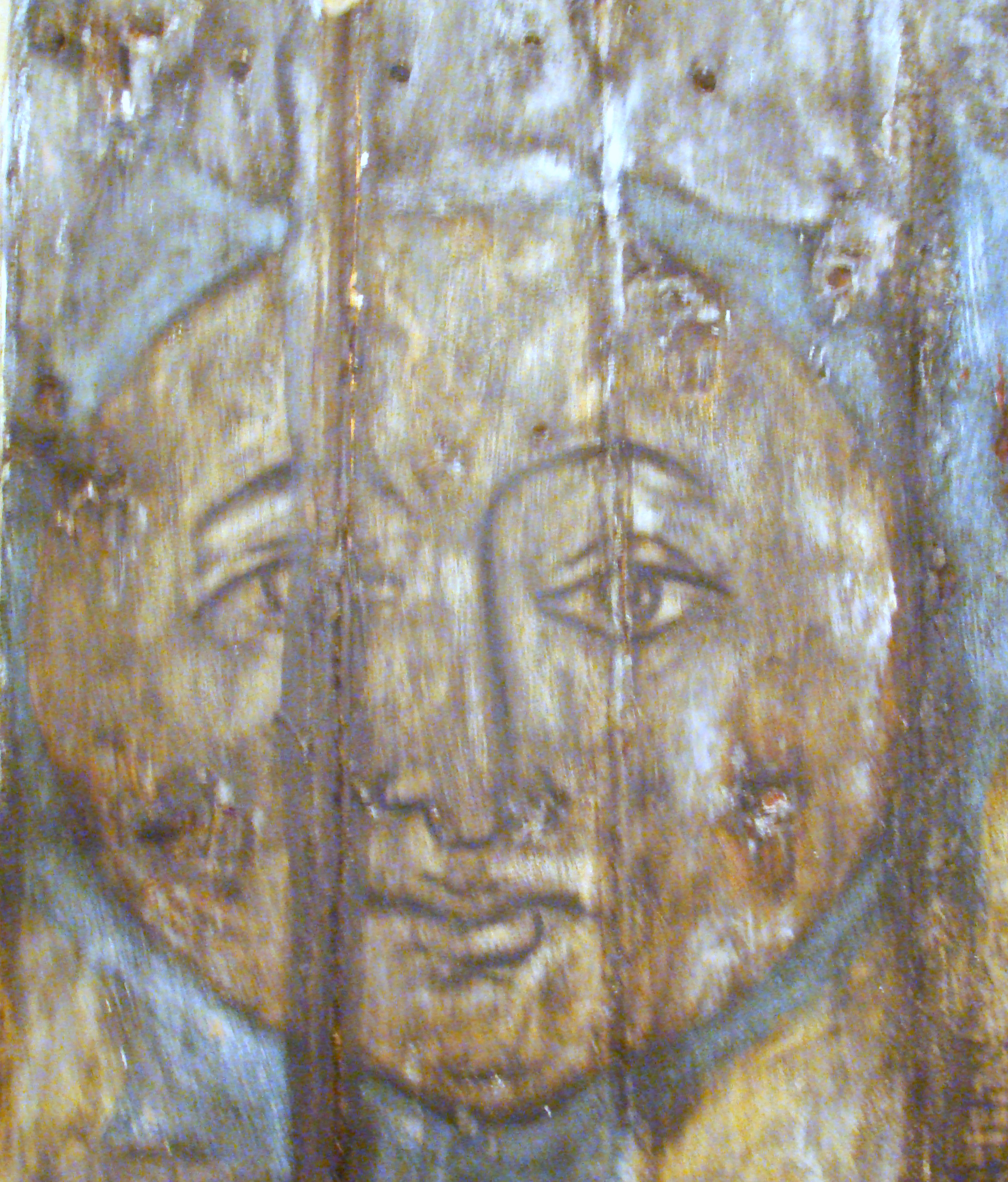
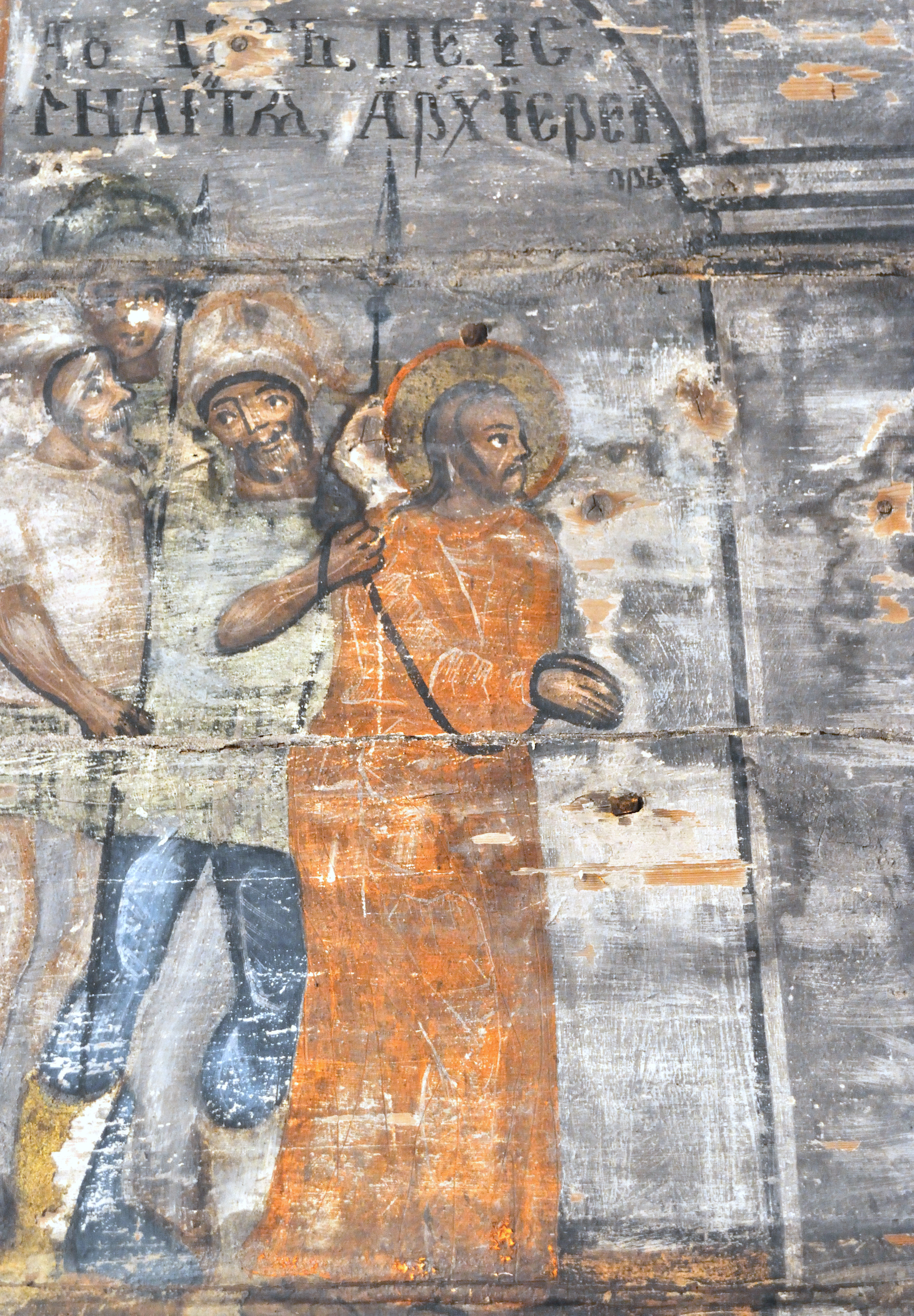
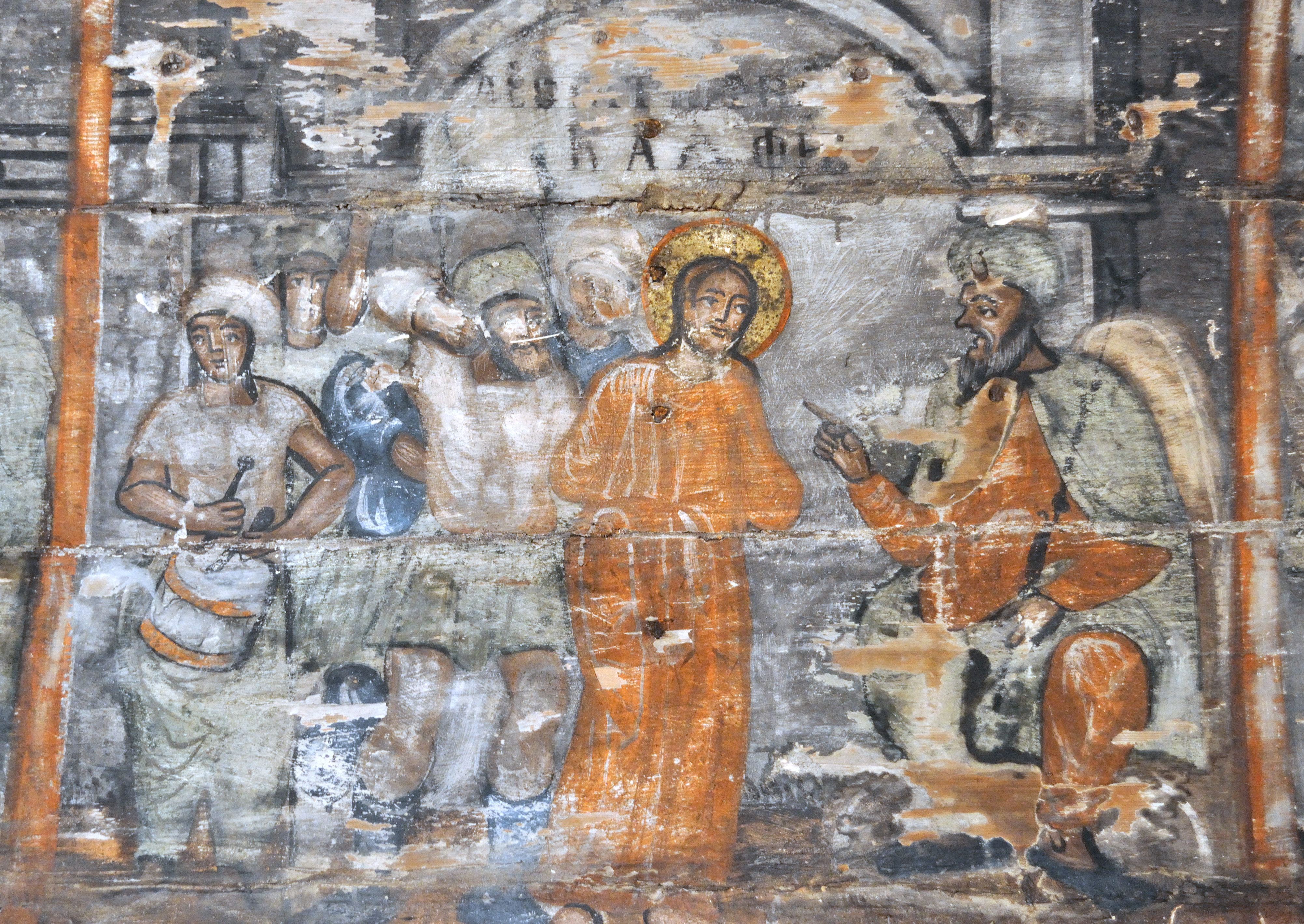
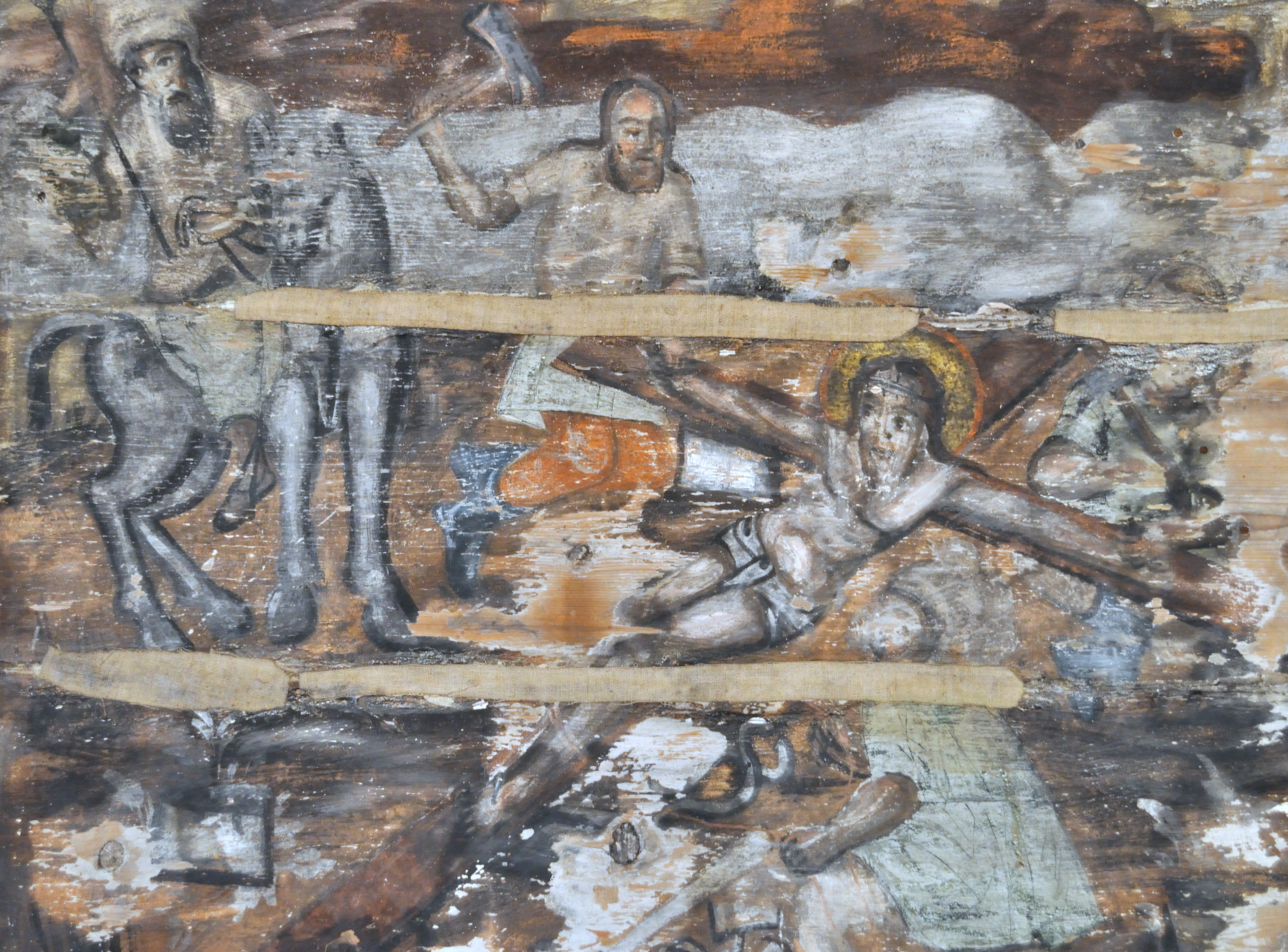
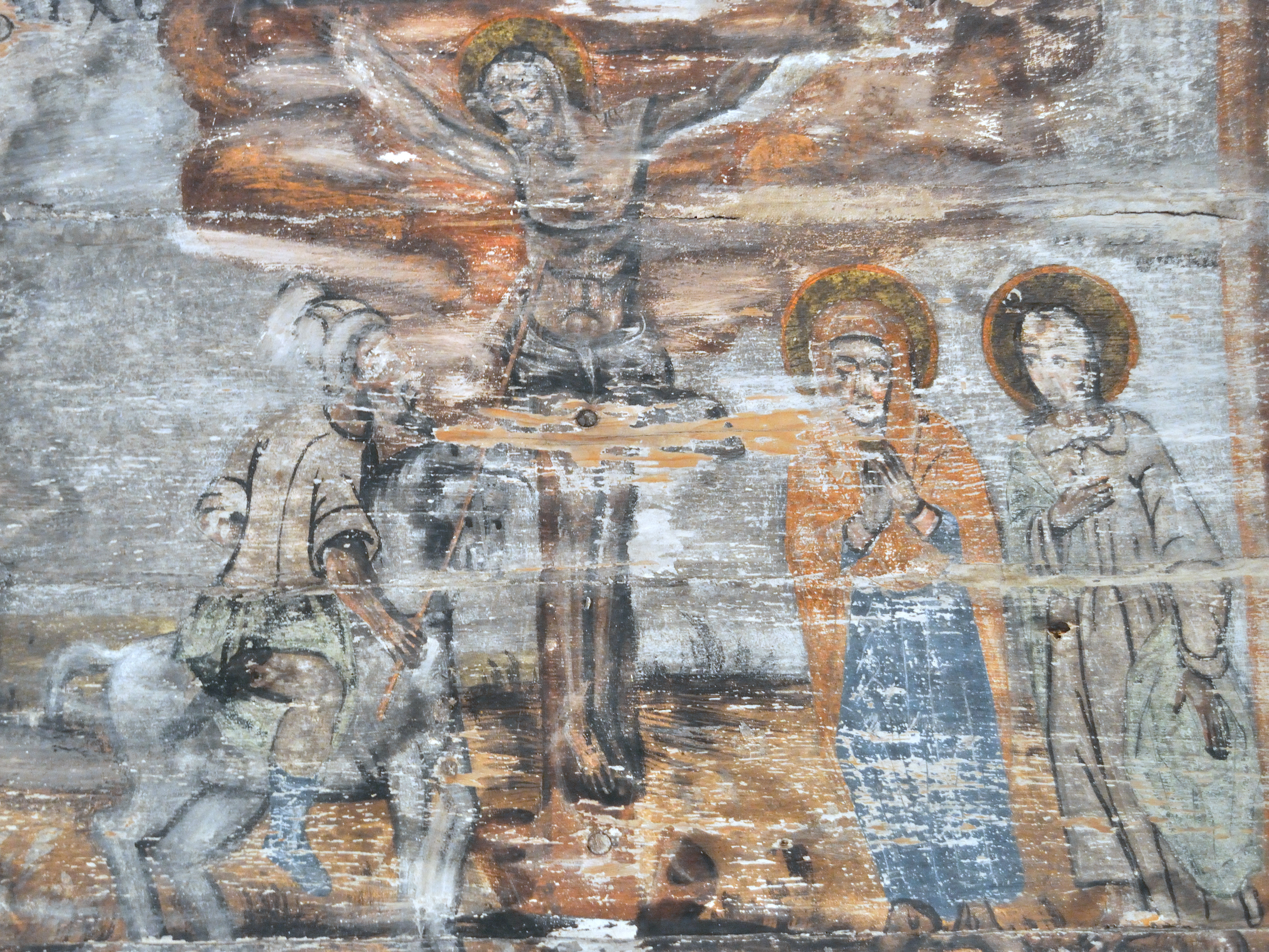
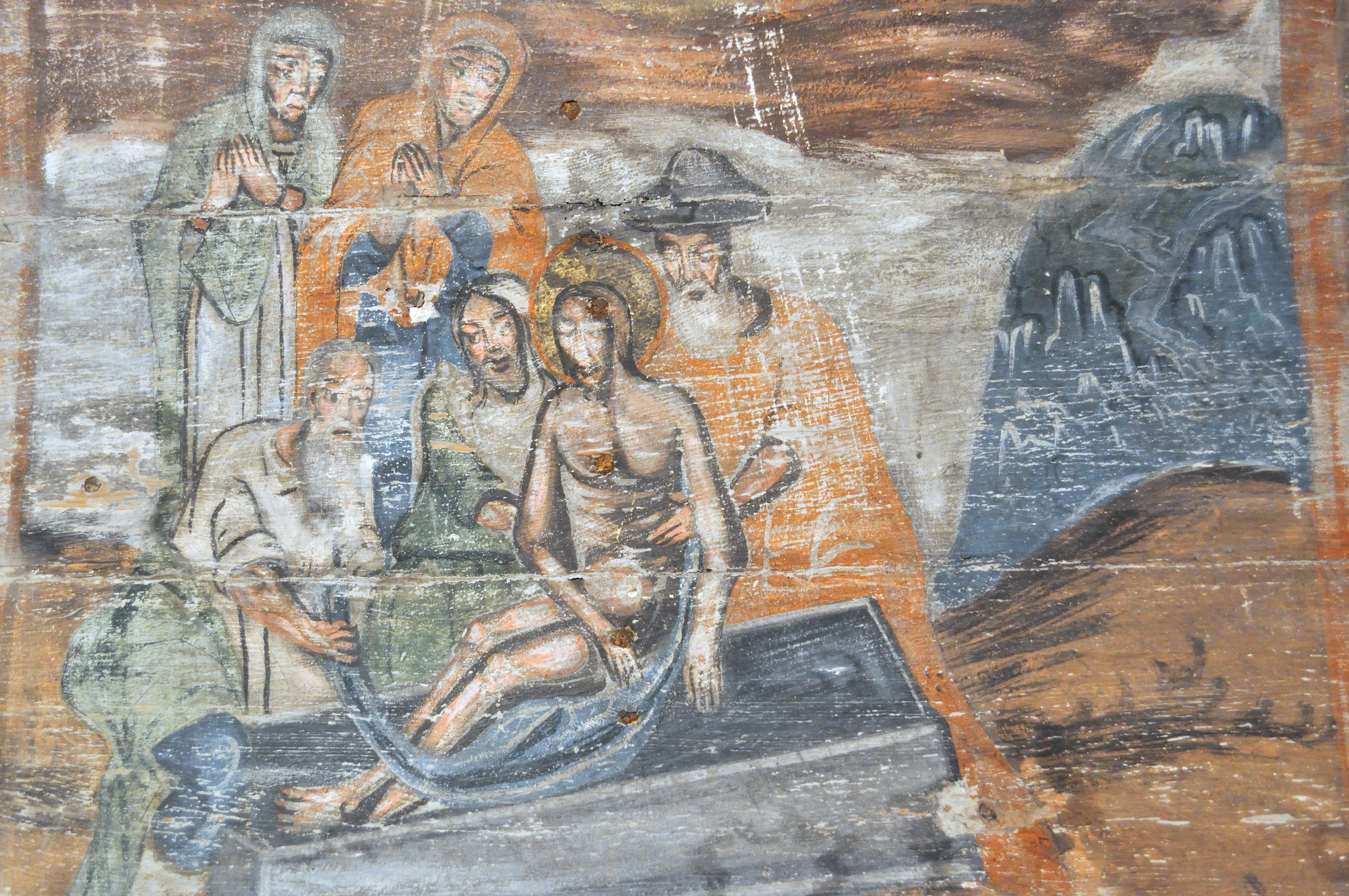
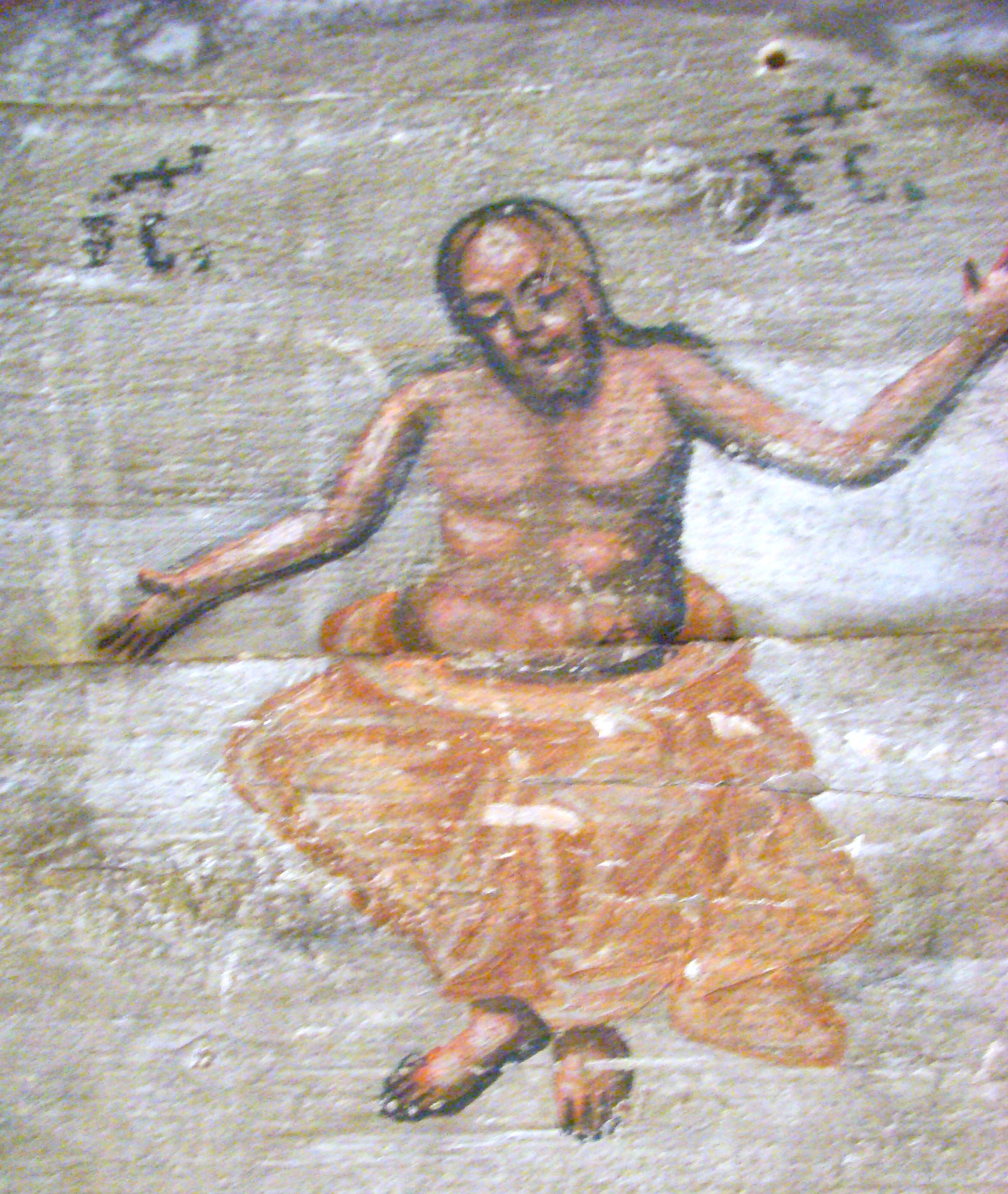
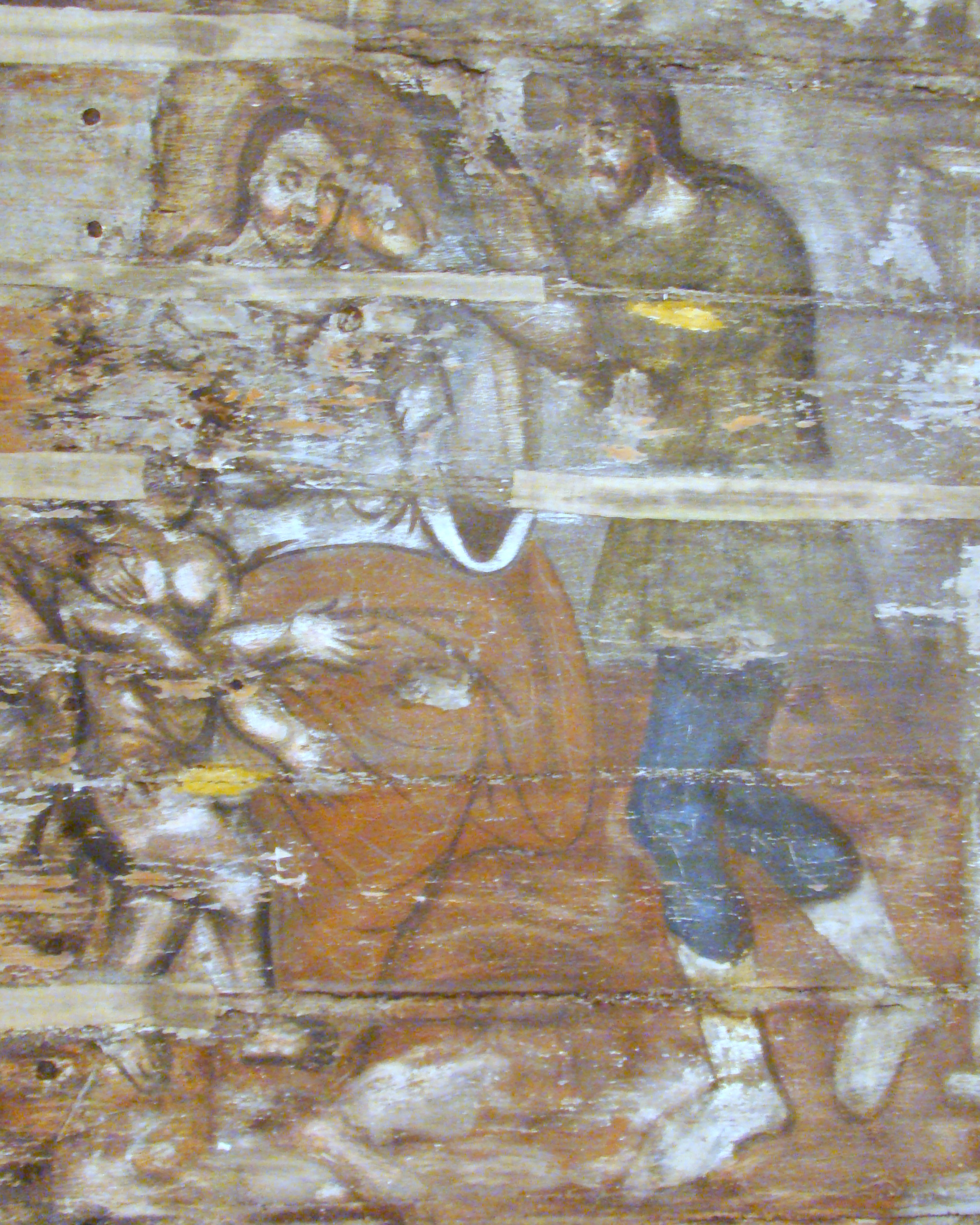
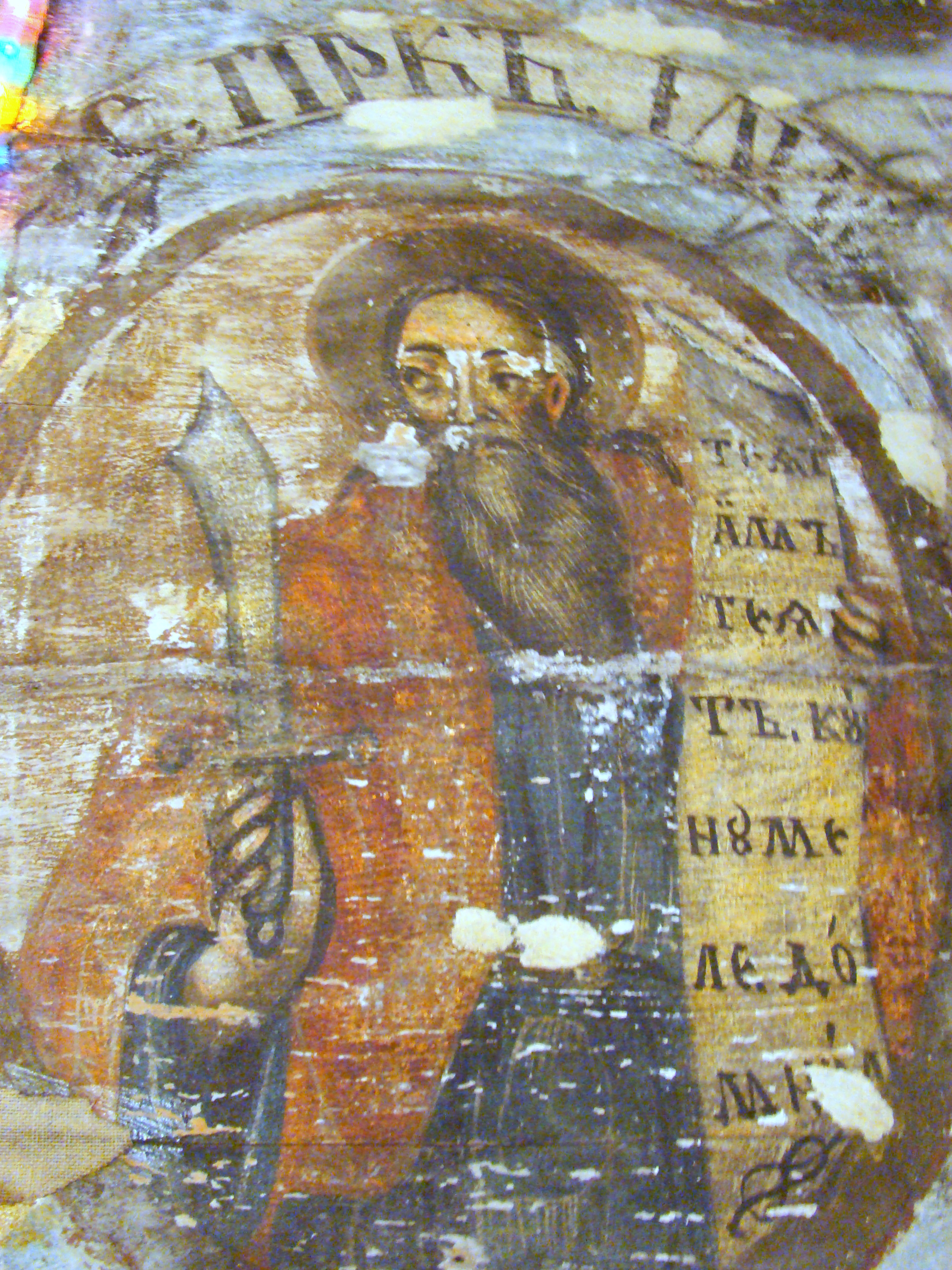
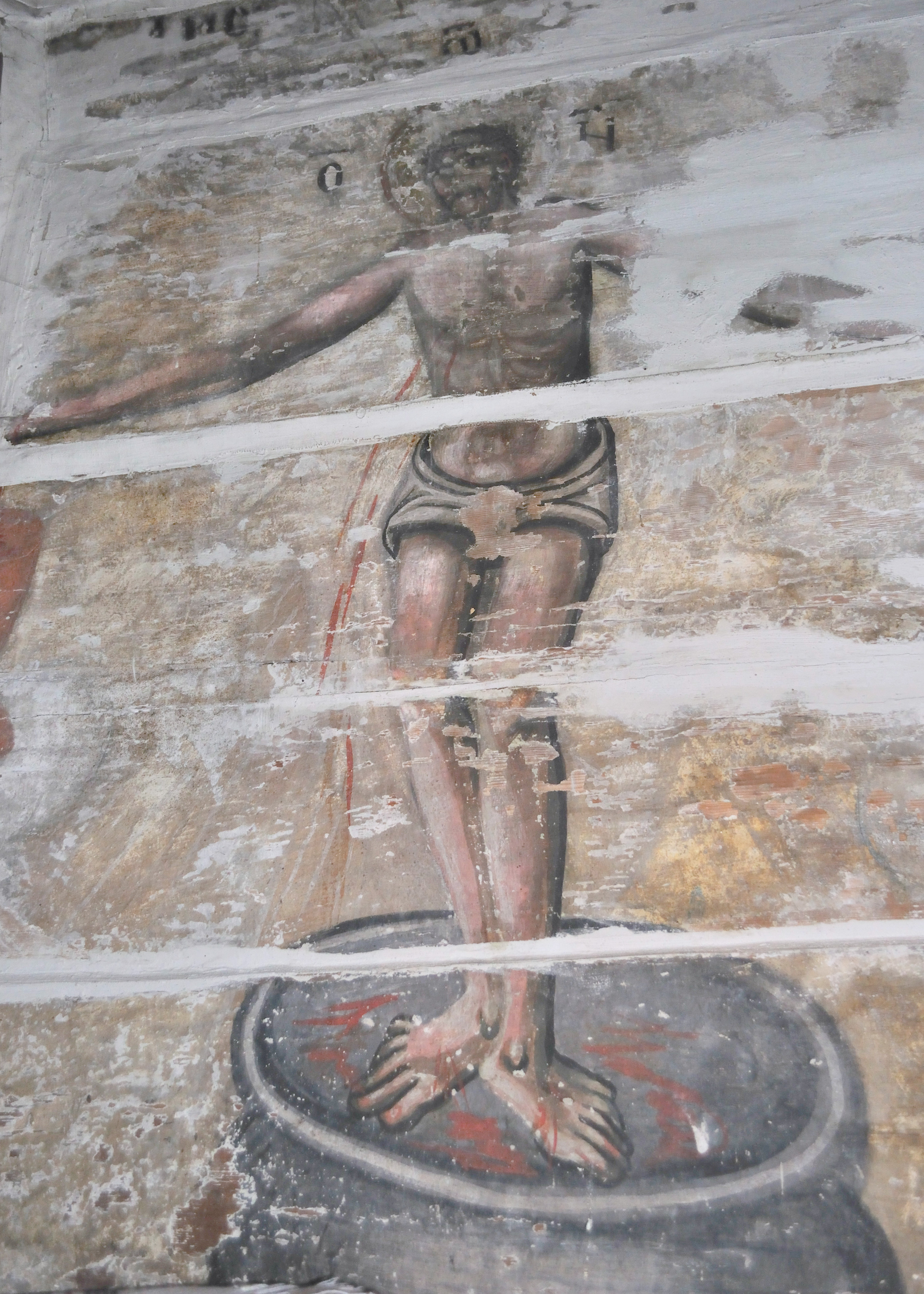
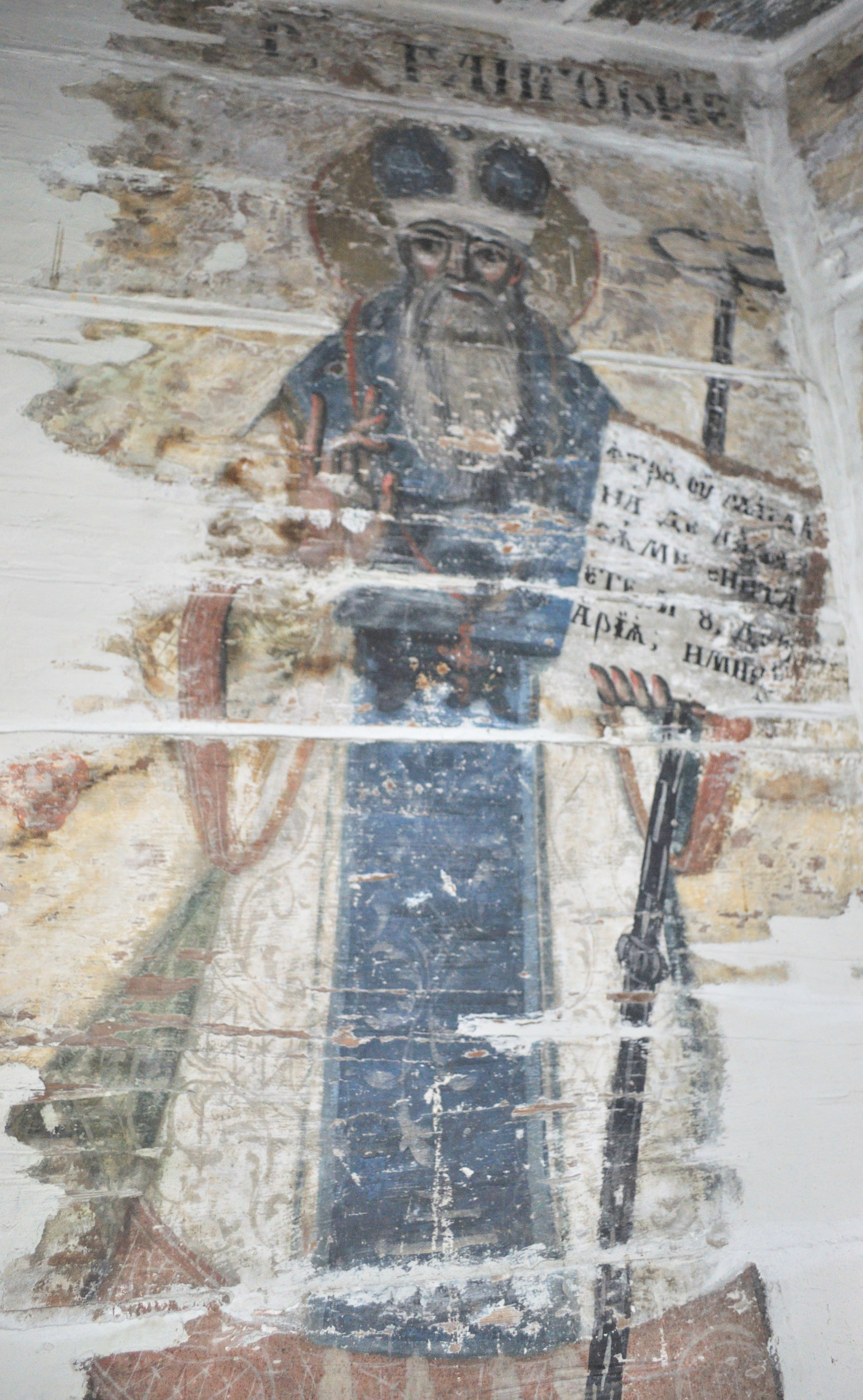
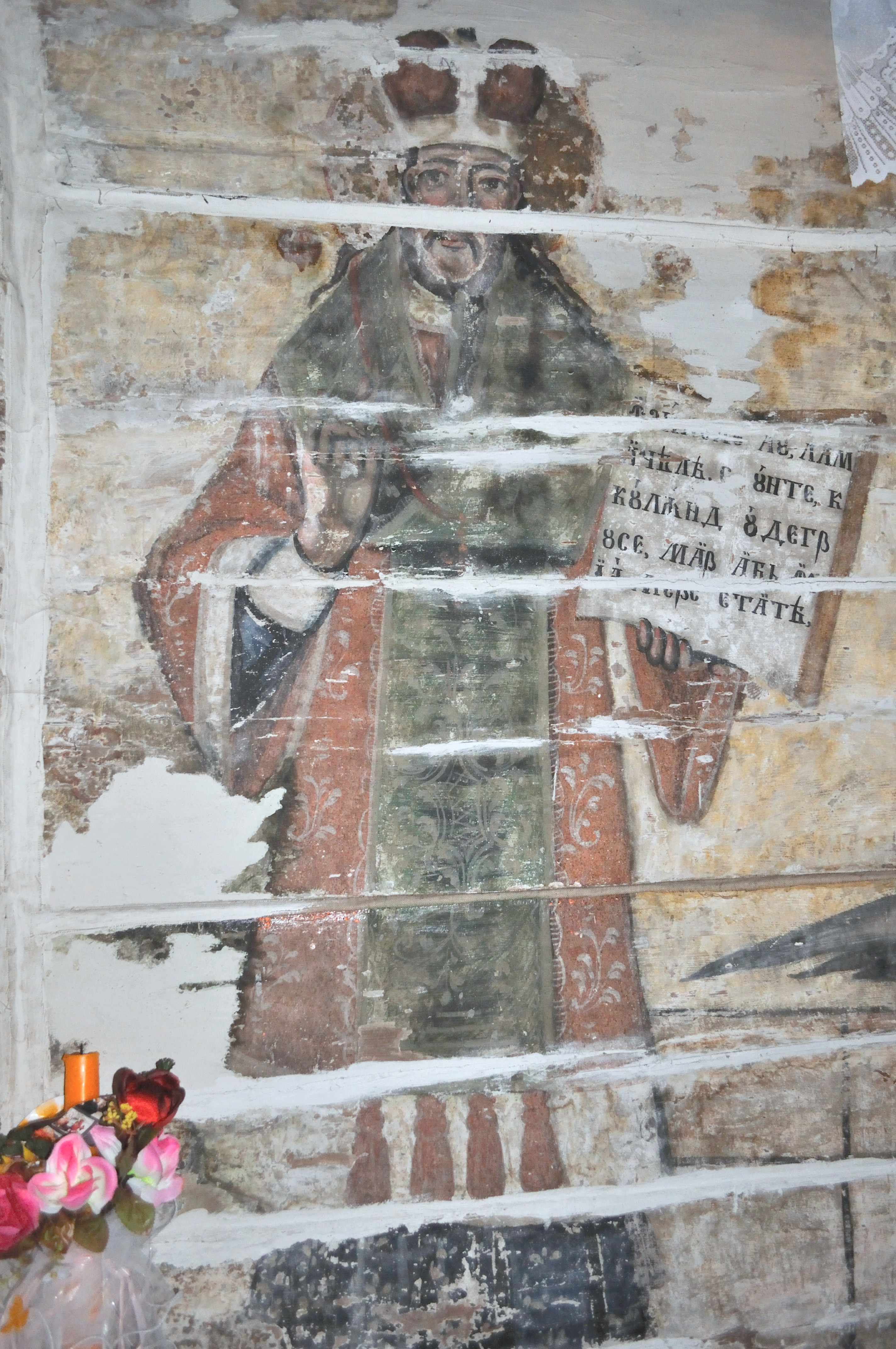
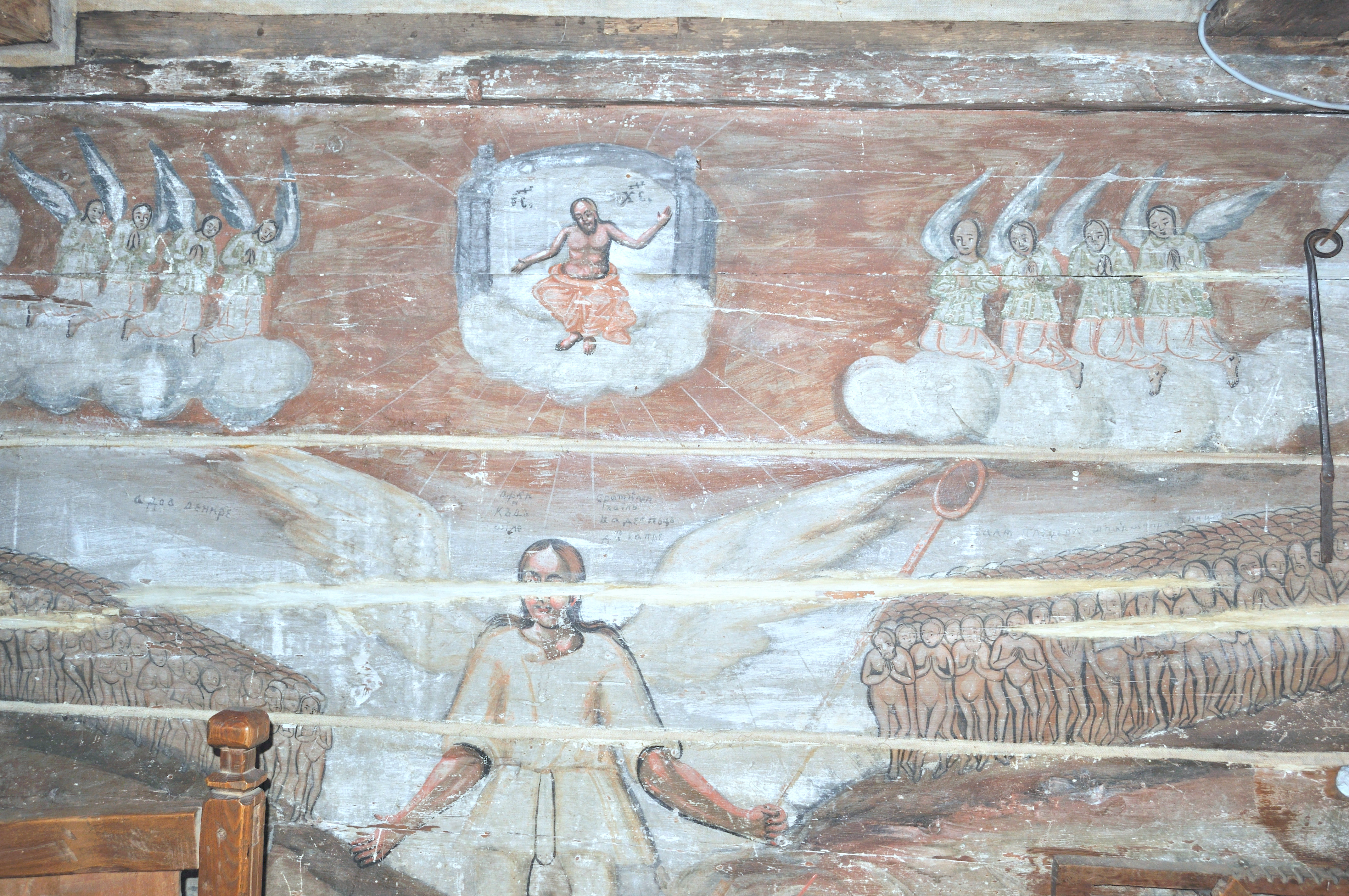
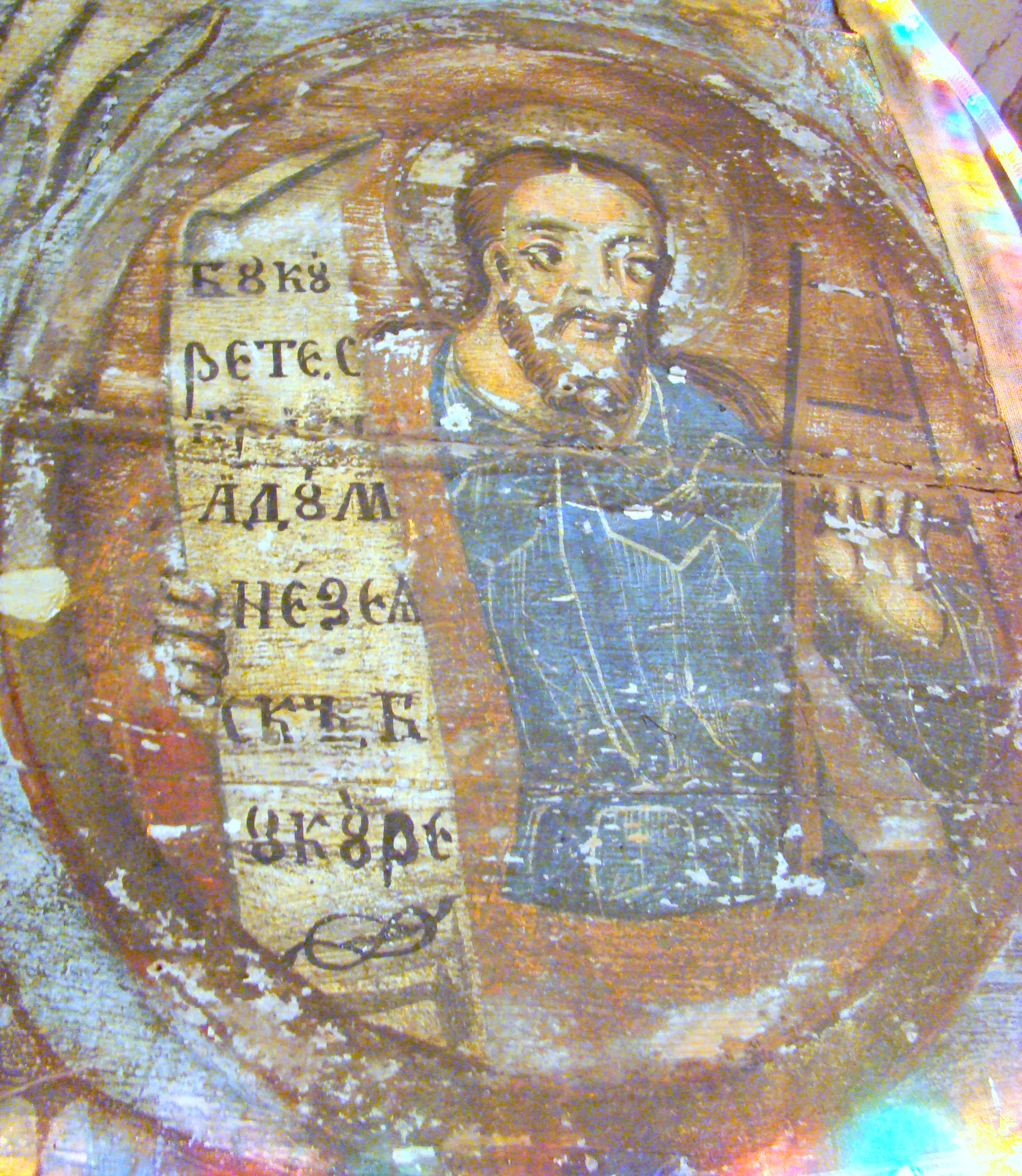
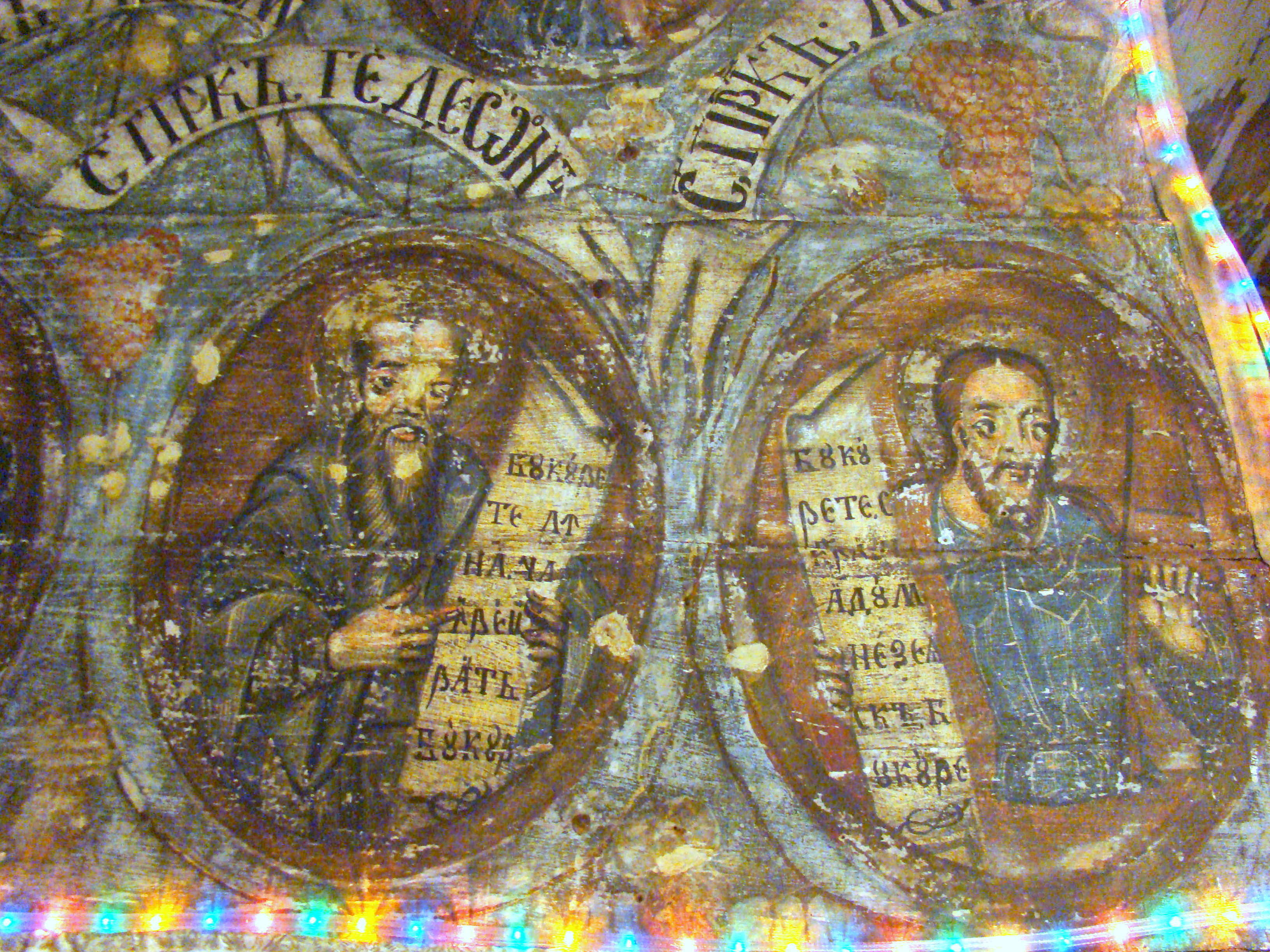
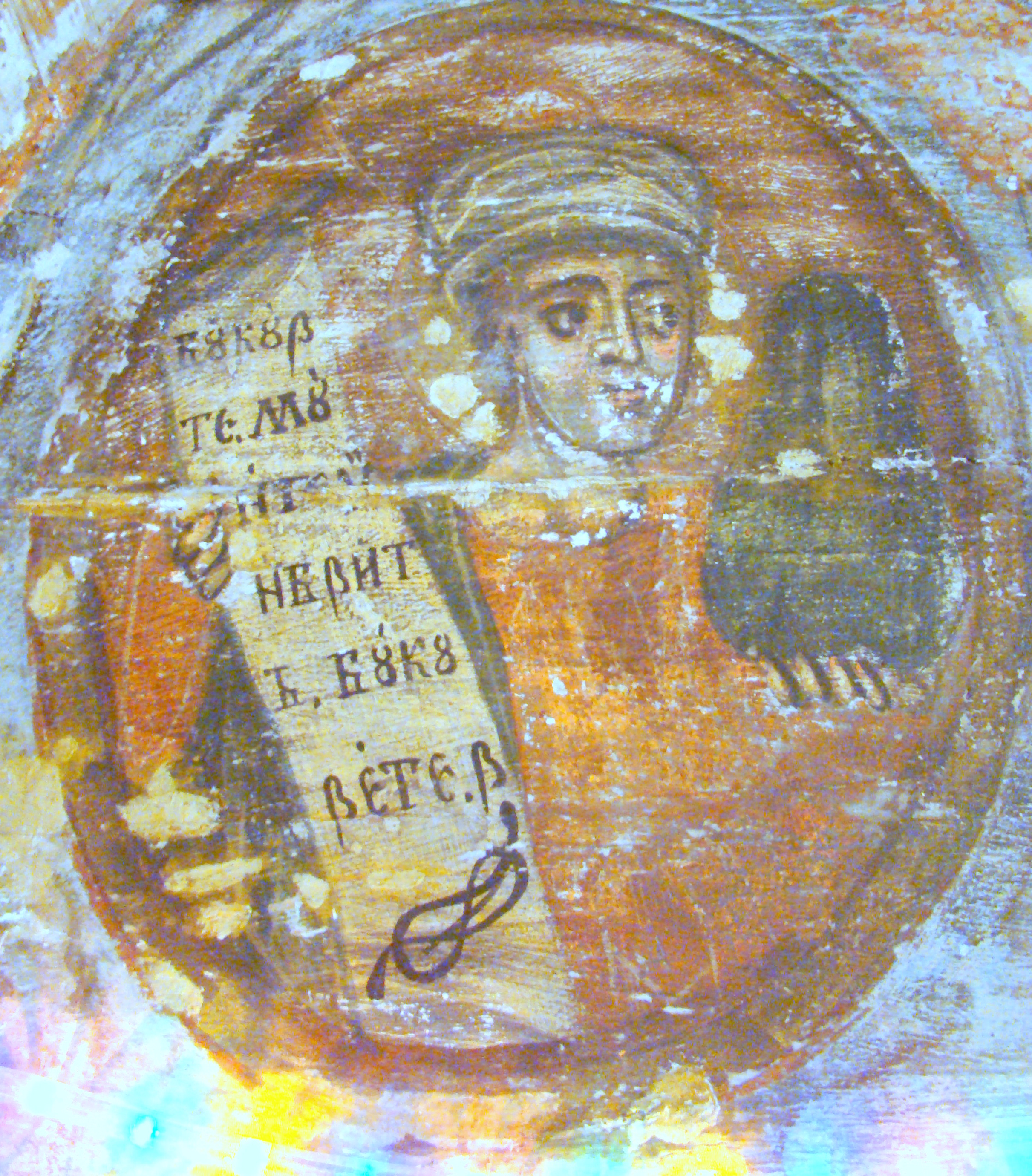
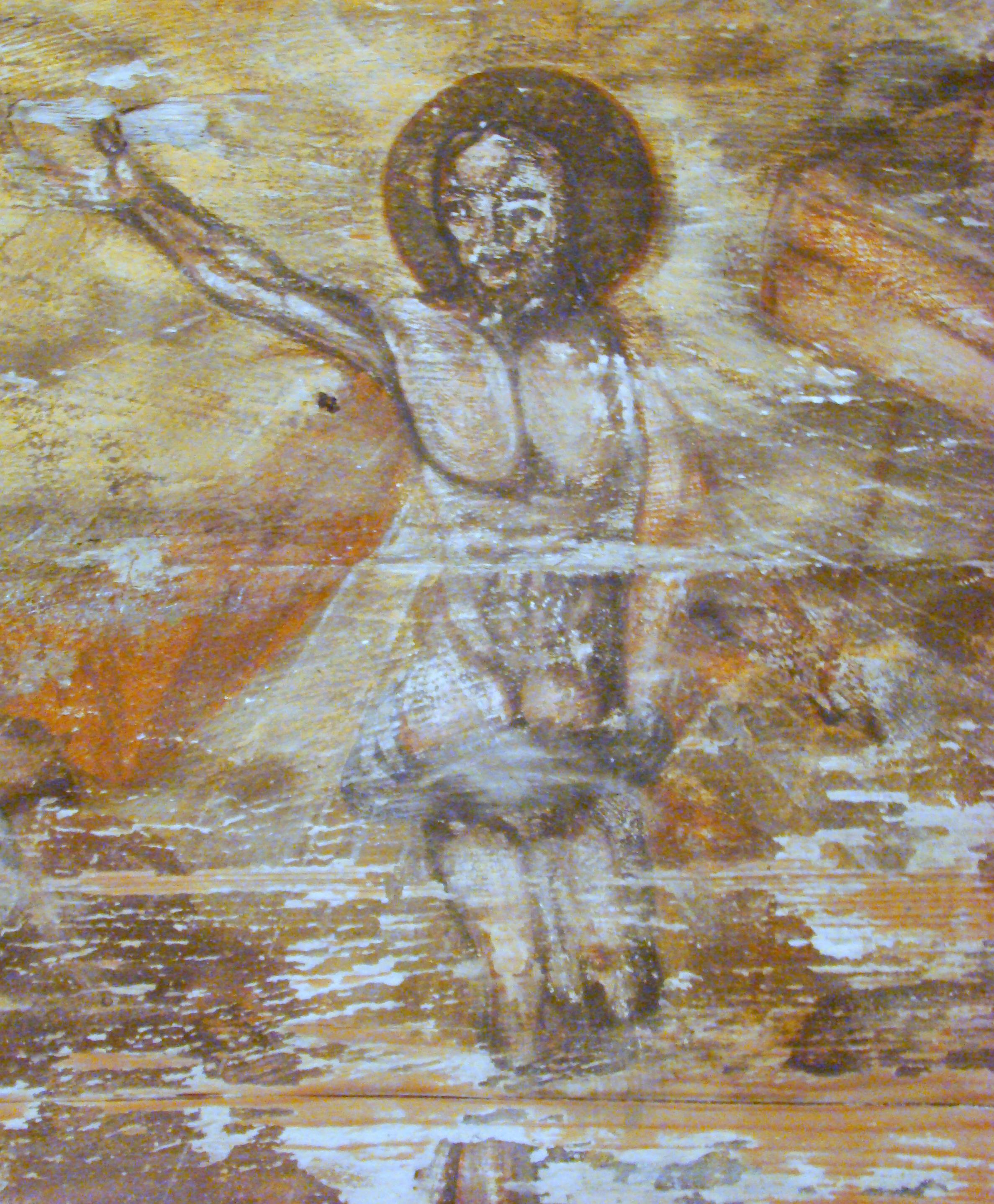
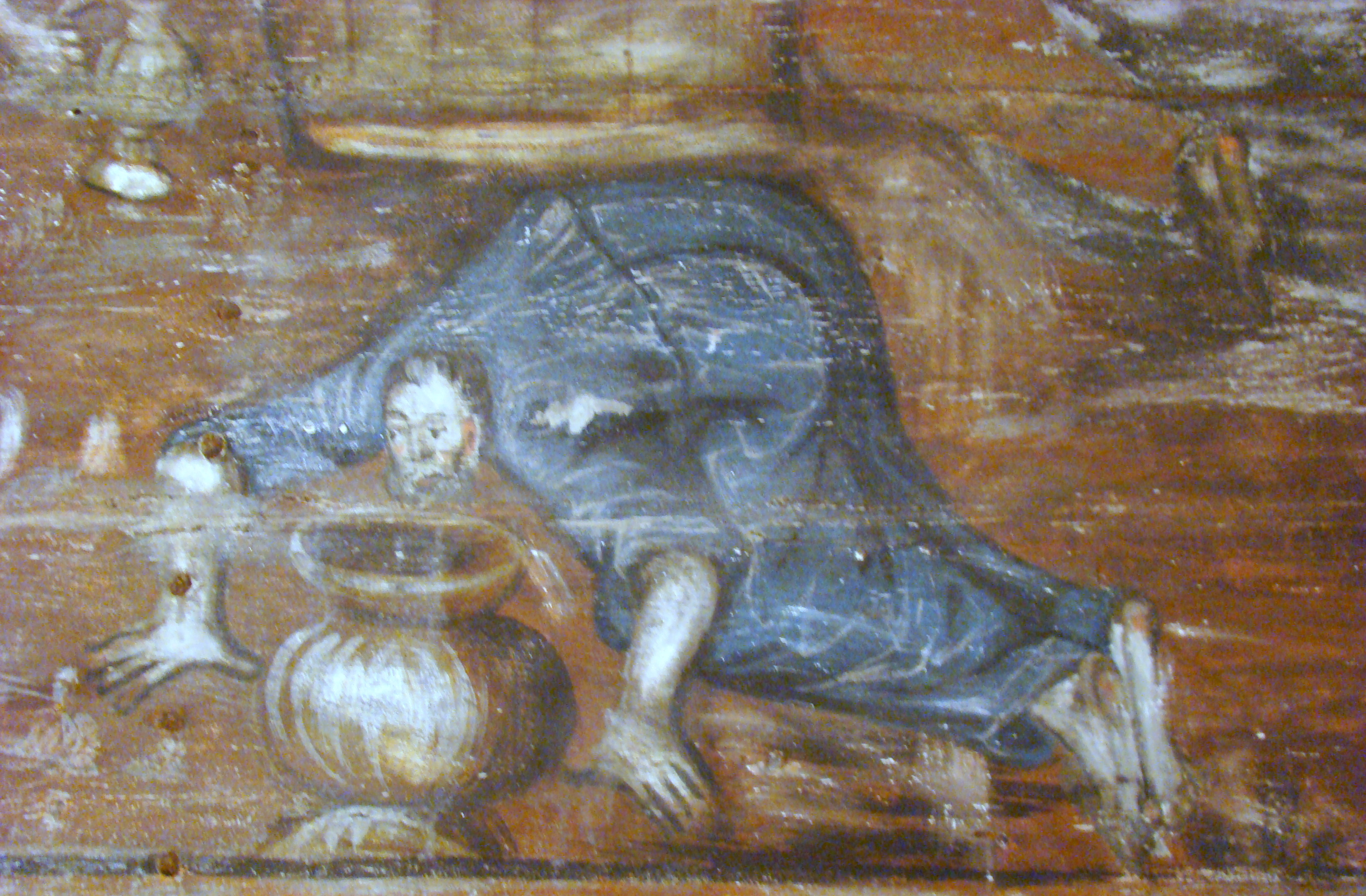
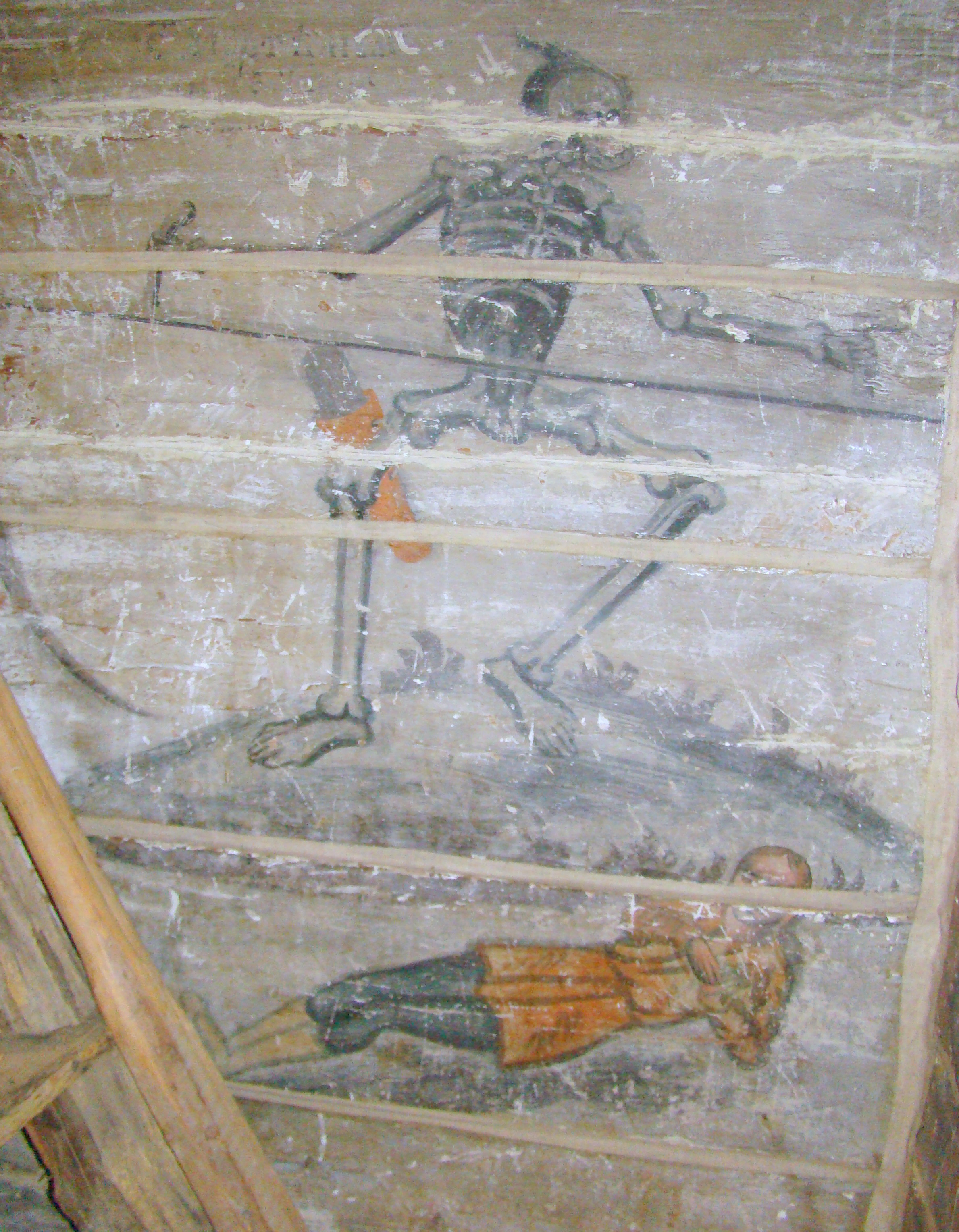
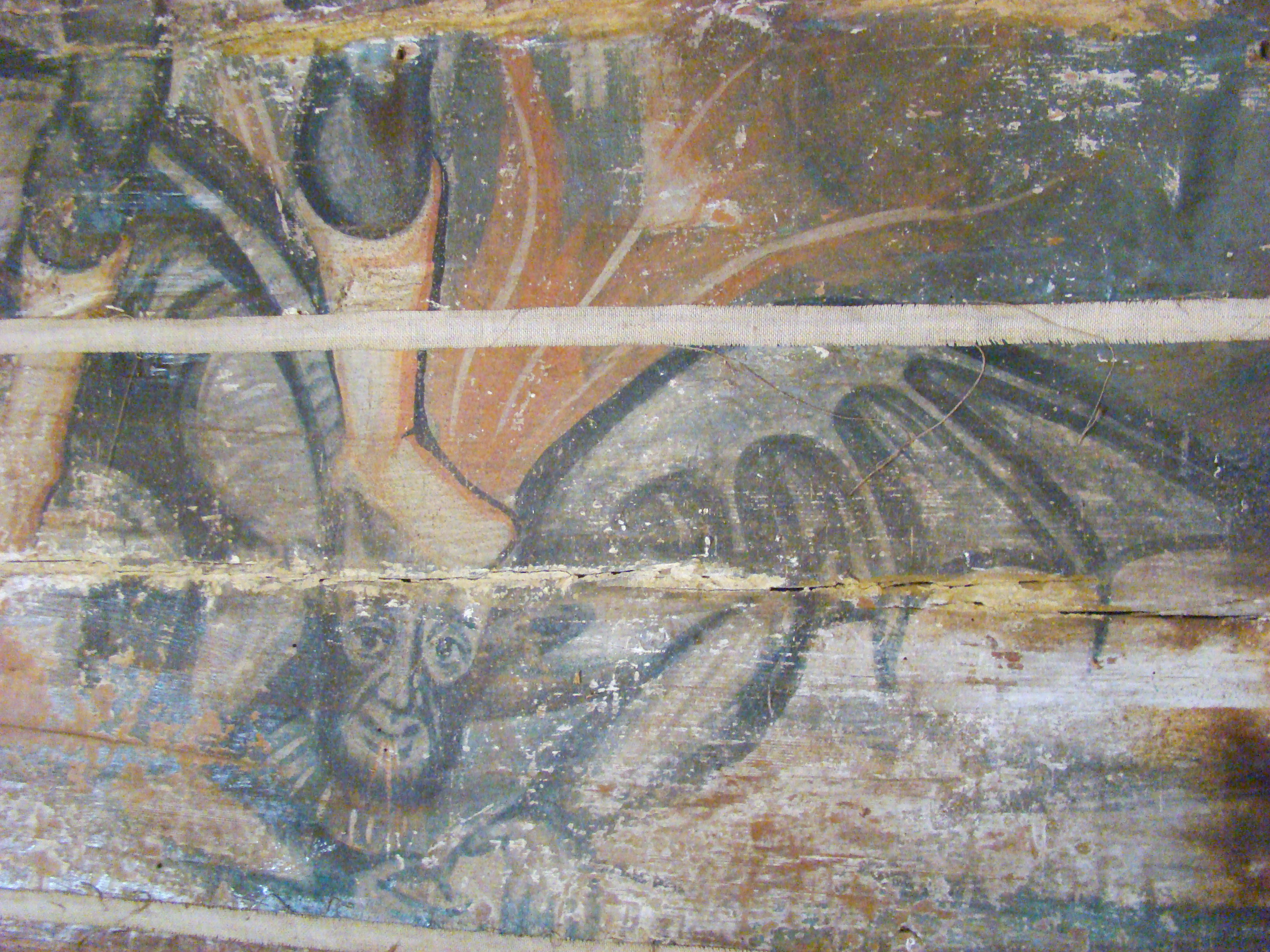
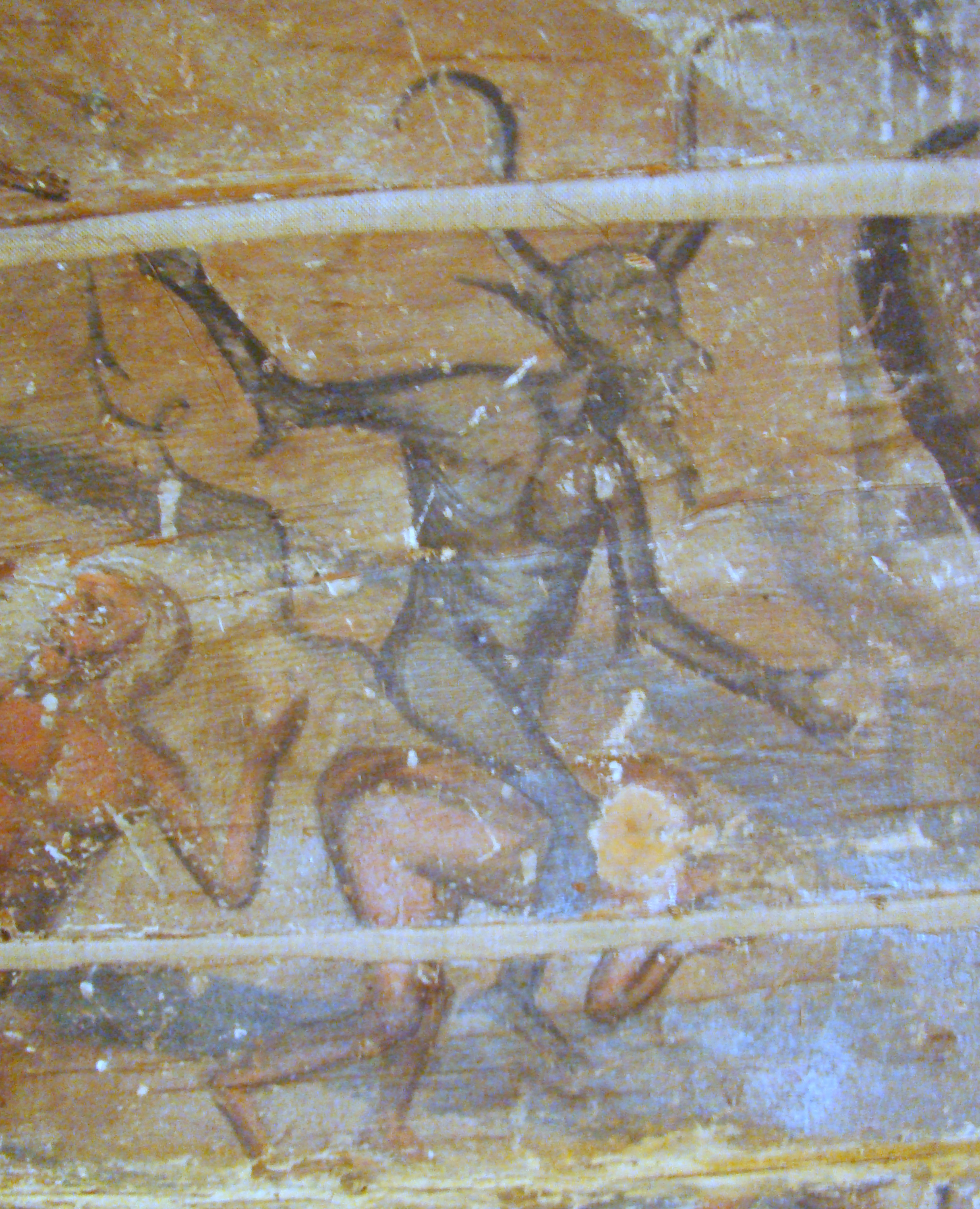
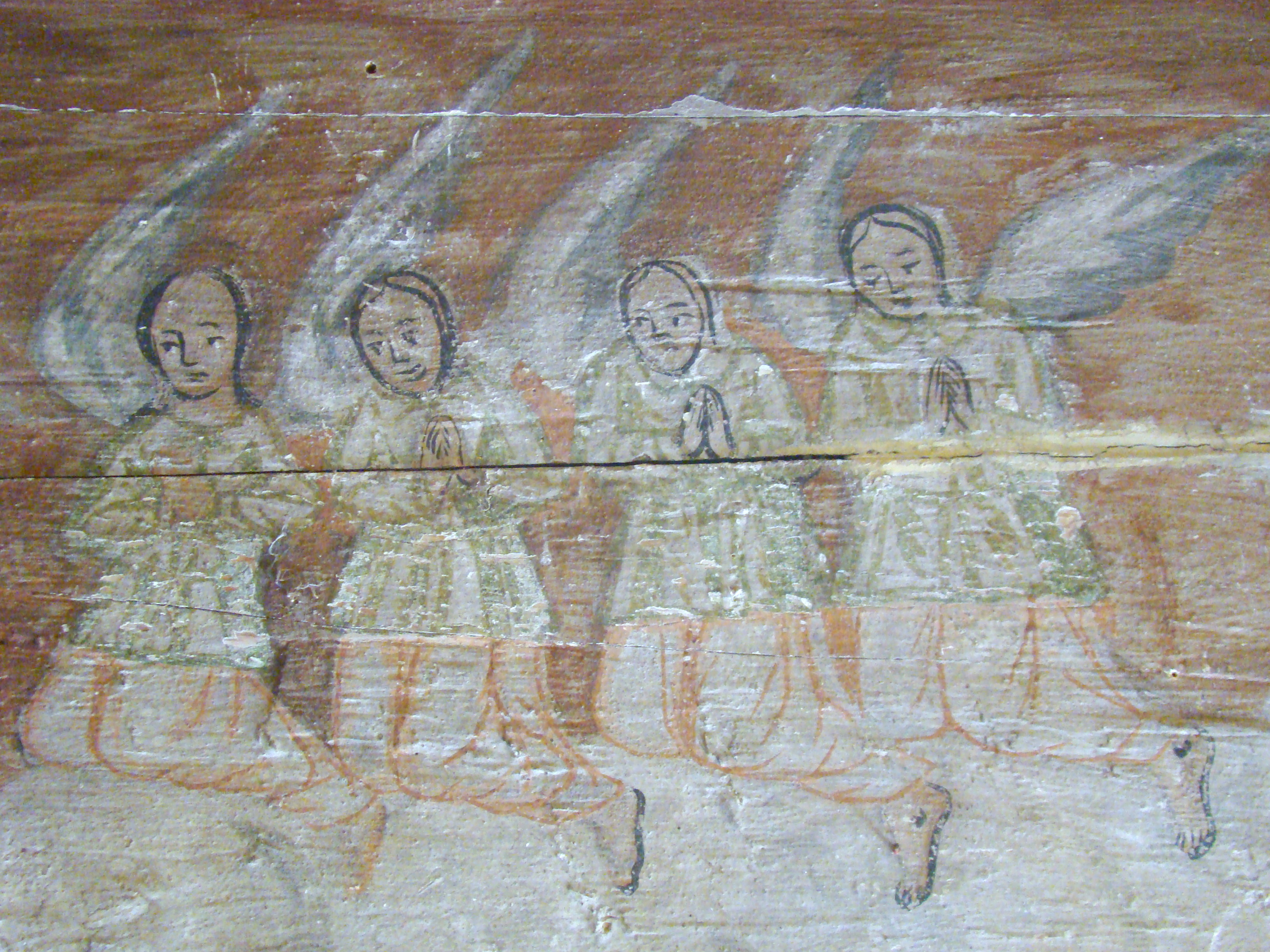
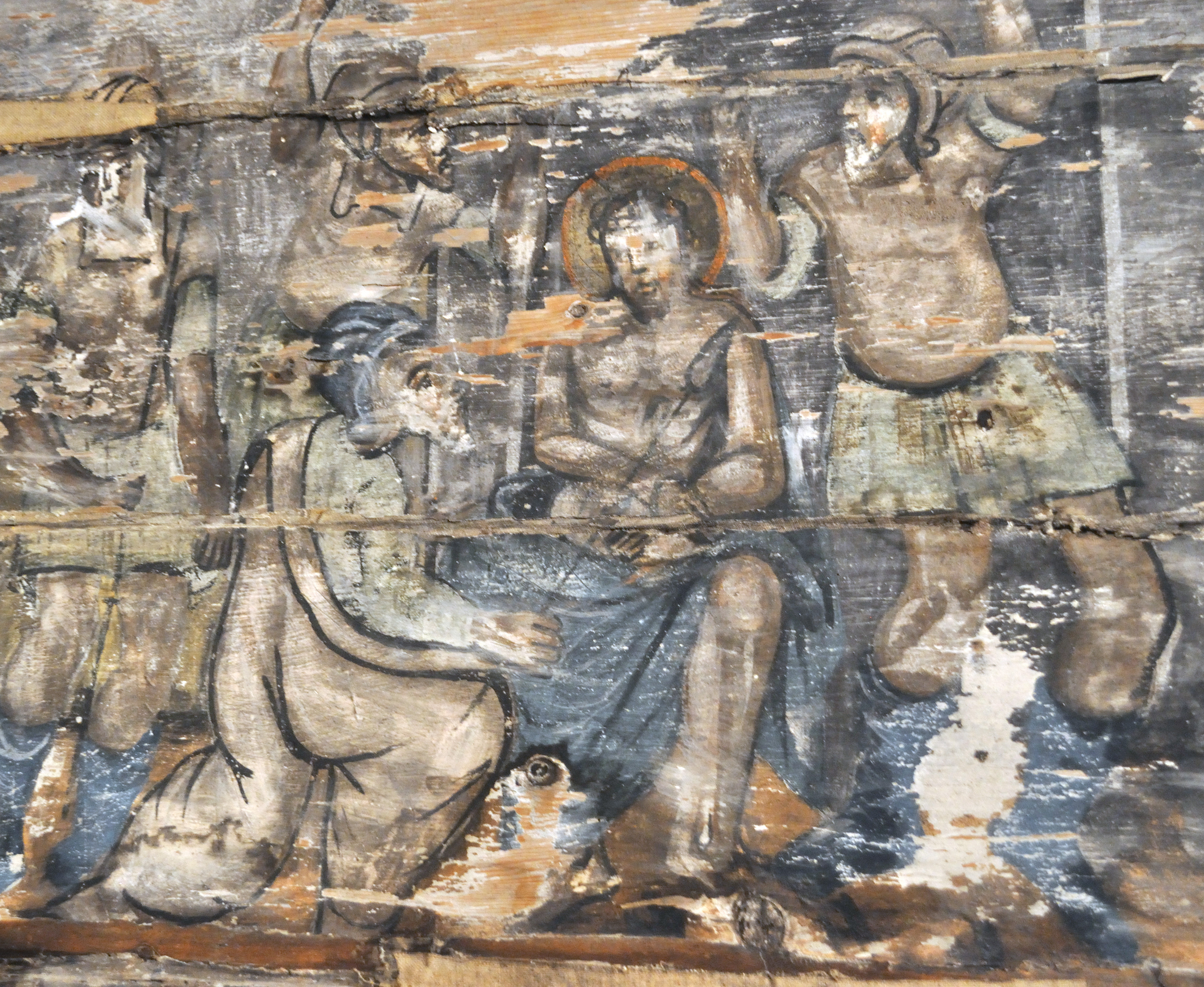
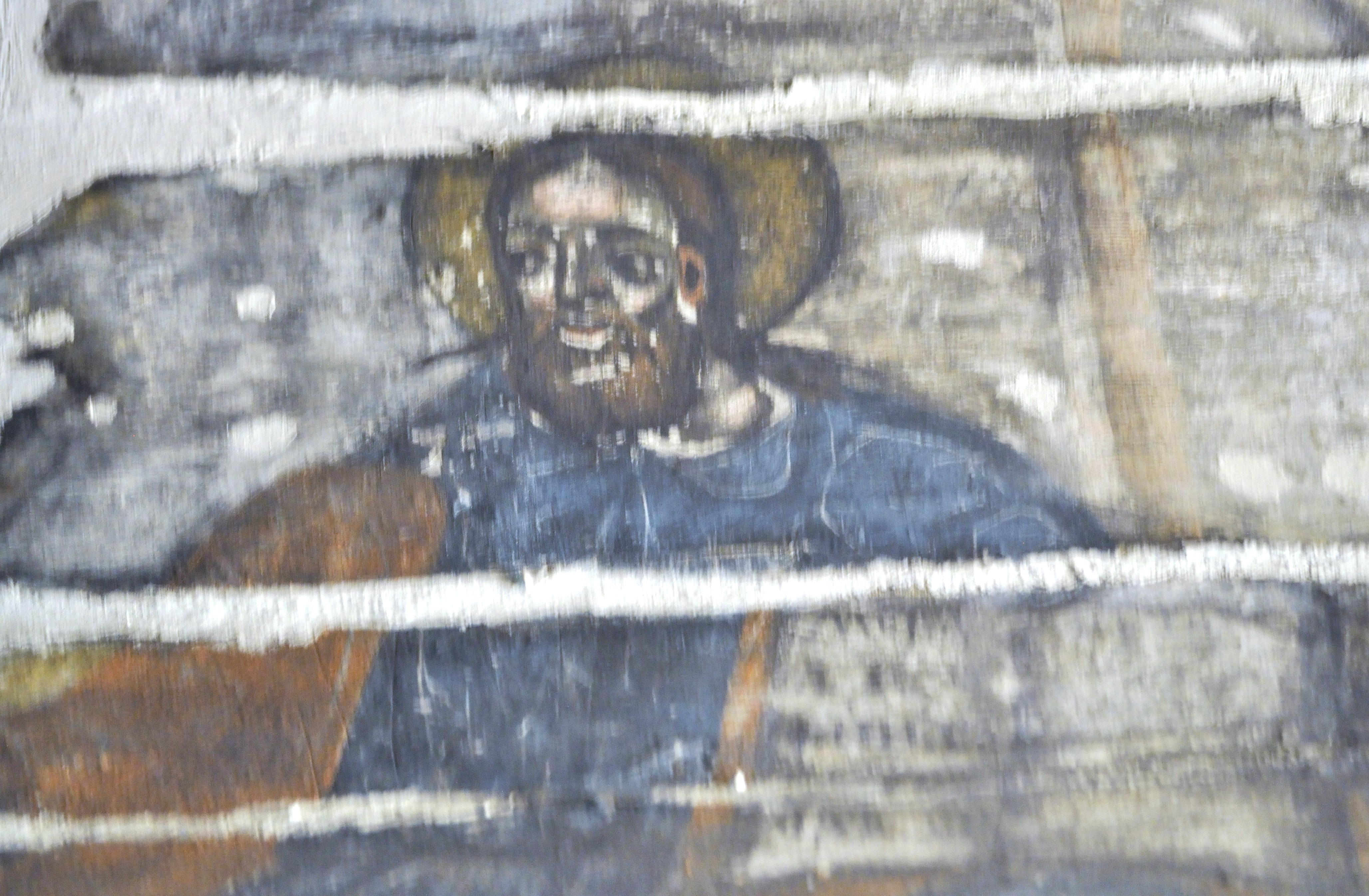
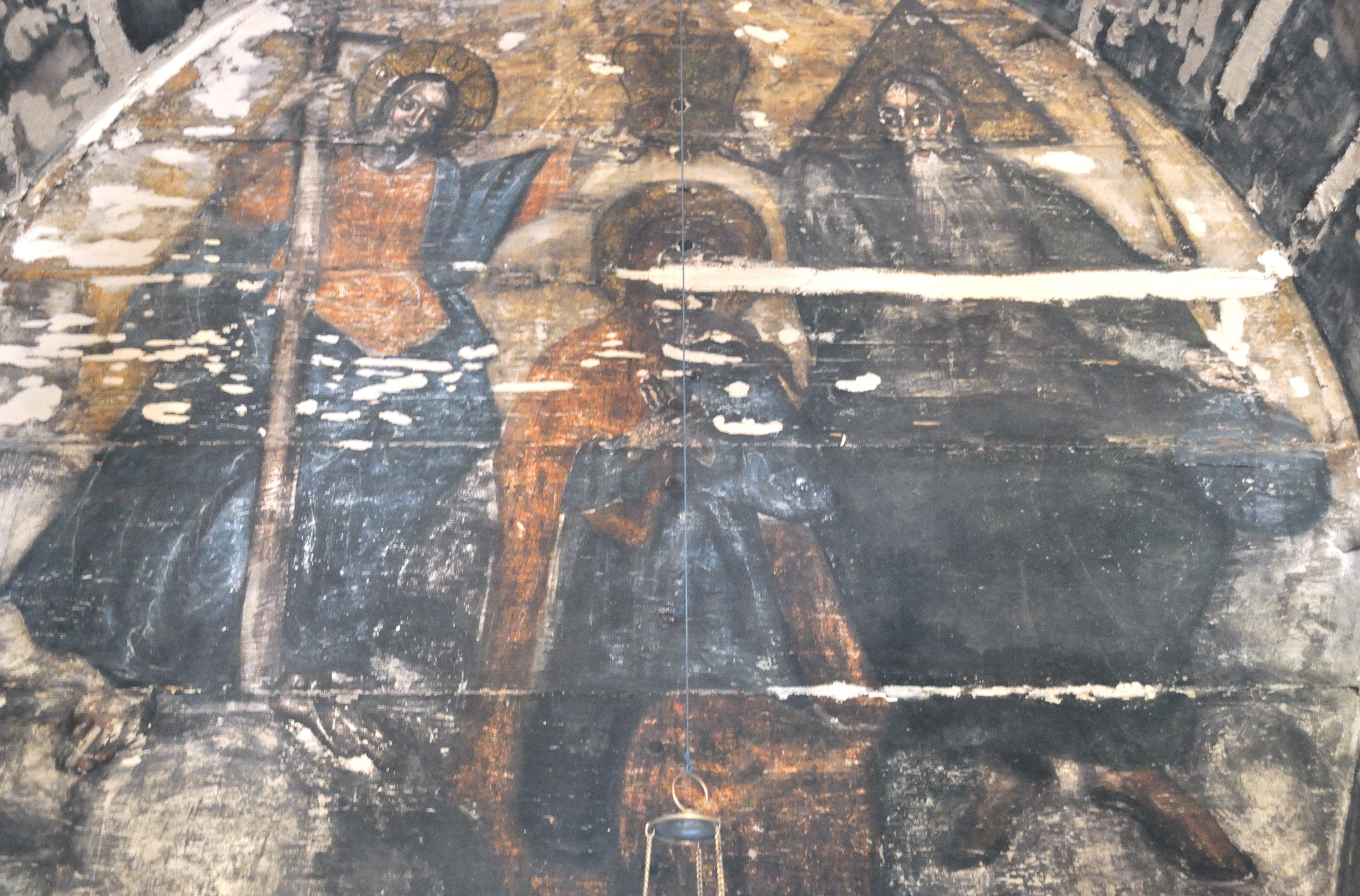
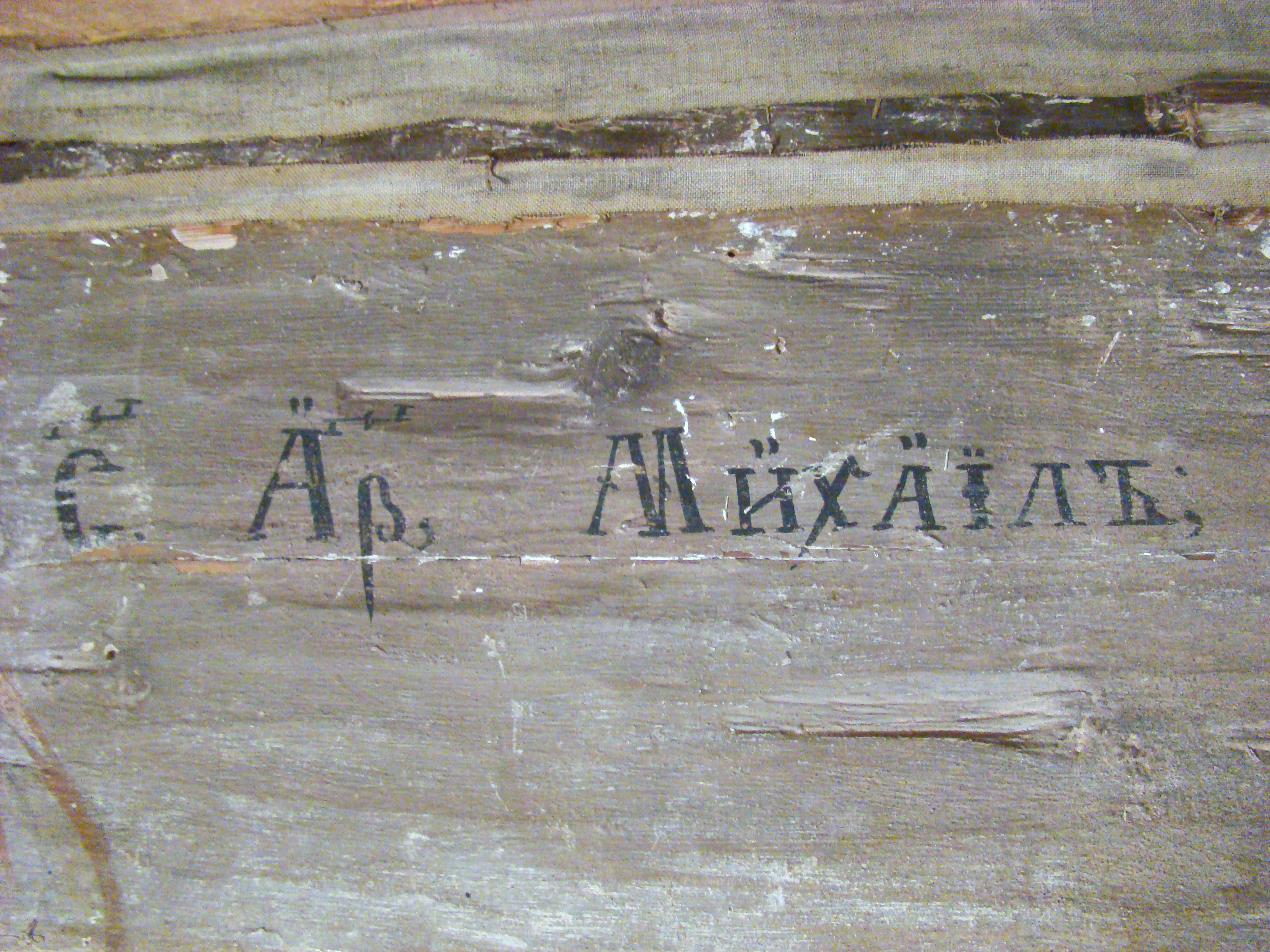
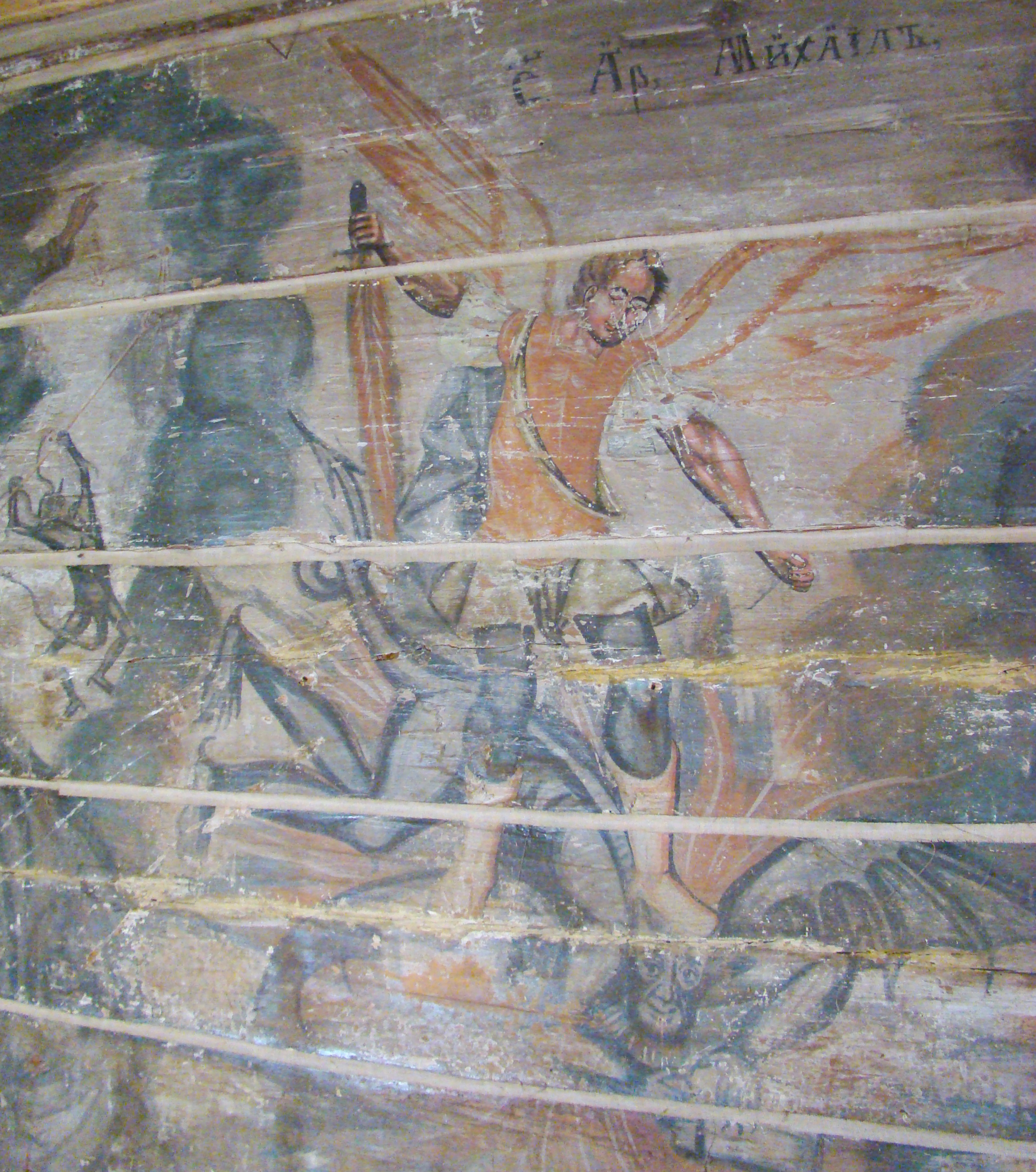
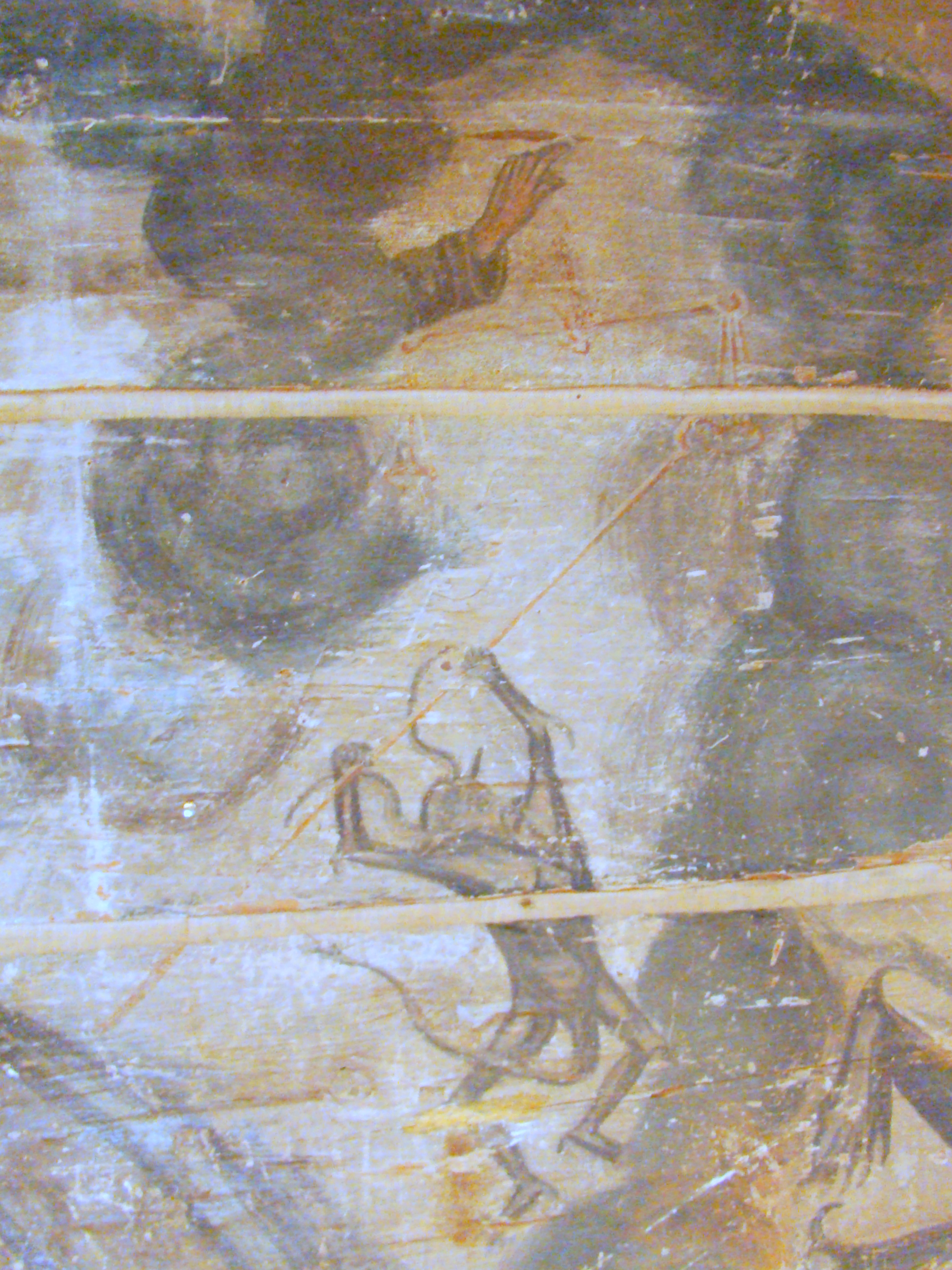
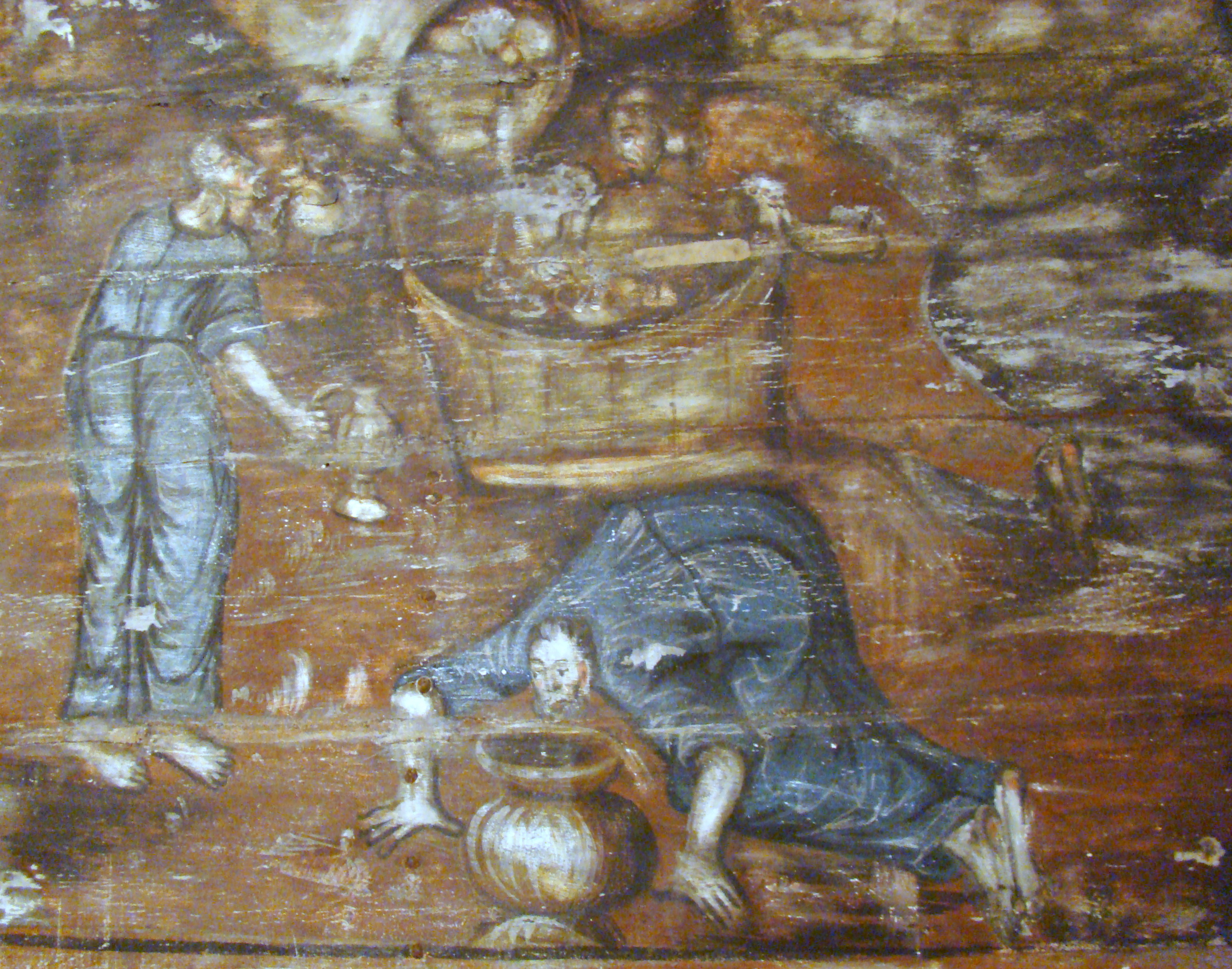
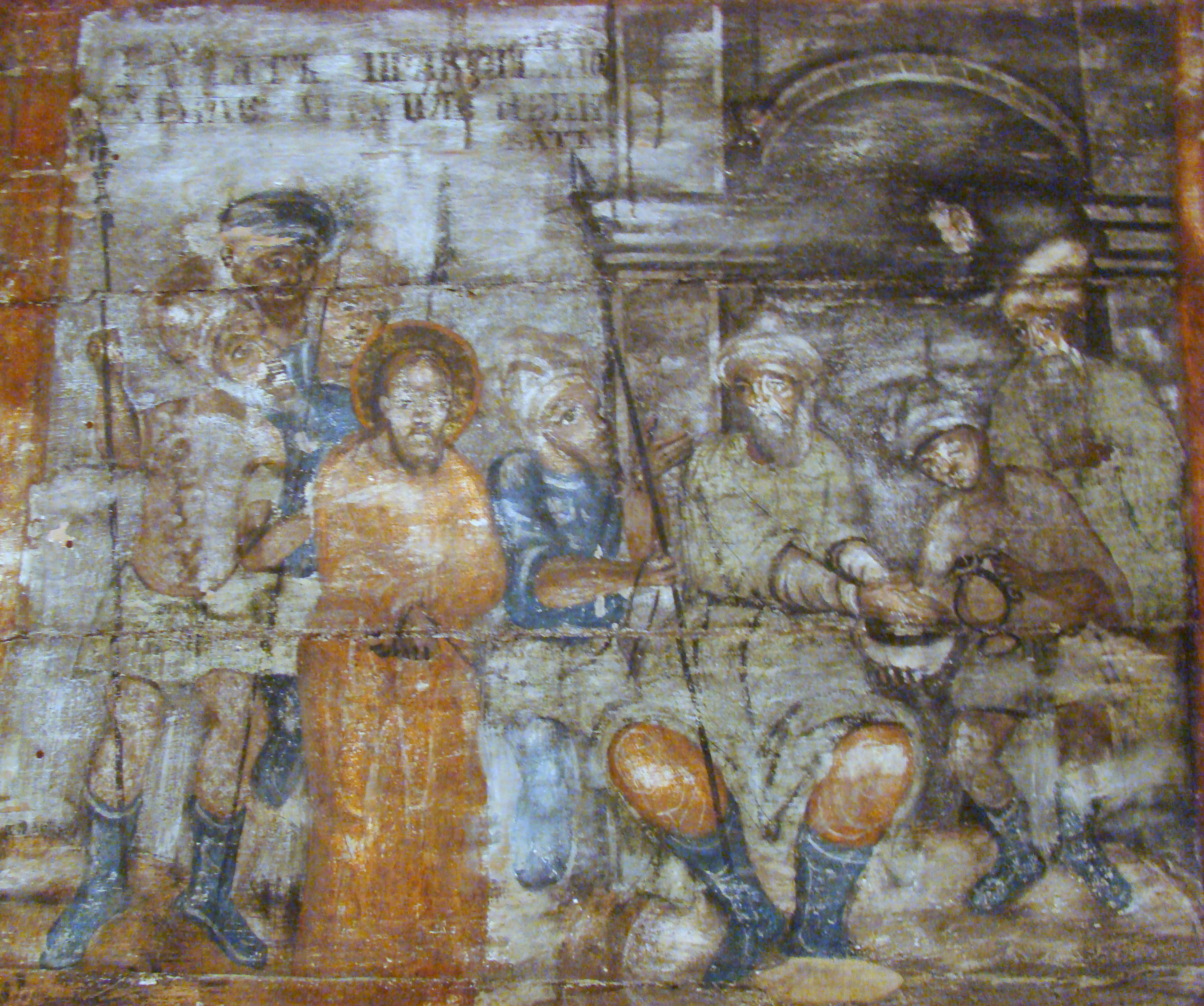
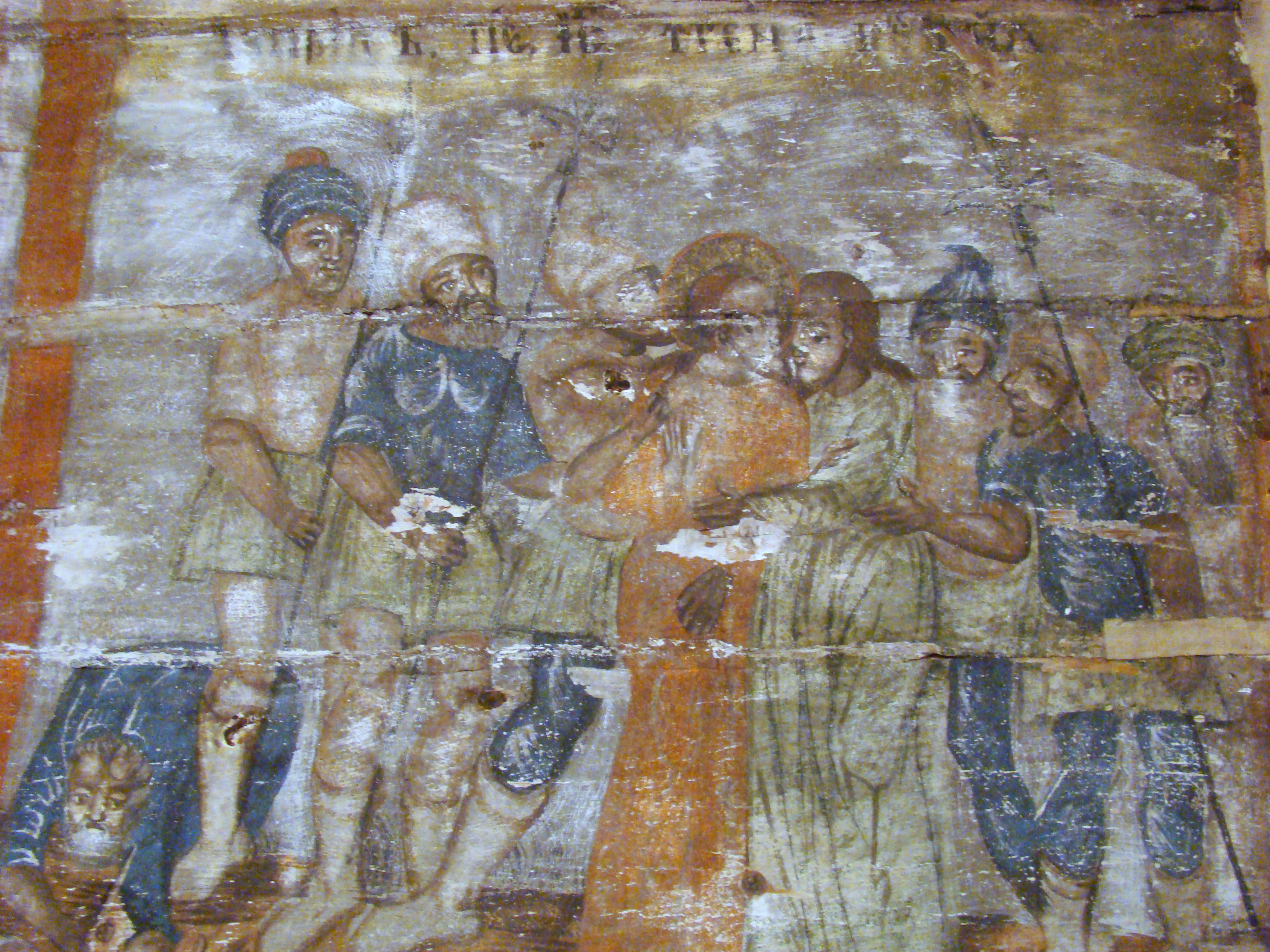
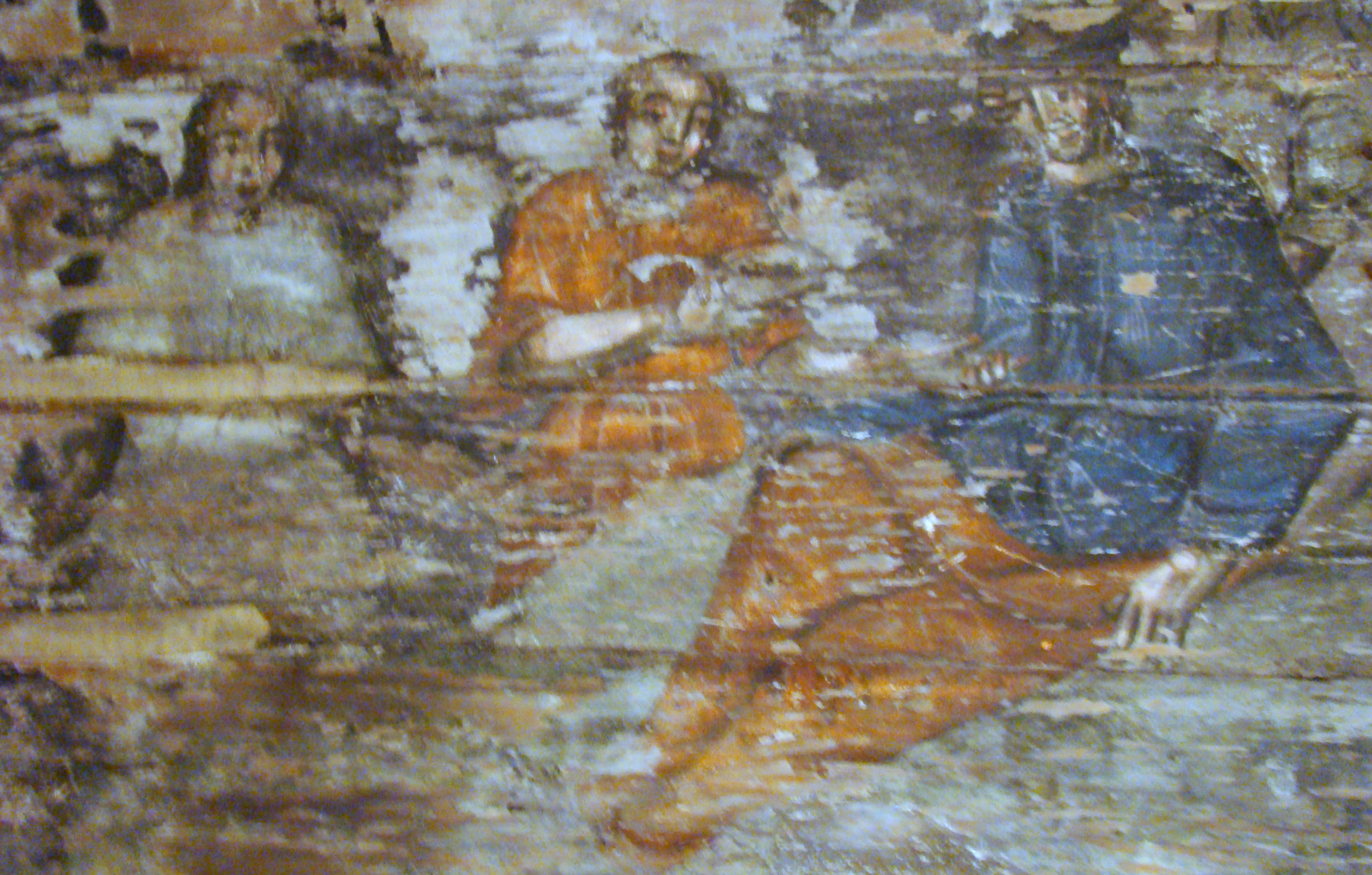

## Imagini din exterior

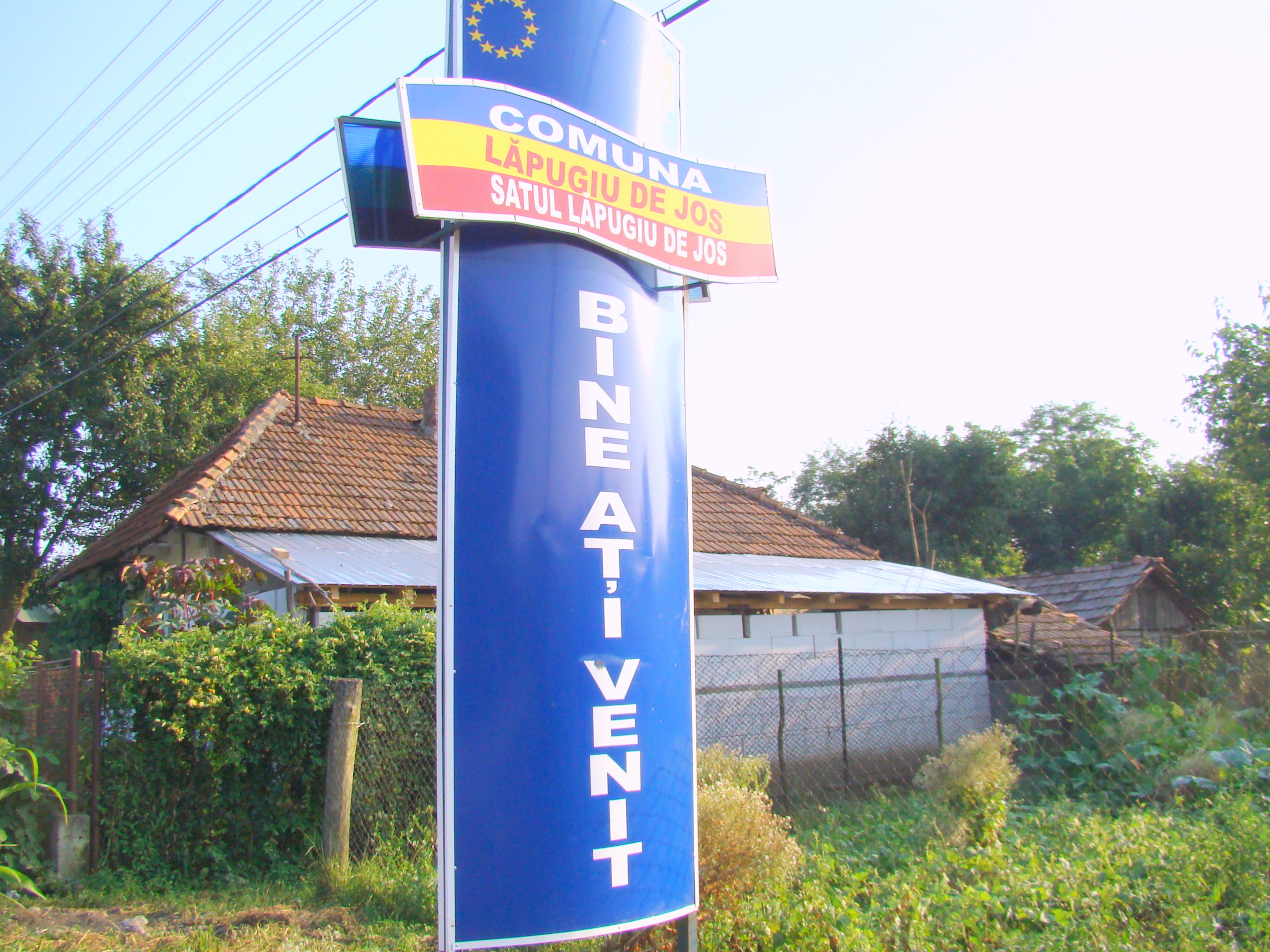
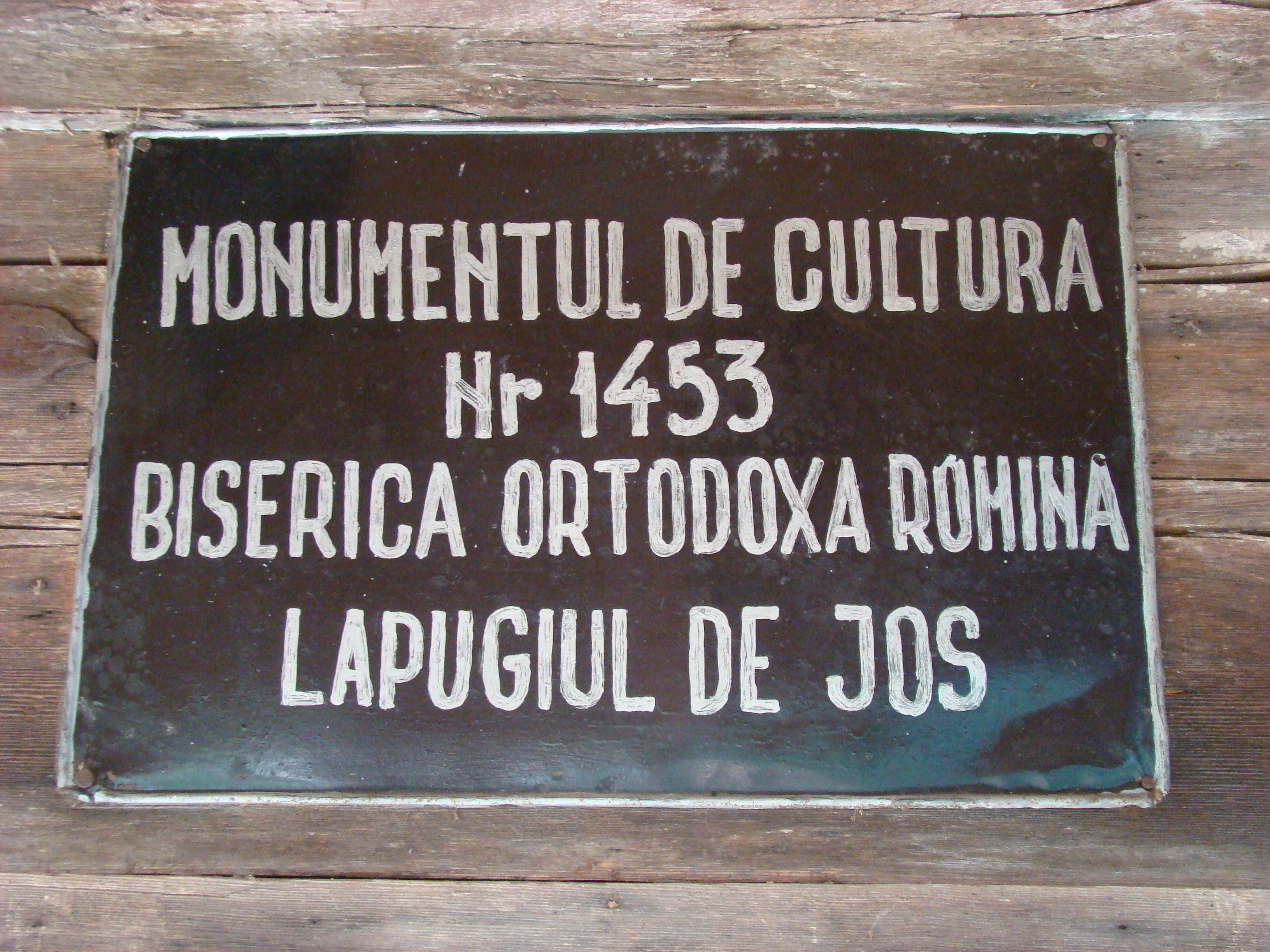
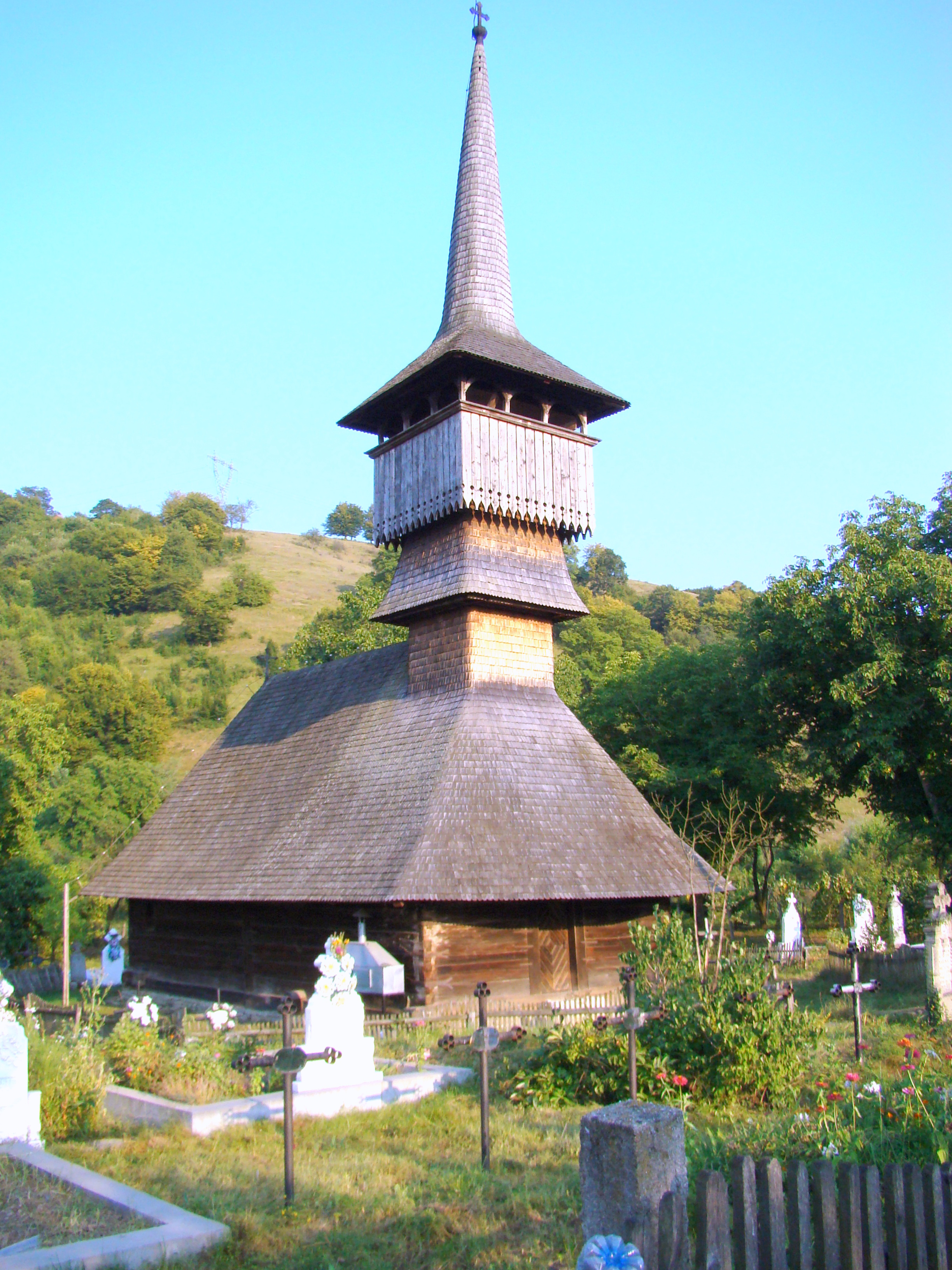
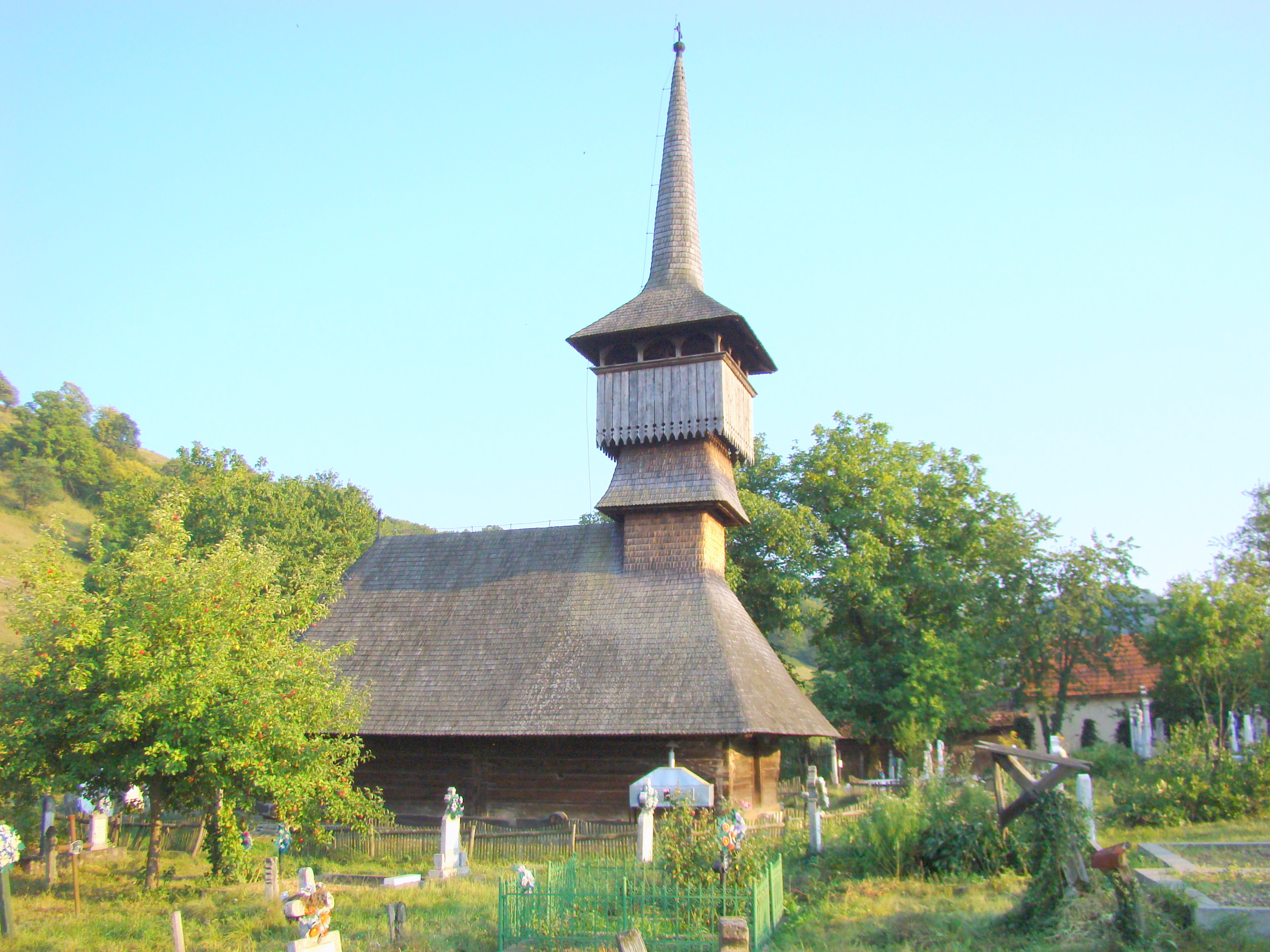
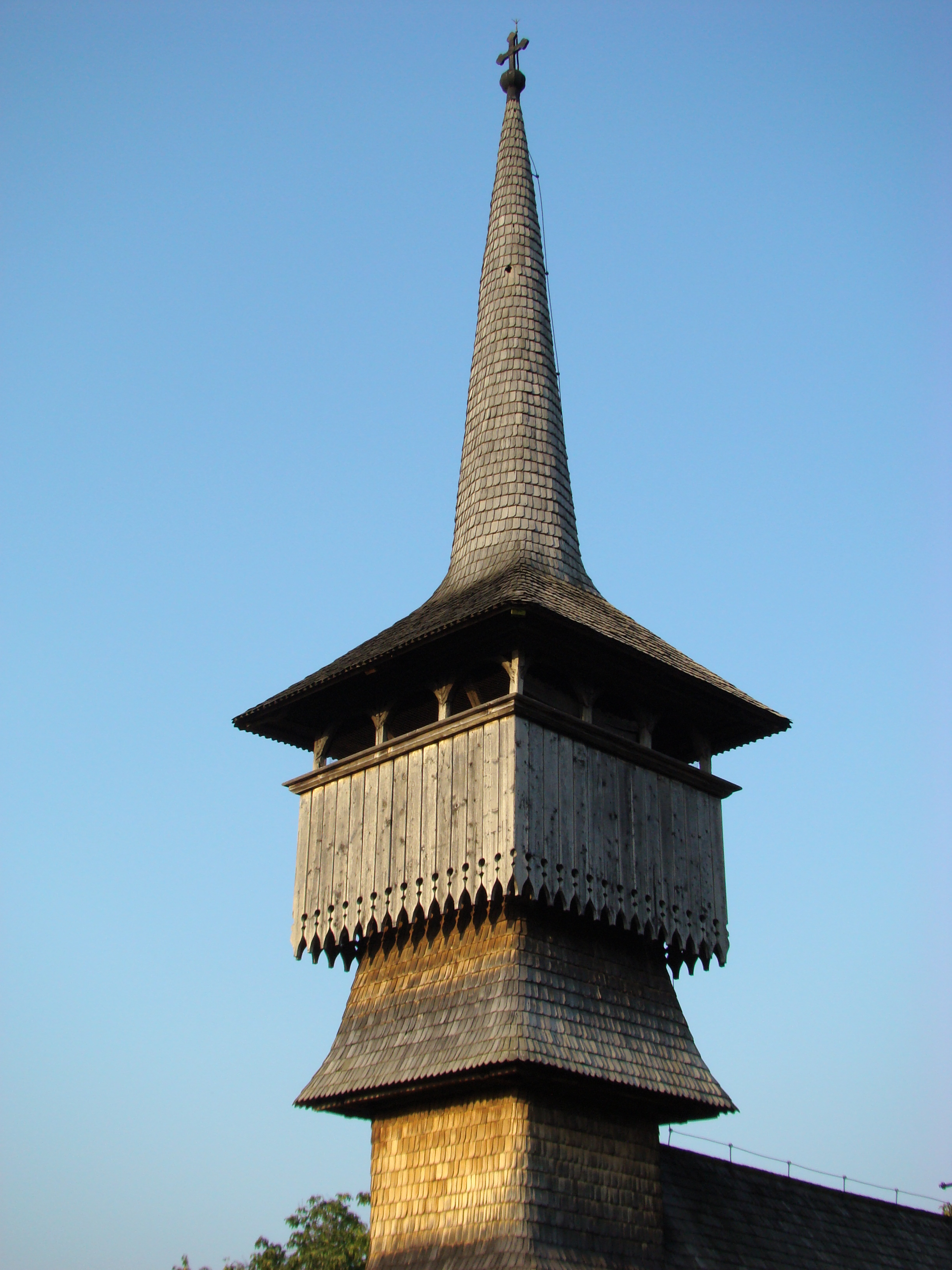
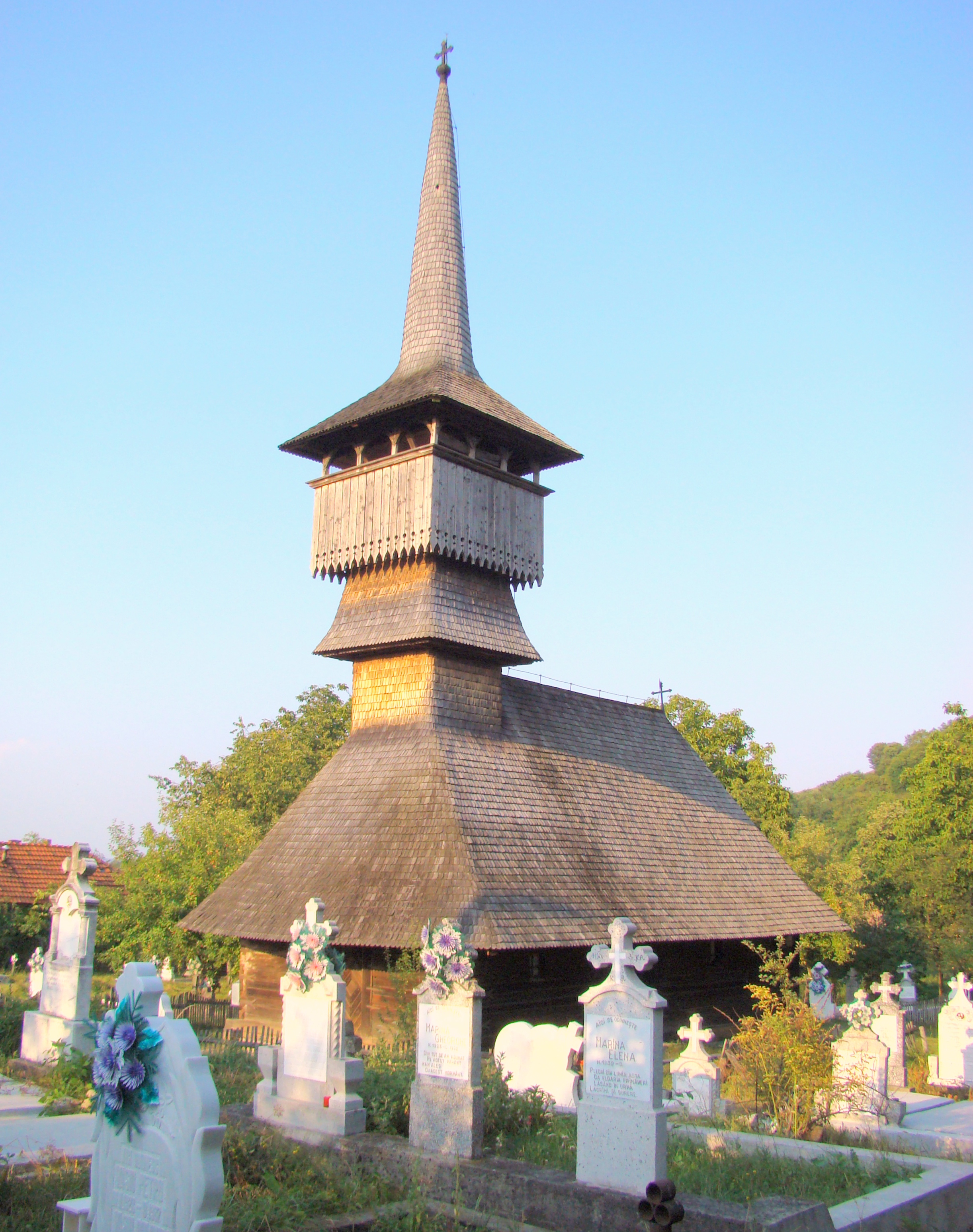
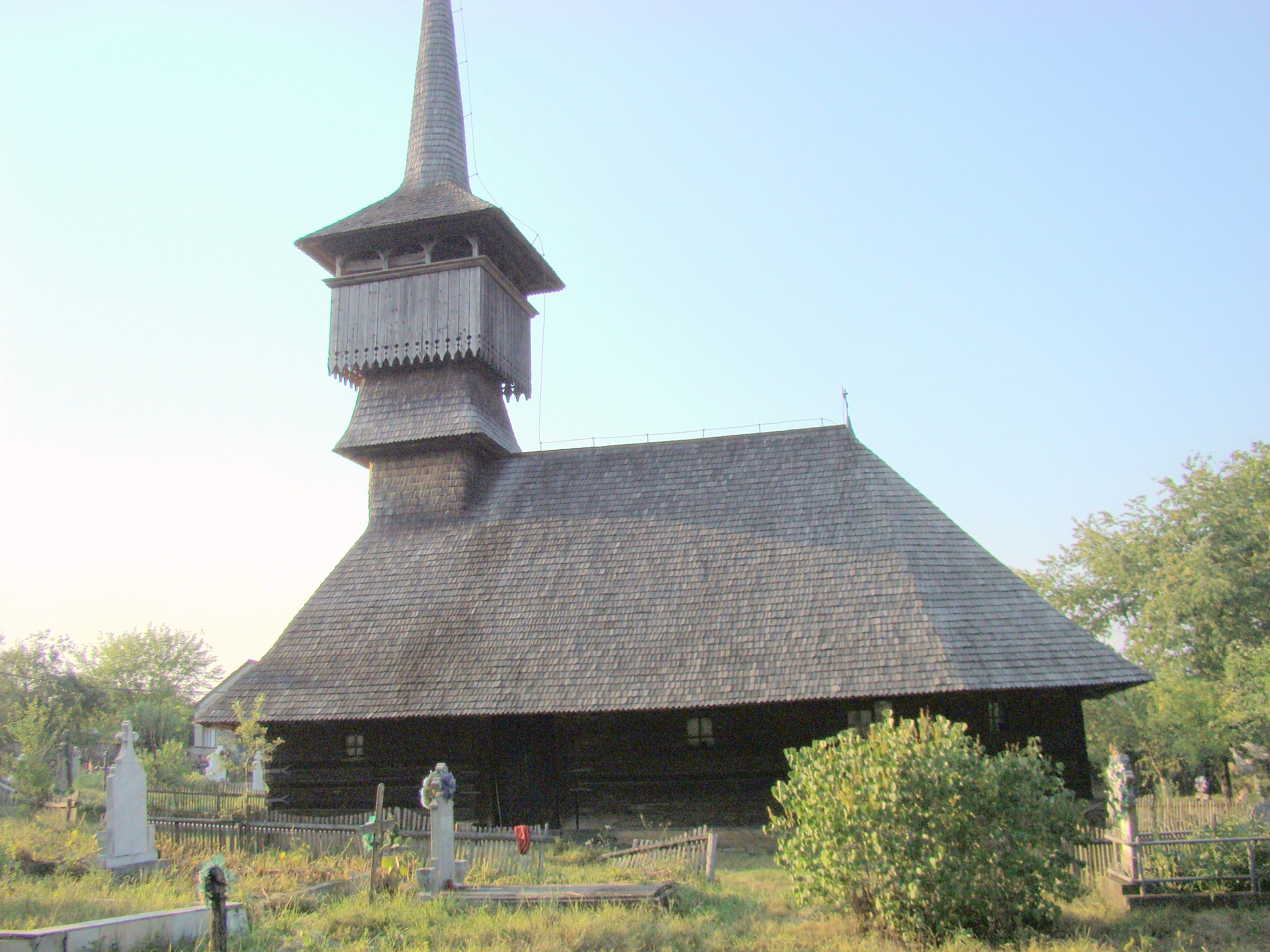
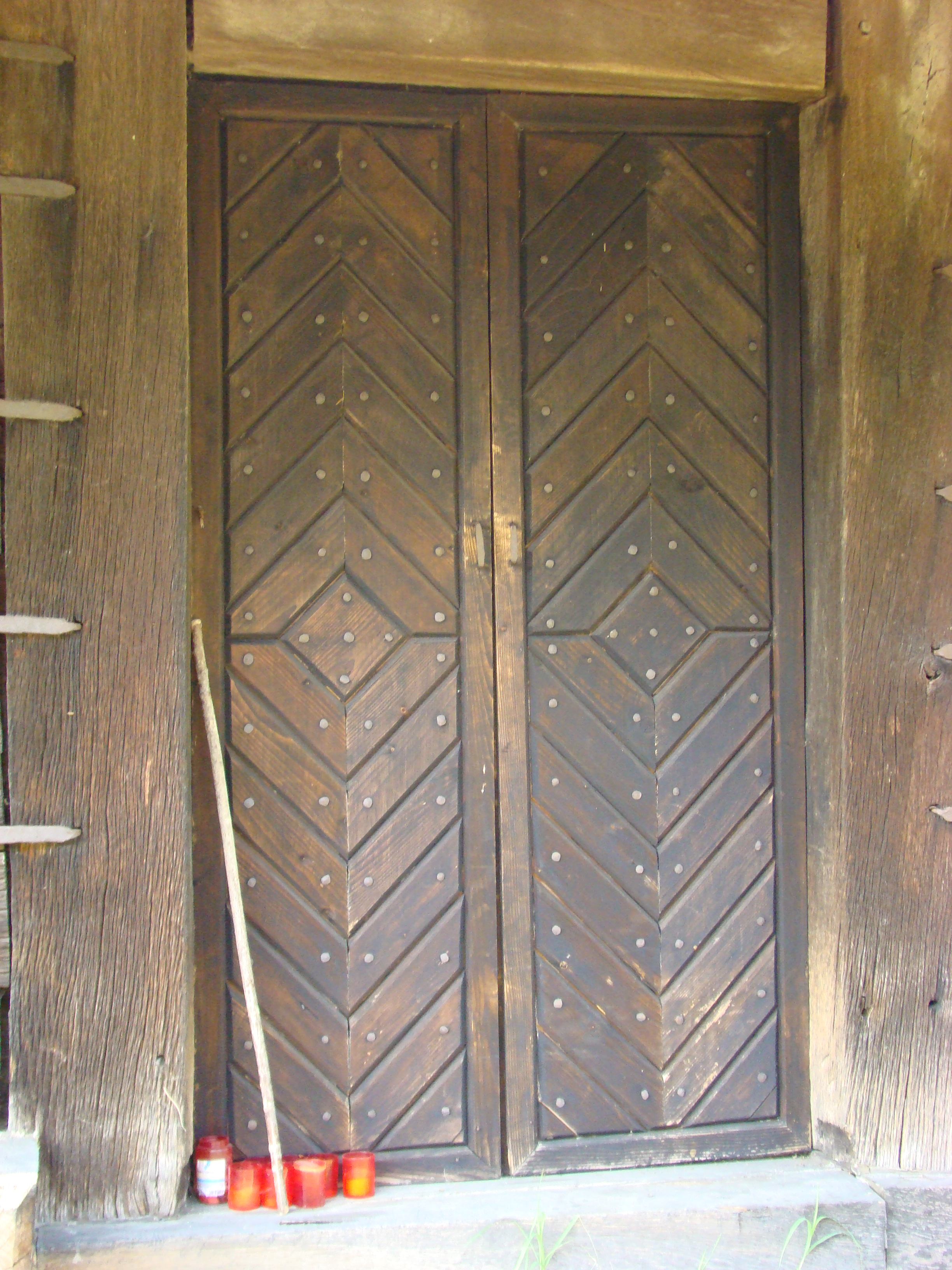
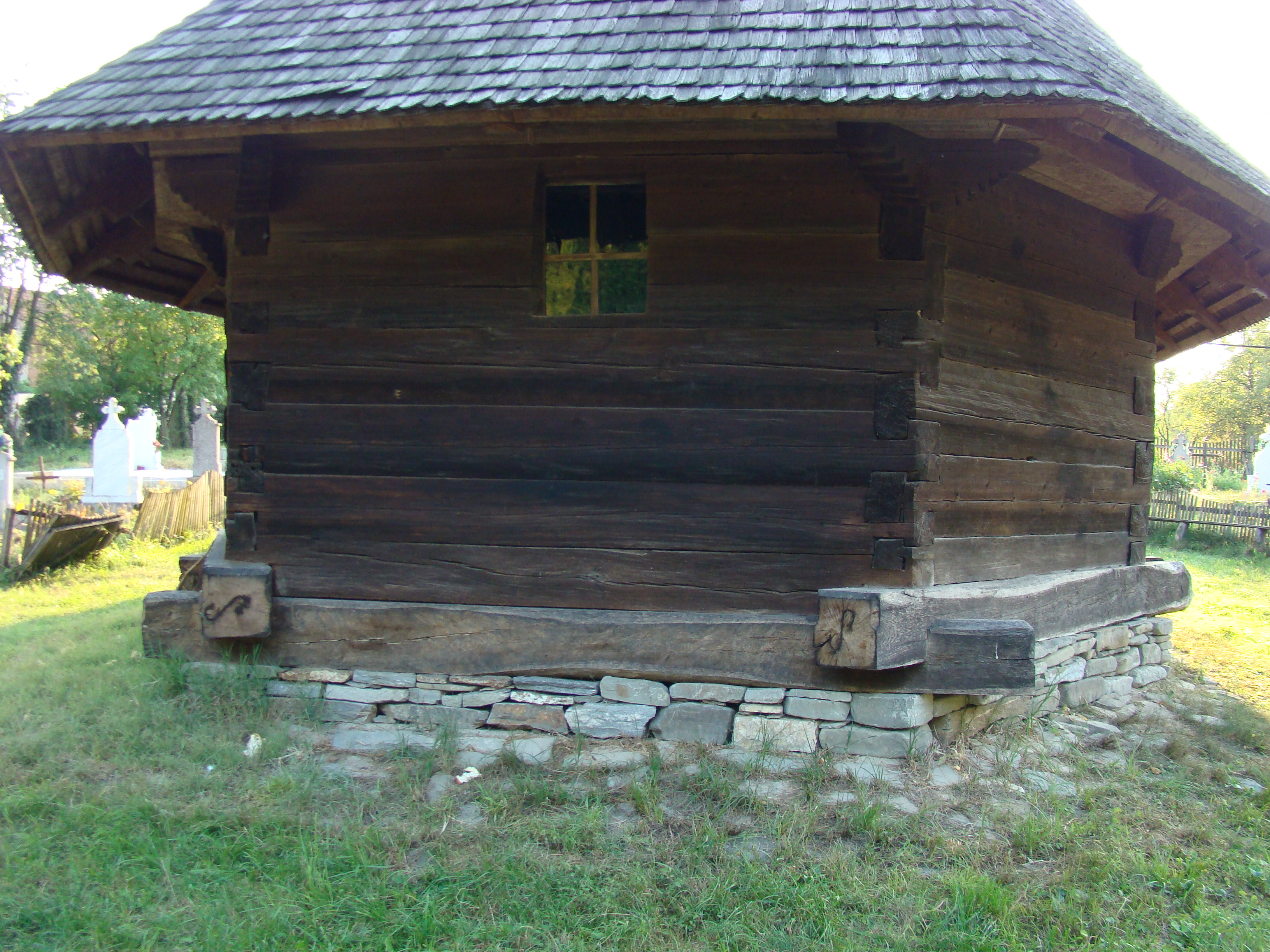
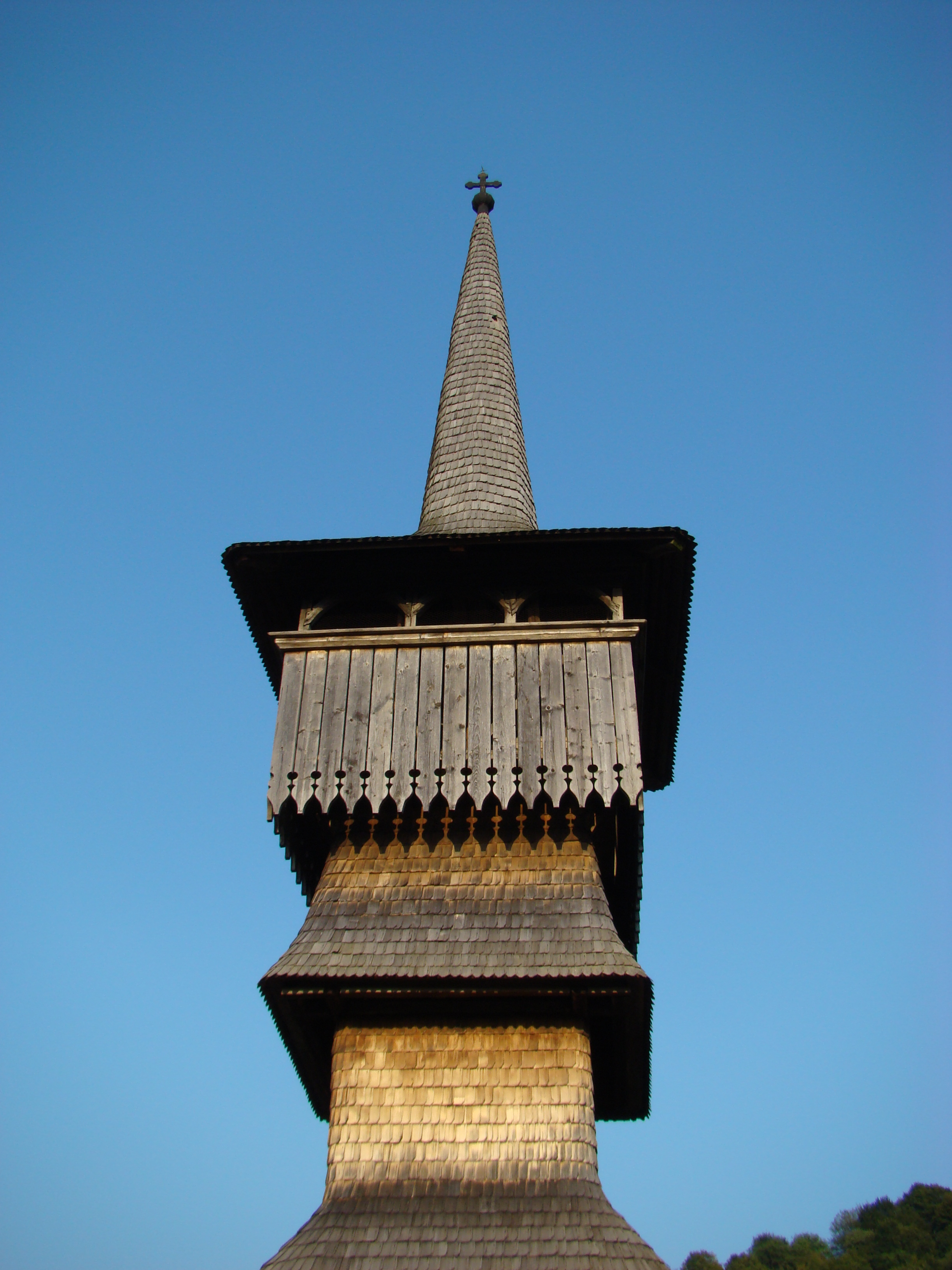
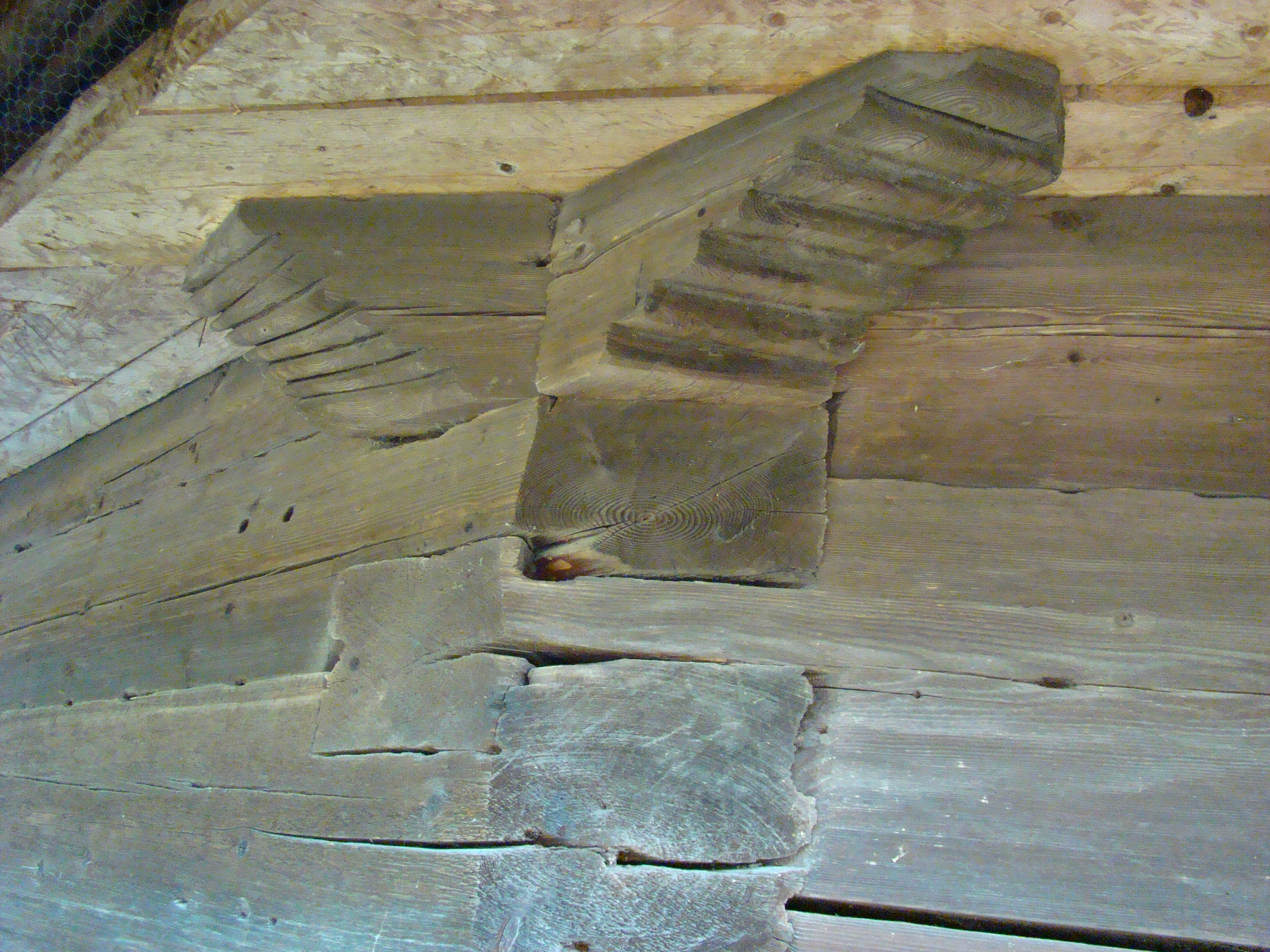
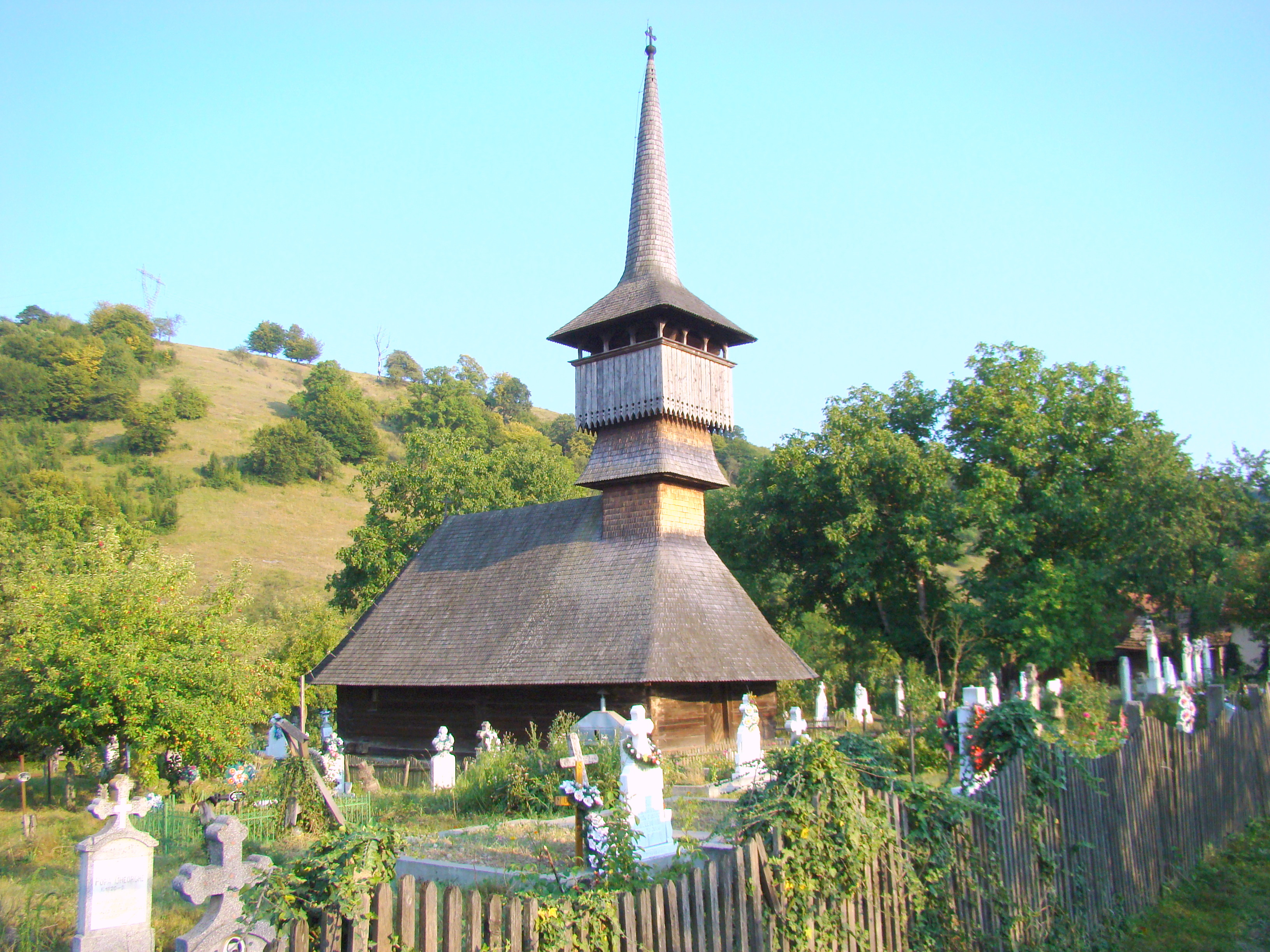
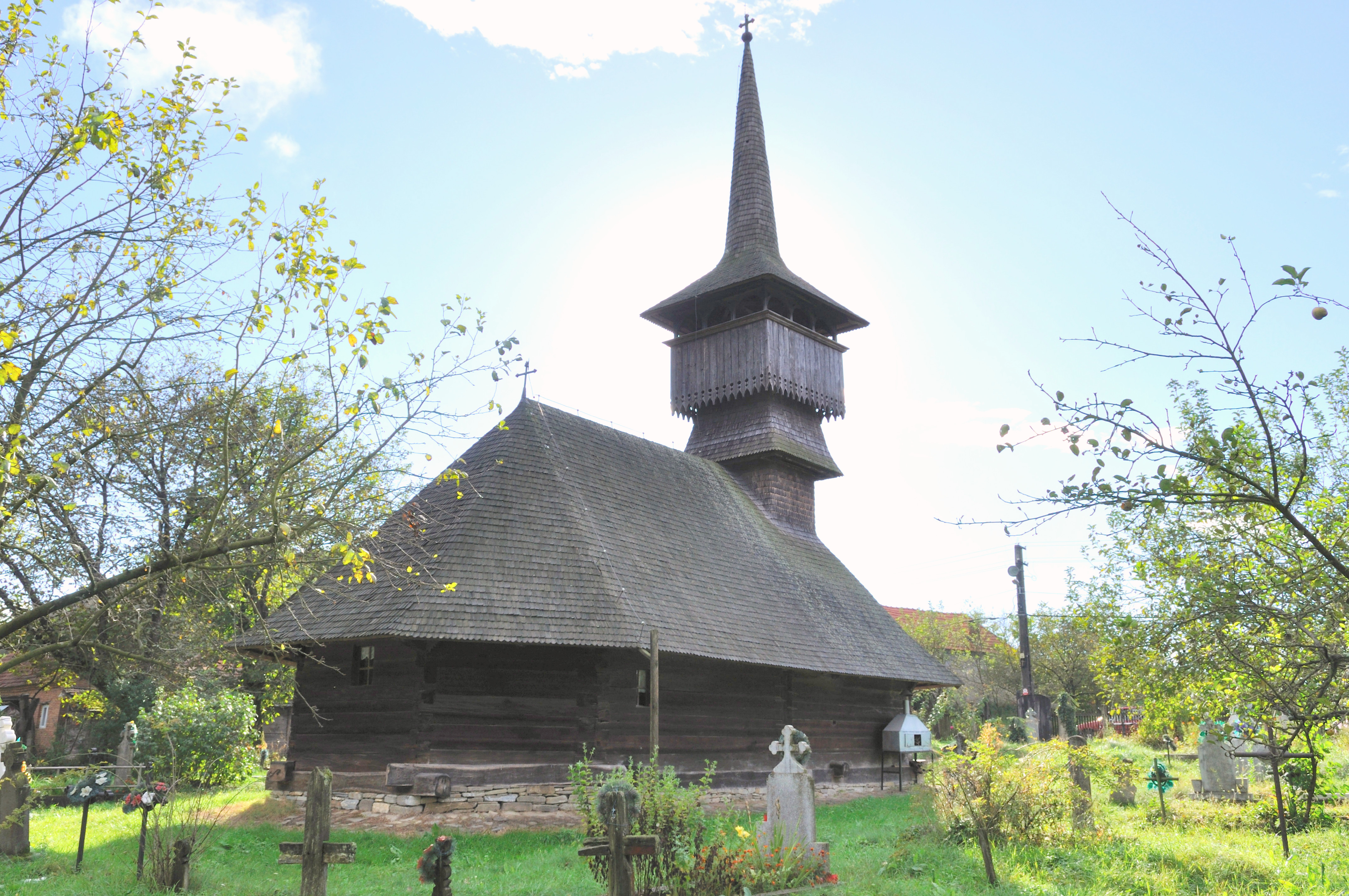
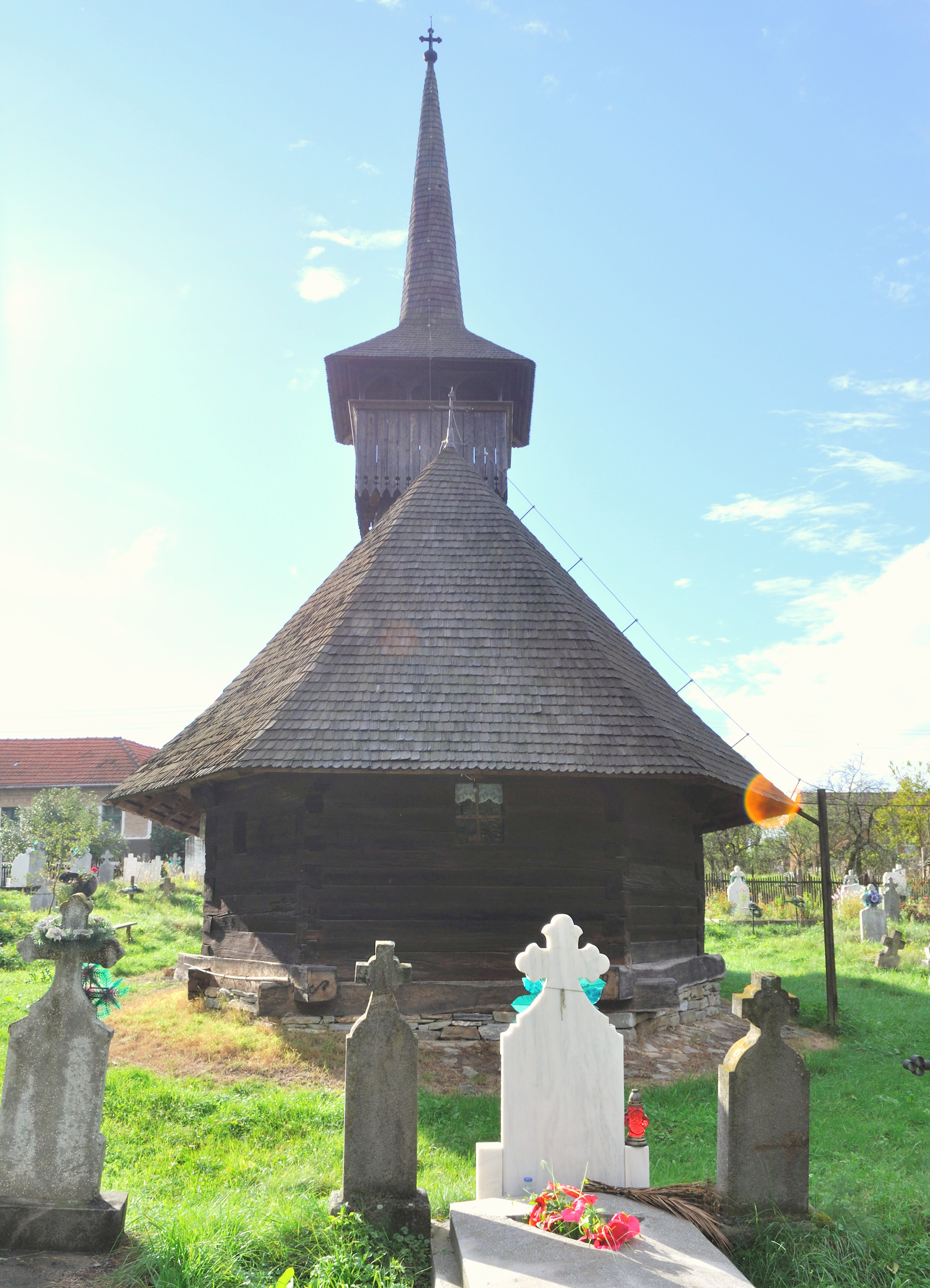
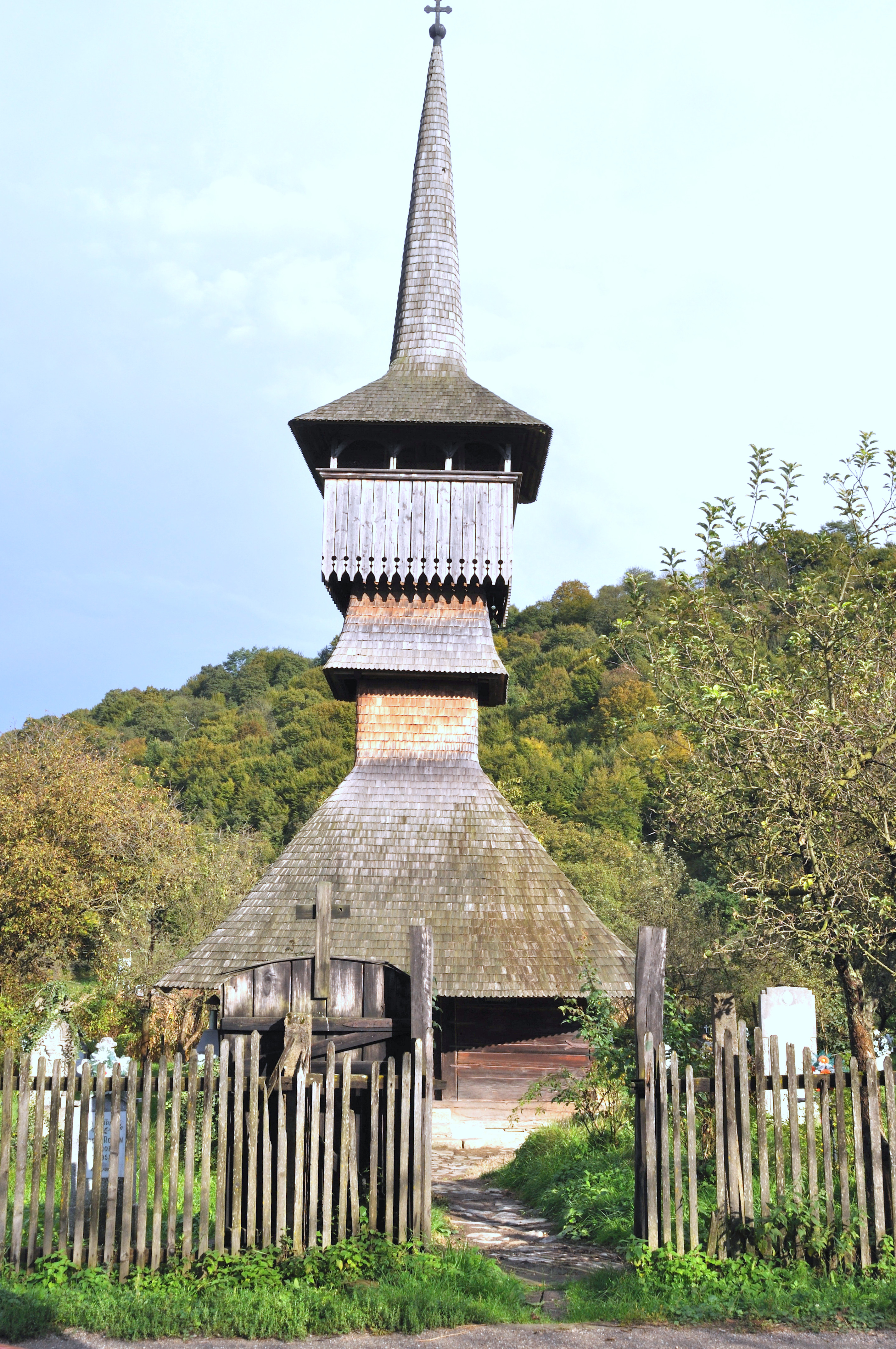